# Cúpula de Santa Maria del Fiore

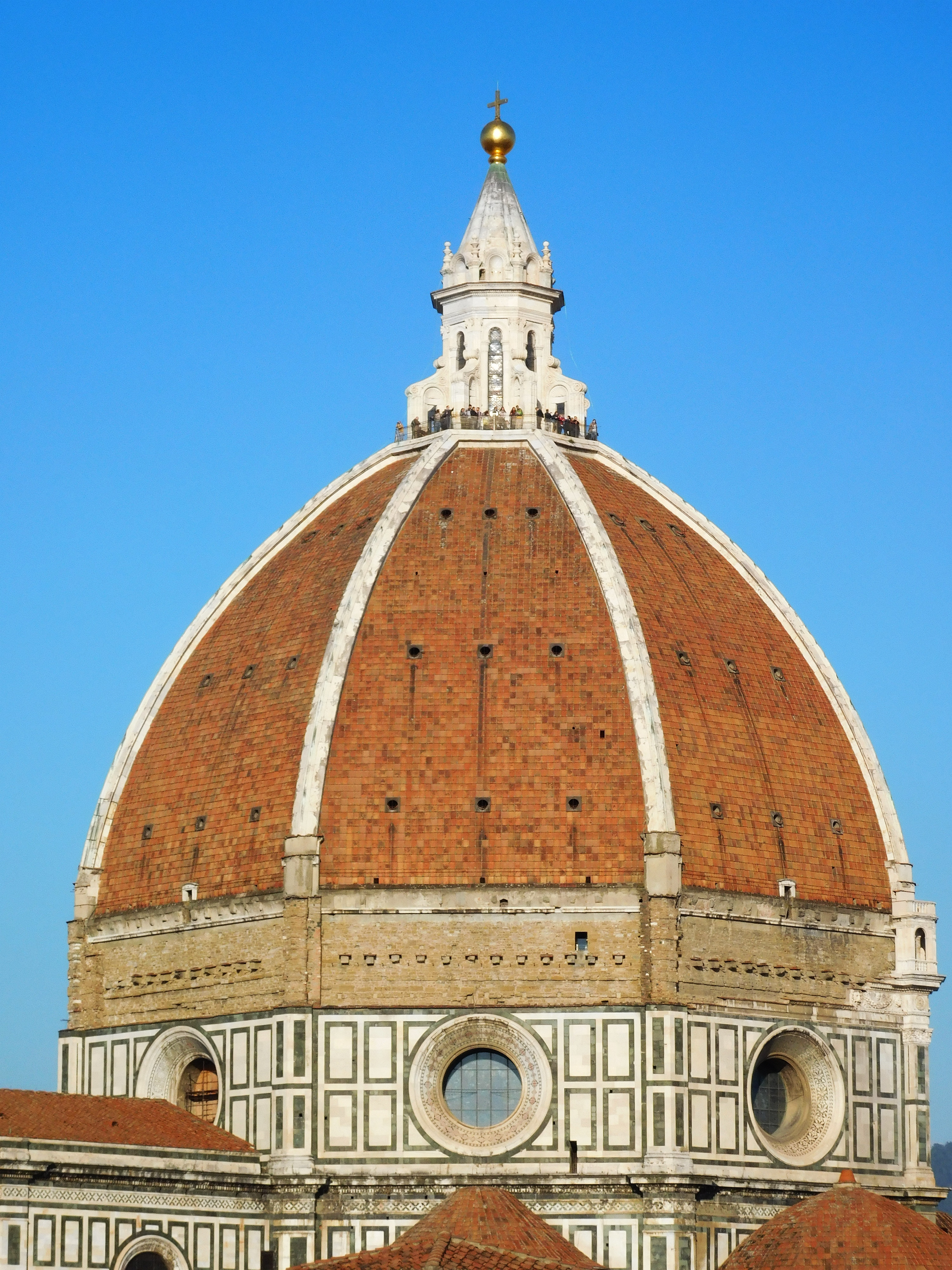
Vista geral da cúpula de Santa Maria del Fiore

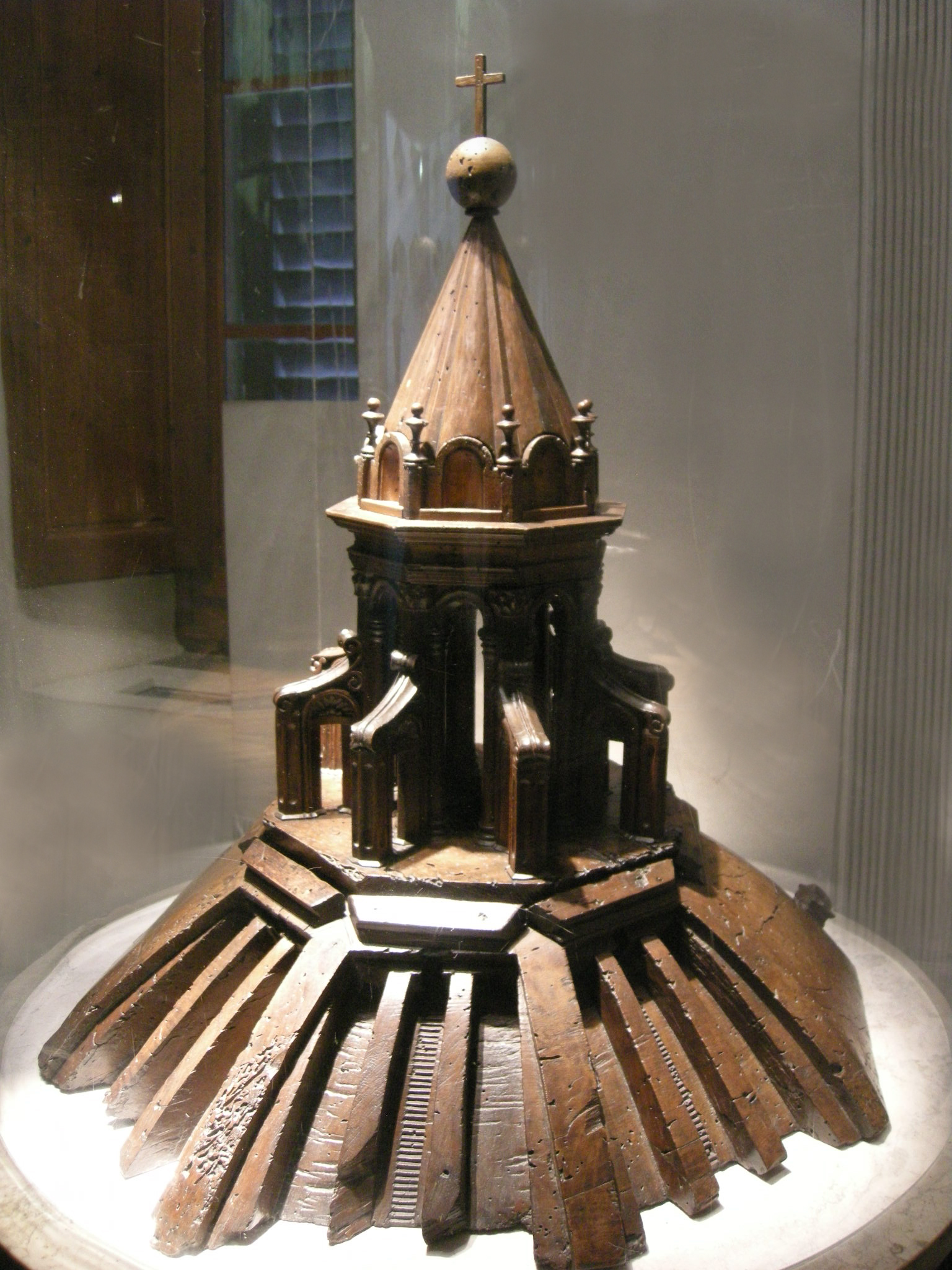
Maqueta em madeira da lanterna, reprodução do original apresentado por Brunelleschi a 31 de dezembro de 1436. Museo dell'Opera di Santa Maria del Fiore.

A cúpula de Santa Maria dell Fiore ou cúpula de Santa Maria da Flor, também conhecida por cúpula de Brunelleschi ou cúpula do Duomo de Florença, refere-se à cobertura do cruzeiro da catedral de Santa Maria del Fiore de Florença. Foi a maior cúpula do mundo após a queda do Império Romano do Ocidente. Foi concebida, projetada e construída por Filippo Brunelleschi, que com esta obra deu inicio ao renascimento italiano e florentino na história da arquitetura. É considerada a construção mais importante construída na Europa desde a época romana pela relevância fundamental que desempenhou para o posterior desenvolvimento da arquitetura e da conceção moderna de construção.
A cúpula tem uma forma pontiaguda e é composta por oito arcos quebrados, revestidos com telha de barro vermelho e delimitada por oito nervuras de pedra branca. Toda a estrutura assenta sobre um tambor também octogonal, perfurado por oito óculos para iluminação interior. As nervuras convergem num anel octogonal superior, coroado por uma lanterna, elemento que também contribui para a entrada de luz. O interior é composto por dois "calota" ou cúpulas, uma interior e outra exterior, construídas com tijolos dispostos em forma de "espinha de peixe". Estão ligados entre si a partir de uma grelha interna formada por nervuras, que suportam a cúpula e contribuem para a sua estabilidade. O vão que fica entre as duas cúpulas forma um espaço por onde se ascende à lanterna. A face interna da cúpula é decorada com afrescos e em têmpera representando o Juízo Final.
As proporções do conjunto são monumentais. A altura máxima da cúpula é de 116,50 metros, o diâmetro máximo da calota interior é de 45,5 metros e a exterior de 54,8 metros.  A base das impostas está a 55 metros do solo. O tambor, com 13 metros de altura e 43 metros de largura, está localizado a 54 metros do solo. A calota interior tem uma espessura na sua base de 2,20 metros, diminuindo para 2 metros no topo, enquanto a calota exterior tem uma espessura que varia de um metro a 0,40 metros. O anel superior do fecho da cúpula encontra-se a 86,70 metros do solo. A lanterna tem 6 metros de diâmetro e 22 de altura. As cortinas trapezoidais medem 17,50 metros de comprimento e têm 32,65 metros de altura. O peso total estimado da cúpula é superior a 30.000 toneladas (embora noutras fontes sejam fornecidos números muito mais elevados: cerca de 37.000 tons) e calcula-se que tenham sido necessários mais de 4 milhões de tijolos pelo que a construção detém o recorde da maior cúpula do mundo feita com tijolos.
As suas enormes dimensões inviabilizaram a utilização de métodos construtivos tradicionais com recurso a cofragens, o que incentivou a especulação de diversas teorias sobre a técnica construtiva utilizada. Brunelleschi não deixou registo de qualquer desenho, maqueta ou esboço que indicasse o procedimento utilizado na construção da cúpula
O arquiteto e humanista Leon Battista Alberti afirmou, referindo-se à cúpula:
Seria muito duro e invejoso quem não elogiasse o arquitecto Pippo, vendo esta estrutura tão grande, elevada acima dos céus, tão ampla que cobre com a sua sombra todos os cidadãos toscanos, feita sem qualquer ajuda de molduras ou profusão de madeira: um artifício que, julgo, nestes tempos era incrível, e talvez não fosse sabido nem conhecido na antiguidade.— Leon Battista Alberti, De pictura'
A construção da cúpula teve uma duração de 16 anos, de 1420 a 1436. Embora a cúpula só tenha sido concluída até 31 de Agosto com a cerimónia de lançamento da última pedra, a celebração oficial foi a 25 de Março de 1436, dia da festa da Anunciação, primeiro dia do ano no calendário florentino. Esta durou 5 horas, e uma passarela de madeira coberta por um dossel roxo decorado com bandeiras e grinaldas teve de ser construída entre os aposentos papais do mosteiro de Santa Maria Novella e a porta da catedral. À hora marcada para a bênção solene, apareceu o Papa Eugénio IV, e, vestido de branco, iniciou uma lenta procissão ao longo do tapete estendido na passarela, seguido por sete cardeais, trinta e sete bispos e arcebispos e pelas autoridades da cidade, chefiadas pelo Gonfaloniero e pelo Prior. Foi também comemorado com a primeira estreia do moteto isorrítmico de Guillaume Dufai Nuper rosarum flores, com referências ao escudo de Florença e à dedicatória da basílica de Santa Maria da Flor.
Terminada a construção da cúpula, foi convocado outro concurso público para a lanterna, novamente ganho por Brunelleschi, que iniciou as obras em 1446, poucos meses antes de falecer, pelo que o seu trabalho teve de ser retomado sob a direção do seu amigo e discípulo Michelozzo di Bartolomeo, terminando totalmente a 23 de abril de 1461. e a decoração pictórica do interior da cúpula durou de 1572 a 1579.
A lanterna sofreu vários contratempos ao longo da história por causa dos relâmpagos. Os mais consideráveis foram registados em 1492 e 1601, quando a cruz e a bola de Verrocchio foram derrubados, danificando gravemente a lanterna, tendo sido restaurados em 1602. A estrutura sofreu também vários sismos, sendo os mais notáveis os que ocorreram em 1453, 1542 e 1695.
Em 1639, registaram-se várias fissuras na cúpula que discorriam verticalmente desde o topo dos suportes dos painéis cegos, passando pelos óculos até chegar à lanterna. Mais tarde, observou-se que estas fissuras sofriam ciclos sazonais alternados desde dilatação e contracção em função da temperatura. Em 1757, o jesuíto e matemático Leonardo Ximenes já apontava a existência de diversas fissuras angulares na face interna das oito arestas que se cruzavam nos painéis, localizadas na terceira cúpula. Estas fissuras desenvolveram-se lentamente ao longo dos séculos, razão pela qual foram levadas a cabo, desde a década de 80 do século anterior, diversas investigações e estudos para monitorizar e controlar o comportamento estrutural da cúpula.
Em 1982, o centro histórico de Florença, incluindo a Catedral de Santa Maria del Fiore e a sua cúpula, foram declarados Património Mundial pela UNESCO.

## Antecedentes

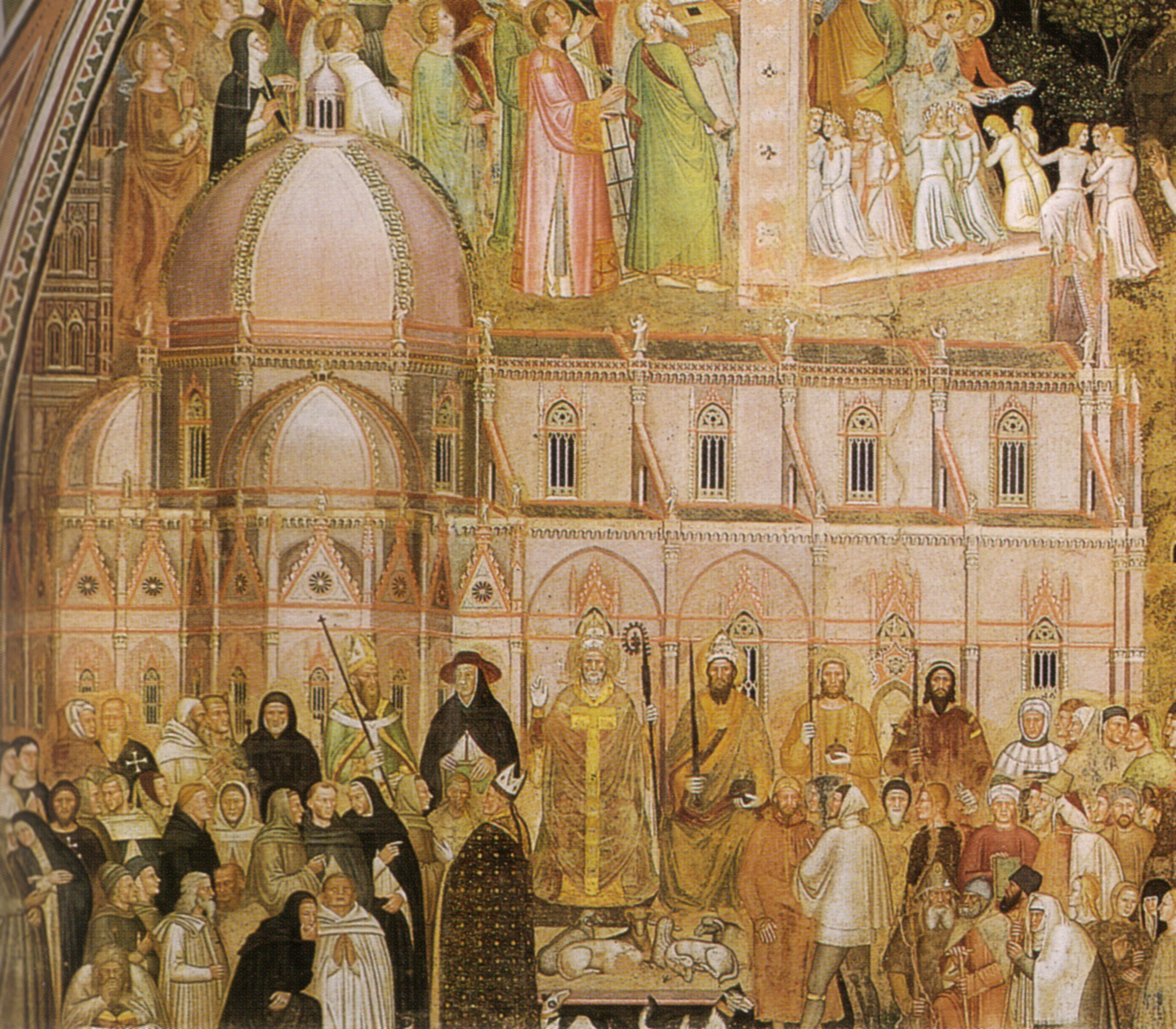
Representação de Santa Maria del Fiore por Andrea di Bonaiuto. Obra de aproximadamente 1355, no Cappellone degli Spagnoli, Florença. Cena com fiéis à esquerda, grupo de cerca de cinco dezenas de figuras representativas da cristandade, ilustrando as hierarquias religiosas e seculares. Ao centro estão o papa e o imperador. As figuras seculares vão desde o imperador até aos mendigos e aleijados. Atrás deles está o grande Duomo Florentino, que representa a Igreja.

A construção em estilo gótico sofreu um declínio a partir de finais do século XIV. Neste período, os Estados-nação emergentes começaram a competir com a Igreja como centros de poder. Para estas novas entidades, o Império Romano era o modelo de Estado-nação, e parecia apropriado usar as formas construtivas dos edifícios romanos como símbolos do novo poder, especialmente o arco de volta perfeita, a abóbada de canhão e, sobretudo, a cúpula, seguindo o exemplo do Panteão de Roma. Em Florença, foi acrescentada outra razão de peso; o estilo gótico era praticado pelos adversários tradicionais da cidade, especialmente Milão e também França.

### A cúpula original de Arnolfo di Cambio
As obras no actual edifício da Catedral de Santa Maria del Fiore começaram entre 1294 e 1295 para substituir a antiga igreja mais pequena de Santa Reparata. Entre 1410 e 1413 foi construído o tambor,  e a sua base superior foi concluída entre 1414 e 1415. No entanto, no início do século XV, o problema da cobertura ainda não tinha sido discutido em profundidade, cuja construção preocupava os membros do Museo dell'Opera del Duomo há algum tempo.Não foi tarefa fácil construir e colocar o ponto onde deveriam ser apoiadas as enormes cimbres de madeira que deveriam suportar a cúpula até ao seu fecho final com a chave. Além disso, era inviável que uma obra de tais dimensões pudesse ser suportada por andaimes tradicionais, uma vez que nenhuma variedade de madeira poderia suportar temporariamente um peso tão grande.
Arnolfo di Cambio, o arquiteto que projetou a nova catedral, provavelmente previu este revés, pois imaginou a conclusão do seu edifício com uma cúpula, um elemento muito diferente e maior do que o tradicional cibório das catedrais medievais. A sua ideia de utilizar um tipo de cobertura mais convencional pode ser vista num conhecido fresco de Andrea di Bonaiuto localizado na Capela Espanhola de Santa María Novella em Florença. A pintura, datada aproximadamente de 1355, mostra em segundo plano uma igreja claramente reconhecível como Santa María del Fiore, na qual se encontra uma cúpula desprovida de tambor e com um formato semisférico, embora com os lados muito curvos. No entanto, uma cúpula de volta perfeita, mesmo que fosse mais pequena e não tivesse tambor, teria grande dificuldade em suportar o peso da lanterna retratada sem a ajuda de reforços. De qualquer modo, é possível que Bonaiuto tenha dado ao desenho uma forma mais arredondada do que di Cambio pretendia para o seu projecto.
O facto mais relevante é que Arnolfo di Cambio propôs uma cúpula que evitava a construção dos característicos contrafortes da arquitetura gótica vigente na época, e adotou um novo modelo. Escavações realizadas na década de 1970 descobriram a localização da maqueta e trouxeram à luz os pilares à escala de uma cúpula com um vão de 36,27 metros. Este tinha um diâmetro maior do que a cúpula da Santa Sofia em Constantinopla.

### O concurso de 1396
O projeto original foi expandido pelo mestre seguinte, Francesco Talenti, que o amplificou. As obras para a construção da catedral continuaram intermitentemente. Em 1330, a administração da Ópera do Duomo, organismo responsável pelo financiamento e construção da obra, foi assumida pela mais rica guilda, a da Arte da Lã. Em 1336, o avanço das obras tornava já necessário um modelo concreto da cúpula, pelo que a Opera do Duomo encomendou ao então chefe de obra, Giovanni di Lapo Ghini, a elaboração de uma proposta para a cúpula. Mas também solicitou um modelo de um grupo de artistas e artesãos liderados por Neri di Fioravante.
A proposta de Giovanni di Lapo Ghini foi concebida no estilo gótico tradicional. Imaginou uma estrutura com paredes finas e janelas altas, e contrafortes em forma de arcos voadores para suportar a cúpula. Em contrapartida, a proposta de Neri di Fioravante eliminou os contrafortes e substituiu a sua função pela incorporação de uma série de anéis de pedra ou madeira instalados em redor da cúpula, circundando-a, da mesma forma que anéis de ferro circundam as nervuras de um barril. Tinha duas particularidades. A primeira era que incorporava duas cúpulas, uma disposta no interior da outra. A segundo era o formato da cúpula exterior, que era de um arco ogival, em vez do formato mais previsível de uma esfera como no Panteão de Roma. A proposta definiu claramente a forma e as dimensões da cúpula, mas não resolveu os desafios técnicos impostos pela sua construção.
Em 1397, a Ópera escolheu a proposta de Neri di Fioravante, mas com a condição de que as colunas que suportavam a cúpula fossem alargadas para poderem assumir os esforços da cúpula. O modelo tornou-se objeto de quase veneração; Todos os anos, no final do ano, os irmãos da Ópera e o mestre construtor juravam, colocando as mãos sobre um exemplar da Bíblia, que construiriam apenas uma igreja como a que está representada no modelo.

### Brunelleschi

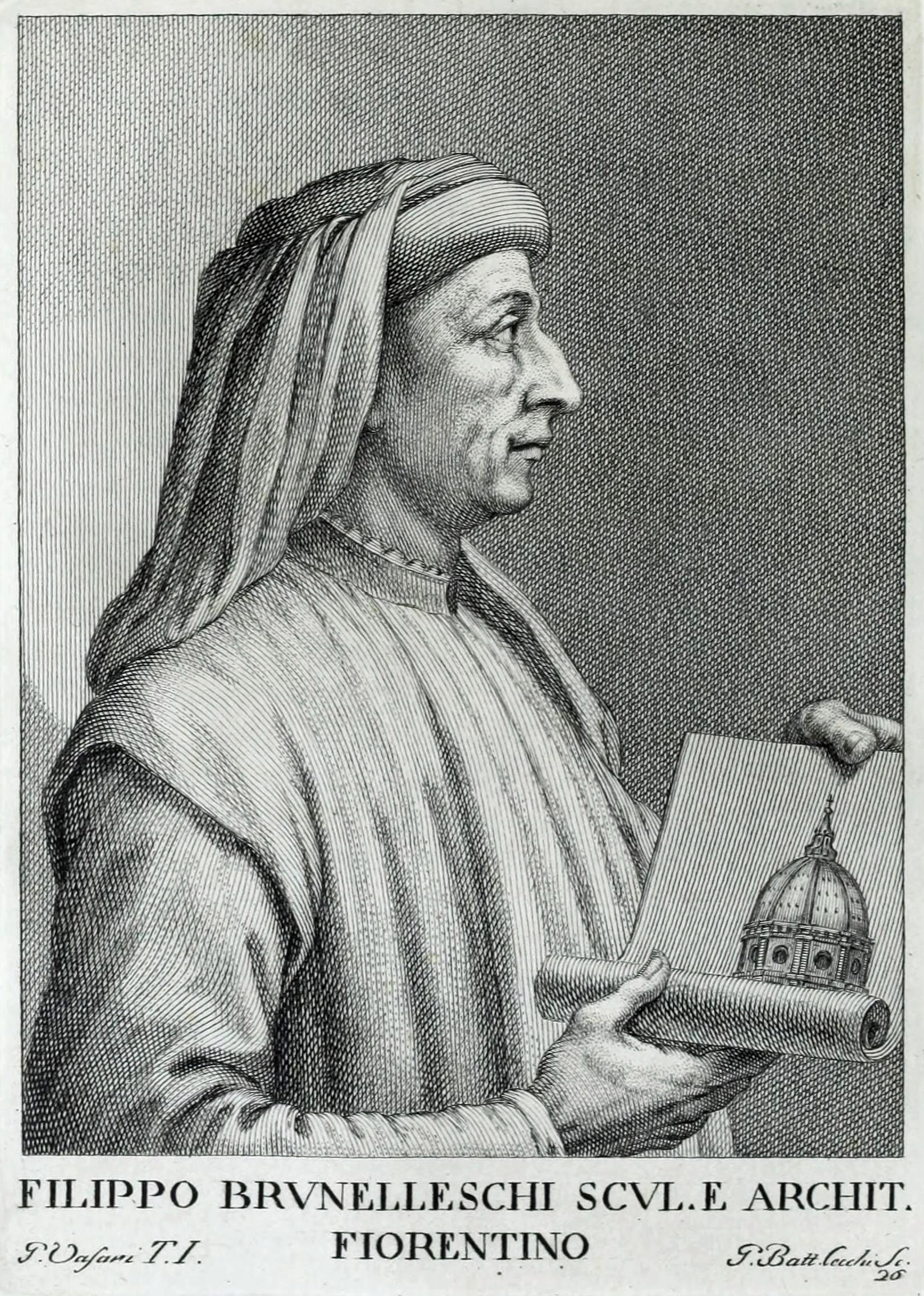
Retrato de Filippo Brunelleschi gravado numa placa de cobre por Nicolas de Larmessin e impresso num livro "Académie des Sciences et des Arts" escrito por Isaac Bullart e publicado em Amesterdão por Elzevier em 1682.

Em 1402, Filippo Brunelleschi perdeu o concurso escultórico para o segundo conjunto de portas de bronze para o baptistério de São João para Lorenzo Ghiberti. Desiludido, partiu para Roma para estudar arquitetura, acompanhado por um adolescente Donatello que se dirigia para lá para estudar escultura. Permaneceu na cidade durante cerca de quinze anos, regressando a Florença de tempos a tempos. Em Roma, ganhava a vida como ourives e relojoeiro enquanto estudava os edifícios da cidade.
Sabendo que estava prevista uma cúpula para Santa Maria del Fiore, dedicou especial atenção às dimensões, proporções e métodos de construção da cúpula do Panteão, que com o seu diâmetro de 43 metros e óculo zenital de 8 metros se assemelhava ao projecto de Florença, e do palácio da Domus Aurea, que com a sua base octogonal era estruturalmente semelhante ao planeado para Santa Maria del Fiore. As fissuras na semicúpula das Termas de Trajano alertaram-no para os riscos associados a este tipo de construção.
Regressou definitivamente a Florença por volta de 1416 ou 1417. João de Médici e o seu filho Cosme contrataram-no para desenhar o Spedale degli Innocenti, bem como o restauro e ampliação da [[Basílica de São Lourenço], que viria a ser a igreja da família Medici. Após a sua estadia em Roma, Brunelleschi ganhou credibilidade suficiente para que a família mais poderosa de Florença lhe confiasse grandes projetos arquitetónicos.  Mas por vezes a estética proposta por Brunelleschi, esplêndida e ornamentada, não se enquadrava no estilo mais austero de Cosimo, o que fez com que Brunelleschi perdesse o projecto de design para a nova residência dos Medici, o Palacio Medici Riccardi. 

### Desenho definitivo
Entre 1410 e 1413, o mestre artesão Juan de Lapo Ghini mandou construir uma cúpula sobre a abertura do octógono, elevando a altura de início da construção da cúpula para 54 metros. O cibório complicou ainda mais a construção da cúpula, porque as suas paredes eram mais finas que as da nave da basílica, pelo que era necessário que as forças laterais a que as paredes da cúpula poderiam resistir e que seriam transmitidas através da cúpula fossem menores. Parece que a ideia de construir o cibório foi motivada, em parte, pela necessidade de ganhar tempo até que se encontrasse uma solução definitiva para o problema da construção da cúpula, mas esta foi agravada pela estrutura do zimbório. 
Em junho de 1418, o mestre construtor, Giovanni d'Ambrogio, já velho e doente, construiu uma maqueta para o andaime da cúpula. A proposta não satisfez os irmãos da Ópera, pelo que dois meses depois, a 19 de Agosto de 1418, anunciaram um concurso público para receber mais opções em troca de 200 florins. Filippo Brunelleschi e outros onze aspirantes, alguns de Pisa e Siena, apresentaram os seus modelos.

### O concurso de 1418

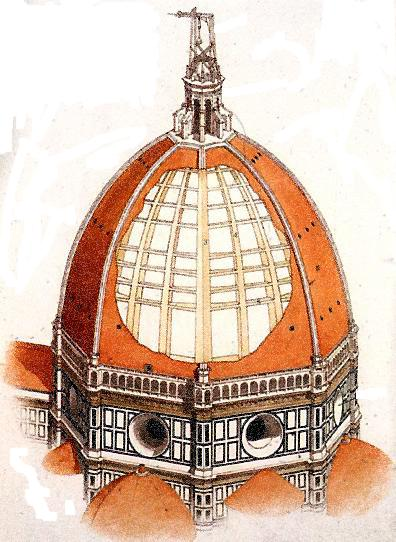
Corte do Duomo de Florença

Em 19 de Agosto de 1418, a Arte della La, que era a superintendente das obras da catedral, através da Opera del Duomo, convocou um concurso público para fazer um modelo à escala reduzida para concluir a construção da cúpula. Para além de resolver os problemas técnicos de engenharia, o edifício tinha de ser concluído de forma harmoniosa, destacando o valor simbólico e impondo-se ao espaço urbano e à envolvente. Entre os dezassete participantes que passaram para uma segunda fase estavam Filippo Brunelleschi, que tinha feito uma maqueta de madeira para a ocasião, e Lorenzo Ghiberti.
Durante todo o mês de Dezembro de 1418, os irmãos da "Ópera" inspeccionaram os modelos apresentados. Brunelleschi aperfeiçoou o seu modelo, "tão grande como um forno", fornecendo mais informações para demonstrar a viabilidade de uma cúpula sem moldura. No final de 1419, com a ajuda de Nanni di Banco e Donatello,  organizou uma manifestação na Piazza del Duomo, entre a catedral e o campanile, com uma maqueta à escala 1:12 baseada na obra da basílica feita com tijolo e argamassa e sem estrutura. O elemento que mais distinguiu a proposta de Brunelleschi da dos outros candidatos foi a ausência de calços, a estrutura de madeira necessária para suportar a cúpula durante a sua construção. Nesta época, todos os arcos — e uma cúpula é um arco girado 360 graus em torno do seu eixo — eram construídos apoiados em estruturas de madeira, mas o projeto de Brunelleschi previa uma viga horizontal de madeira na abertura, no ponto onde o arco começava a curvar, e sobre esta viga era construído um andaime de madeira para suportar os tijolos ou as pedras que formavam o arco.  Esta representação impressionou positivamente os membros da Opera del Duomo. 
No entanto, a ausência de uma cofragem no processo causou a descrença de muitos confrades e outras pessoas influentes na decisão do projeto vencedor. Brunelleschi piorou a situação quando se recusou a divulgar os detalhes do seu projeto de construção, temendo que fosse copiado, criando uma situação tão tensa que foi acusado pelo júri de ser "um idiota e um charlatão". Na fase final, todos os outros modelos foram excluídos, excepto o apresentado por Lorenzo Ghiberti, antigo rival de Brunelleschi. O seu modelo mais simples utilizava uma estrutura de madeira para suportar temporariamente o peso da cúpula durante a sua construção. No entanto, a inovação técnica concebida por Brunelleschi não pretendia substituir as cofragens, mas sim utilizar uma estrutura de tijolo que evitasse o uso de cofragens. Ou seja, aplicar os modelos romanos estudados nos monumentos durante a sua viagem a Roma como, por exemplo, o sistema "espinha de peixe".
A decisão final foi adiada até 16 de abril de 1420, quando o projeto de Brunelleschi foi escolhido, confiando-lhe a direção das obras da cúpula, mas o seu rival Lorenzo Ghiberti também recebeu o mesmo cargo, embora o seu projeto tenha sido rejeitado, pelo que foram nomeados Superintendentes da Cimeira. O prémio de 200 florins não foi atribuído a ninguém. 

### O Documento de 1420

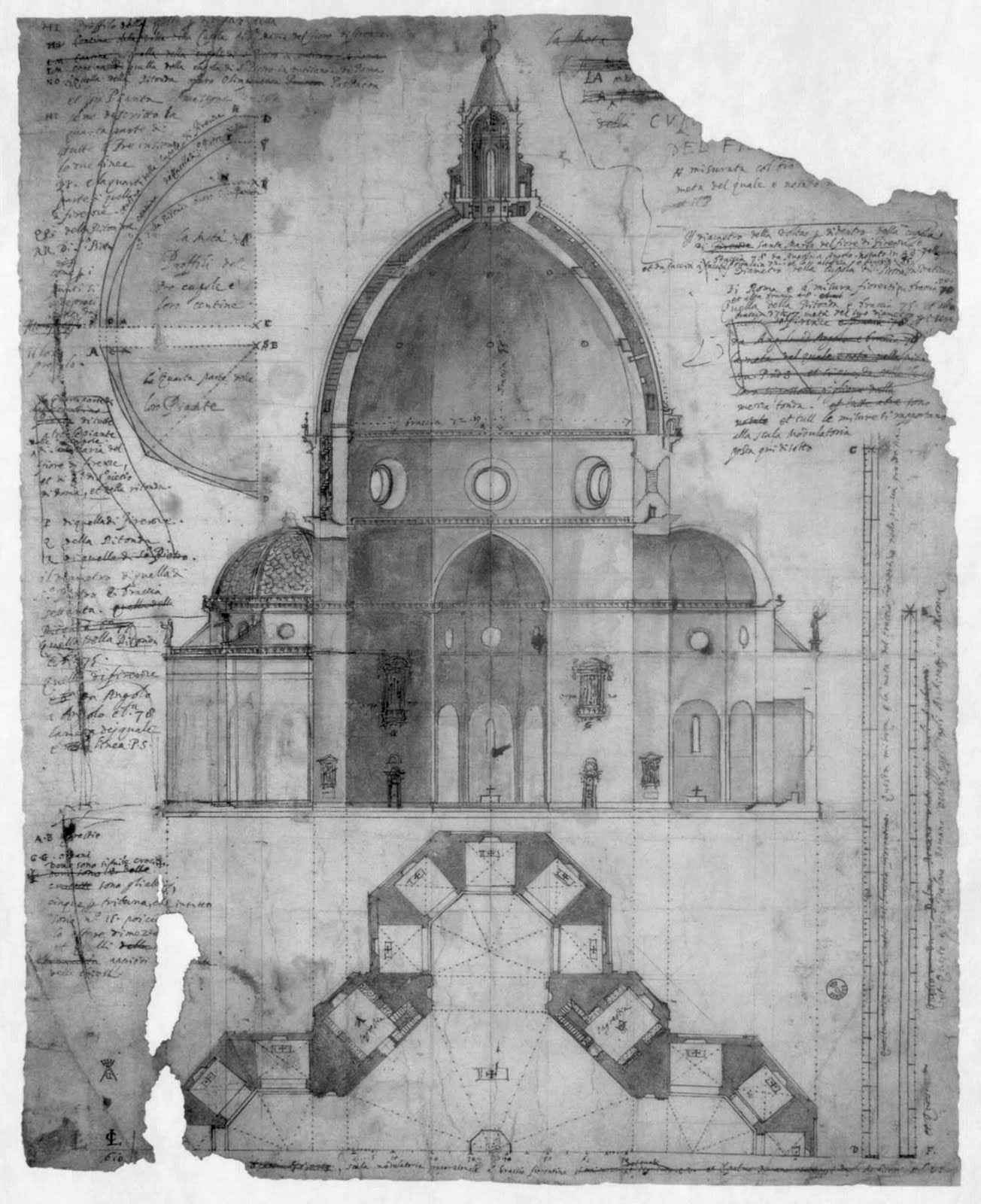
Planta e corte da cúpula e abside. Ludovico Cardi, denominado Il Cigoli, 1610. Na parte superior esquerda pode ver-se a comparação, em planta e perfil, da cúpula com o Panteão de Agripa e com o de São Pedro de Roma.

A 30 de Julho de 1420, foi redigido o chamado Documento de 1420 (denominado modellum de 1420) atribuído ao próprio Brunelleschi, no qual foi determinado o programa de construção da cúpula. O documento foi um dos primeiros contratos em que um mestre de obra assumiu a responsabilidade das obras perante o cliente.  Este acordo estabeleceu a forma de fechar o tambor e especificou os aspectos mais importantes da construção. Na sua essência, era um “programa de trabalho” inovador que sintetizava a estrutura, a forma e as dimensões da construção em poucas linhas, apesar de em vez de estabelecer uma intenção programática, Brunelleschi declarou o projecto com disposição executiva.
Embora a cúpula construída esteja em conformidade com os documentos existentes, estes fornecem poucas revelações sobre a metodologia seguida na construção. Este facto responde a um desejo expresso de Brunelleschi, que sempre teve receio que as suas ideias fossem copiadas pelos seus adversários. E isto também significou que durante muitos séculos as pessoas não tiveram uma ideia clara de como a cúpula foi construída.
Os doze pontos listados continham não só o trabalho concluído, mas também indicavam as variações, incidentes e adições que precisavam de ser feitas. Por exemplo, a inserção de vários anéis de ferro nas paredes da cúpula foi planeada para suportar o suporte sobre o qual os autores dos afrescos iriam trabalhar.  O décimo segundo ponto mostrou que existiam dúvidas sobre a viabilidade de não utilizar fitas na construção da cúpula. Os confrades da Ópera afirmaram que durante os primeiros 17 metros as duas cúpulas, a interior e a exterior, seriam construídas sem cofragens para suportar a construção. Nesta altura, a inclinação dos tijolos é já de 30 graus em relação ao plano horizontal, limite em que o atrito impede o deslizamento dos tijolos, mesmo com argamassa fresca. A partir daí, o documento afirmava que a cúpula seria construída "conforme o que parecesse aconselhável, porque na construção só seria ensinada a experiência prática que precisa de ser feita".
As obras começaram oficialmente a 7 de Agosto de 1420 com um banquete de inauguração. Antes e durante o decurso das mesmas, Brunelleschi e Ghiberti mantiveram sempre uma grande rivalidade que aparece registada e documentada nas crónicas da época. Em 1425 e após numerosos confrontos, Ghiberti foi finalmente afastado da obra devido a vários erros técnicos pelo que Brunelleschi ficou exclusivamente encarregue das obras e continuou-as sem interrupções apreciáveis até à conclusão da base da lanterna no dia 1 de Agosto de 1436.

## Descrição

Zimbório com cúpula e tambor

A cúpula de Santa Maria del Fiore é composta por três elementos principais: o tambor, a cúpula propriamente dita e a lanterna da coroação.
A cúpula é formada por oito grandes painéis de tijolos vermelhos, também chamados segmentos ou "galões". No interior, a base ou primeira secção é sólida até uma altura de 3,50 metros a partir do nível inicial e é formada por seis fiadas de blocos de grés unidos com peças de ferro estanhado. A partir desta altura, a cúpula é dividida em: duas folhas, uma interior e outra estrutural, feita de tijolo e separadas por um espaço vazio no meio. O exterior tem a missão de conservação e protecção contra agentes externos, enquanto o interior desempenha uma função estrutural. A cúpula interior tem dois metros de espessura, e a exterior tem cerca de sessenta centímetros. O espaço intermédio tem uma largura aproximada de 1,20 cm. metros e ao longo do seu percurso existem quatro corredores interiores e várias escadas que chegam à lanterna. Parece que Brunelleschi decidiu utilizar este projecto com uma abertura entre as duas folhas para tornar a estrutura mais leve, que de outra forma seria demasiado pesada para suportar os quatro grandes pilares sobre os quais assenta toda a cúpula.

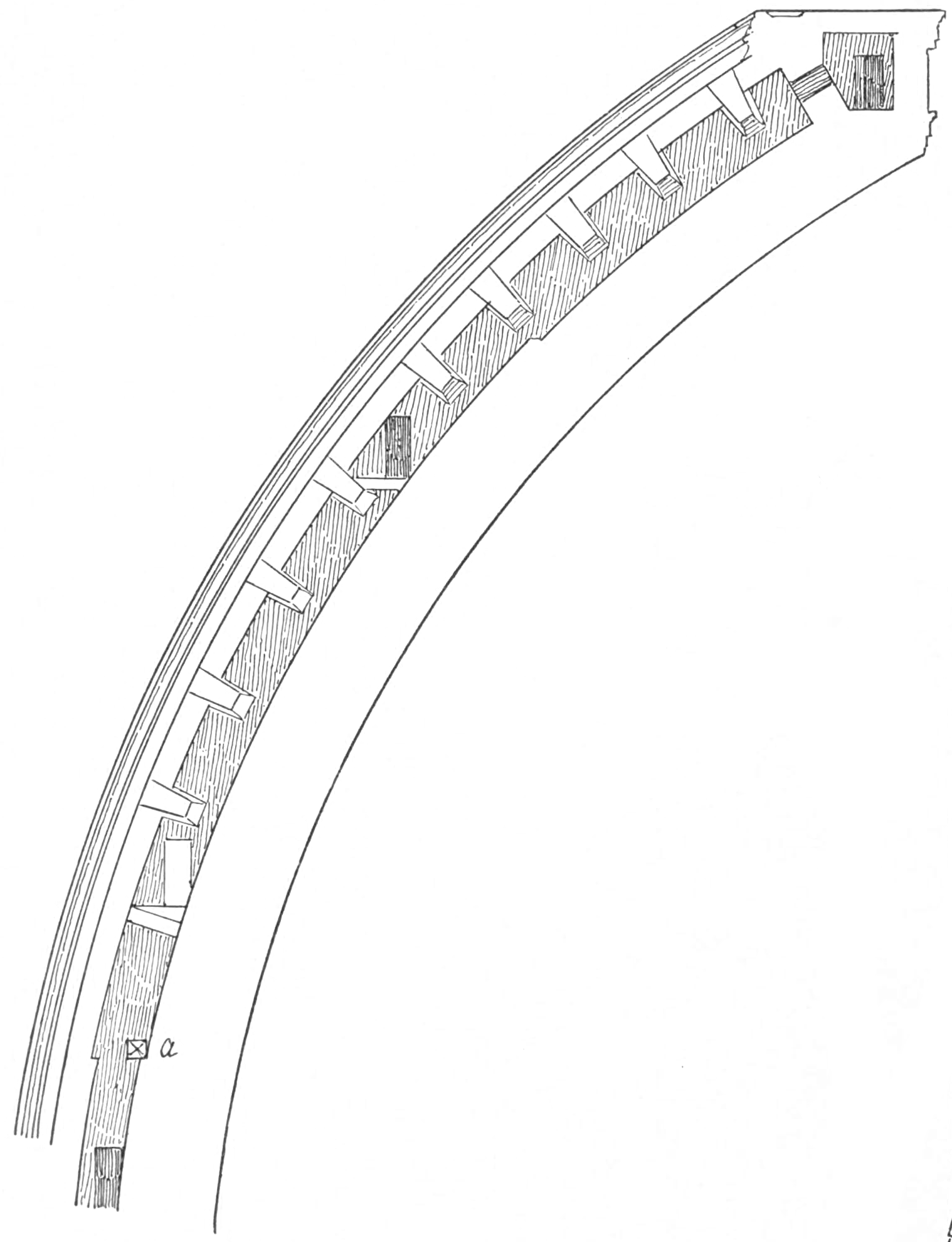
Secção da cúpula, mostrando as folhas interiores e exteriores, o espaço intermédio com os quatro corredores interiores, os nove arcos horizontais de paralelepípedos que unem os nervos verticais e a corrente de madeira (a).

Os oito painéis são separados e delimitados por oito nervuras de pedra, que partem das bordas do tambor e chegam à lanterna da coroação. Cobrem toda a espessura das duas cúpulas, a interior e a exterior, unindo-as. Em cada painel, duas destas nervuras principais estão dispostas verticalmente entre duas mais pequenas embutidas no vão intermédio, formando um total de 16 nervuras mais pequenas e 24 verticais, incluindo as principais. Nove arcos de alvenaria distribuem-se horizontalmente em planos paralelos a cada painel, ligando as nervuras principais com as mais pequenas. Uma estrutura de madeira de carvalho, composta por 24 vigas ligadas entre si com placas de ferro, une toda a estrutura na parte inferior, solidificando a base da cúpula. As seis fiadas de blocos de pedra na base acima referidas, bem como uma corrente de ferro colocada por cima das mesmas, contribuem também para a solidez do conjunto. Outra corrente de ferro acima da corrente de madeira é também mencionada no documento de Brunelleschi, embora esta última não seja visível ou esteja escondida na alvenaria. As nervuras de pedra e todos os estribos são de pedra de macigno e com pietra forte.
Os especialistas debatem há muito tempo a eficácia deste sistema de reforço. Em princípio, uma cúpula é tanto mais estável quanto mais robusto for o seu tambor e a base da imposta; Assim sendo, um sistema de contraventamento adequado promove a estabilidade. Estes anéis teriam como função reforçar a estrutura na sua base, com o objetivo de neutralizar as forças que ronronam para fora. Quanto às correntes de madeira e pedra, a sua utilidade é duvidosa, devido à elasticidade da madeira e à incapacidade da pedra trabalhar sob tração.
Quatro conjuntos de escadas conduzem do chão até ao topo do tambor, alojado no interior dos quatro grandes pilares sobre os quais assenta a cúpula. Durante a sua construção, duas delas serviam para subir e as outras duas para descer, facilitando assim a circulação dos trabalhadores.  Estas escadas terminam numa primeira varanda interior que circunda a base da cúpula. A partir desta varanda, o espaço entre as duas tampas é acedido através de uma pequena porta, que por sua vez conduz a outro conjunto de escadas que conduzem ao segundo e terceiro corredores interiores. Finalmente, um último degrau esculpido na tampa interior termina no quarto corredor interior, localizado na base da lanterna.
Em cada painel exterior existem nove orifícios circulares para ventilação, distribuídos em três filas de três orifícios cada. Para além destes, foram realizados outros pequenos orifícios rectangulares para iluminar e ventilar o espaço entre os dois capitéis. A folha interior possui dezasseis pequenos óculos à altura do segundo e terceiro corredores, dois em cada painel, que permitiam a visão do templo e a montagem do esteio para a realização do revestimento interior da cúpula.

### Geometria e proporção

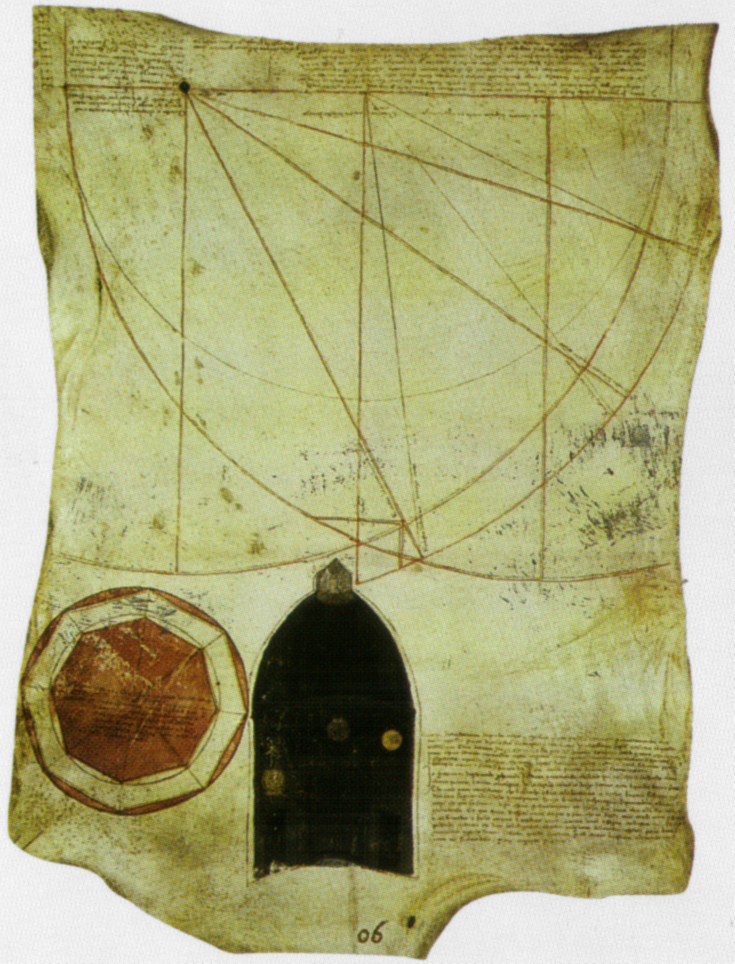
Pergaminho com comentários sobre a disposição da cúpula de acordo com a quinta sustenida. Giovanni di Gherardo da Prato (1426). Arquivo do Estado, Florença.

A composição da cúpula segue a proporção áurea, como era costume na época, procurando um sentido de equilíbrio e harmonia entre as suas partes. A base das impostas situa-se a cerca de 55 metros do solo, a lanterna tem 21 metros de altura. , o tambor tem 13 metros, e a altura média da cúpula é de 34 metros. A altura total da estrutura, incluindo a bola dourada e a cruz erguida acima desta, é de 116,50 metros. No entanto, é importante salientar que as medidas reais da cúpula foram calculadas em côvados florentinos  e não de acordo com o sistema decimal métrico. Portanto, qualquer teoria que se refira à famosa sequência de Fibonacci,, isto é, aos números 13, 21, 34, 55..., é totalmente errónea e sem sentido. Quando a cúpula foi consagrada em 1436, a composição do músico flamengo Guillaume Dufay, o motete Nuper rosarum flores, reproduziu em música as relações da construção.
A estrutura exterior da cúpula também segue regras muito precisas. O perfil exterior é um arco de quarta ponta, enquanto o interior tem uma curvatura de um arco de quinta ponta. A disposição destes arcos baseia-se na diagonal do octógono interno, com 54 metros de comprimento, que se subdivide respectivamente em quatro e cinco partes iguais. Desta forma, o perfil pontiagudo resultante é um segmento circular cujo raio é um quinto. maior do que a extensão da abóbada. Teoricamente, Brunelleschi esperava que esta forma gótica pontiaguda proporcionasse maior estabilidade, bem como maior altura do que uma cúpula hemisférica. Para materializar o quinto arco pontiagudo da obra, foram utilizadas armações de madeira com a curvatura do arco, que foram fixadas nos cantos internos do octógono e deslizaram para cima à medida que os painéis eram construído. A disposição da cúpula de acordo com a quinta ponta está reflectida no pergaminho de Giovanni di Gherardo da Prato de 1426.
Este perfil também se assemelha muito a uma catenária invertida, um tipo de curva muito eficaz em termos de estabilidade. Esta forma representa fisicamente a curvatura gerada por uma corrente ou corda suspensa em ambas as extremidades. Segundo o matemático do século XVIII Leonardo Ximenes, Brunelleschi teria desenhado intuitivamente uma curva catenária, cuja geometria daria à cúpula grande resistência. Como Leibniz, Huygens e Bernoulli demonstrariam mais tarde no final do século XVII, isto é. a forma mais estável de projetar uma cúpula autossustentável, ou seja, uma que se sustenta pelo seu próprio peso.
Para a construção da sua grande obra, Brunelleschi rodeou-se de uma grande equipa de especialistas em diversas áreas, entre os quais os matemáticos Paolo dal Pozzo Toscanelli, cujos cálculos foram essenciais para o sucesso do projeto, e Giovanni dell’Abaco. O próprio Brunelleschi foi também matemático e foi o criador das regras geométricas da perspectiva.

## Problemas de construção

### O tambor

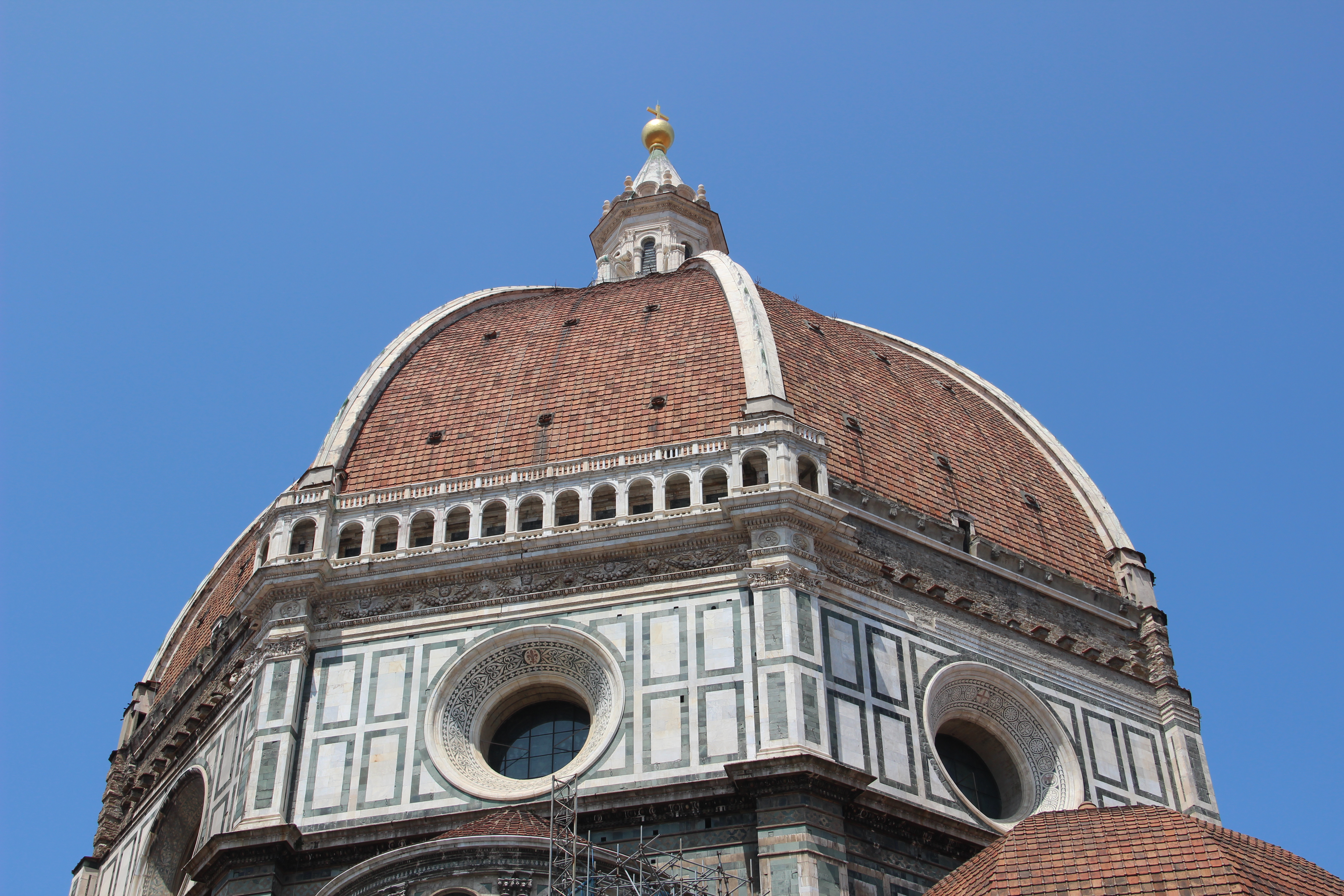
Vista do tambor com os óculos de iluminação e a balaustrada incompleta. Na zona inacabada podem observar-se os cabeçalhos dos elementos transversais que servem de suporte à varanda exterior.

O tambor sobre o qual assenta a cúpula é um prisma octogonal, que compreende o espaço entre o topo dos quatro grandes pilares angulares e a linha de impostas ou nível inicial da cúpula. A sua altura é de 13 metros a partir do tecto da nave principal da catedral e tem uma largura aproximada de 42 metros e a espessura das suas paredes é de cerca de quatro metros. Situa-se a 54 metros do solo. Na sua parte superior encontram-se oito grandes oculi que iluminam o interior da tetracruncha da abside, cujo diâmetro é de cerca de 4,65 metros no interior e cerca de sete metros no exterior. Todo o peso da cúpula e da lanterna é descarregado sobre o tambor, que é sujeito a grandes esforços e que por sua vez os transmite aos quatro pilares de canto.  O interior é delimitado por duas varandas com uma balaustrada que sobrevoa a fachada. A primeira varanda é acedida por quatro escadas alojadas no interior dos pilares, que se unem na zona sudeste formando uma única escada localizada entre as duas tampas da cúpula.
Essa foi precisamente uma das condições, desde o início, da construção que Brunelleschi foi contratado para fazer, que a cúpula tivesse de ser construída sobre aquele grande tambor.  O tamanho da cúpula era consideravelmente maior do que o inicialmente esperado, superando o do Panteão de Roma, que até então era considerado o maior do mundo e, inclusive, uma lenda atribuiu a sua construção a uma "obra do diabo".  No entanto, as razões para o aumento das dimensões da cúpula de Brunelleschi têm mais a ver com a necessidade de reforçar o tambor o mais possível do que com um suposto desejo de exceder o tamanho da cúpula romana. De facto, o tambor foi elevado acima do modelo original com um corpo adicional no qual foram abertos oito grandes óculos para iluminação. Esta estratégia elevou também o plano imposto da cúpula acima de todas as abóbadas construídas até então.  A reduzida espessura do tambor aumentou ainda mais o problema, uma vez que reduziu a resistência contra as forças laterais transmitidas de cima. 

No entanto, o principal obstáculo à construção da cúpula era a irregularidade do tambor, uma vez que as suas diagonais não convergiam para um único centro de referência, pelo que o eixo da cúpula não era único. O lado máximo, registado durante uma medição precisa em 1939, mede 17,60 metros, enquanto o mínimo é de 16,98 metros.  Em vez disso, a união dos ângulos opostos do octógono produziu quatro centros diferentes, o que poderia levar a erros, pois serviram de referência para medir as distâncias durante a construção da cúpula. Esta irregularidade poderia ser resolvida trabalhando com pares de lados opostos, como sugerido por uma das hipóteses construtivas mencionadas posteriormente.

Uma cúpula hemisférica de revolução gerada a partir da rotação de um arco em torno de um eixo vertical

### O tipo de cúpula
Uma cúpula hemisférica, parabólica ou elipsoidal (como a da Catedral de Pisa) é uma figura ou lugar geométrico de pontos gerados a partir de um arco que gira em torno de um eixo vertical, chamado neste caso de cúpula de revolução. É formado por peças denominadas aduela que estão dispostas em forma de arco para a aduela superior ou clave (ou chave) que equilibra as forças de forma semelhante a um arco ou abóbada, mas em três dimensões. Para permitir a entrada de luz no interior da cúpula, pode ser aberto um óculo superior, acompanhado ou não de uma lanterna. Para tal, a chave é substituída por um anel superior de peças que resistem às forças de compressão, por vezes feitas de bronze para maior estabilidade e durabilidade. Teoricamente, é sempre possível construir uma cúpula de revolução, uma vez que é formada por infinitos anéis que se sustentam sozinhos depois de concluídos. A técnica de construção é muito simples: os tijolos estão dispostos em anéis circulares concêntricos sobrepostos, cujo diâmetro diminui à medida que sobe em direção ao topo. Desta forma, a estrutura é autoportante, ou seja, capaz de se sustentar.

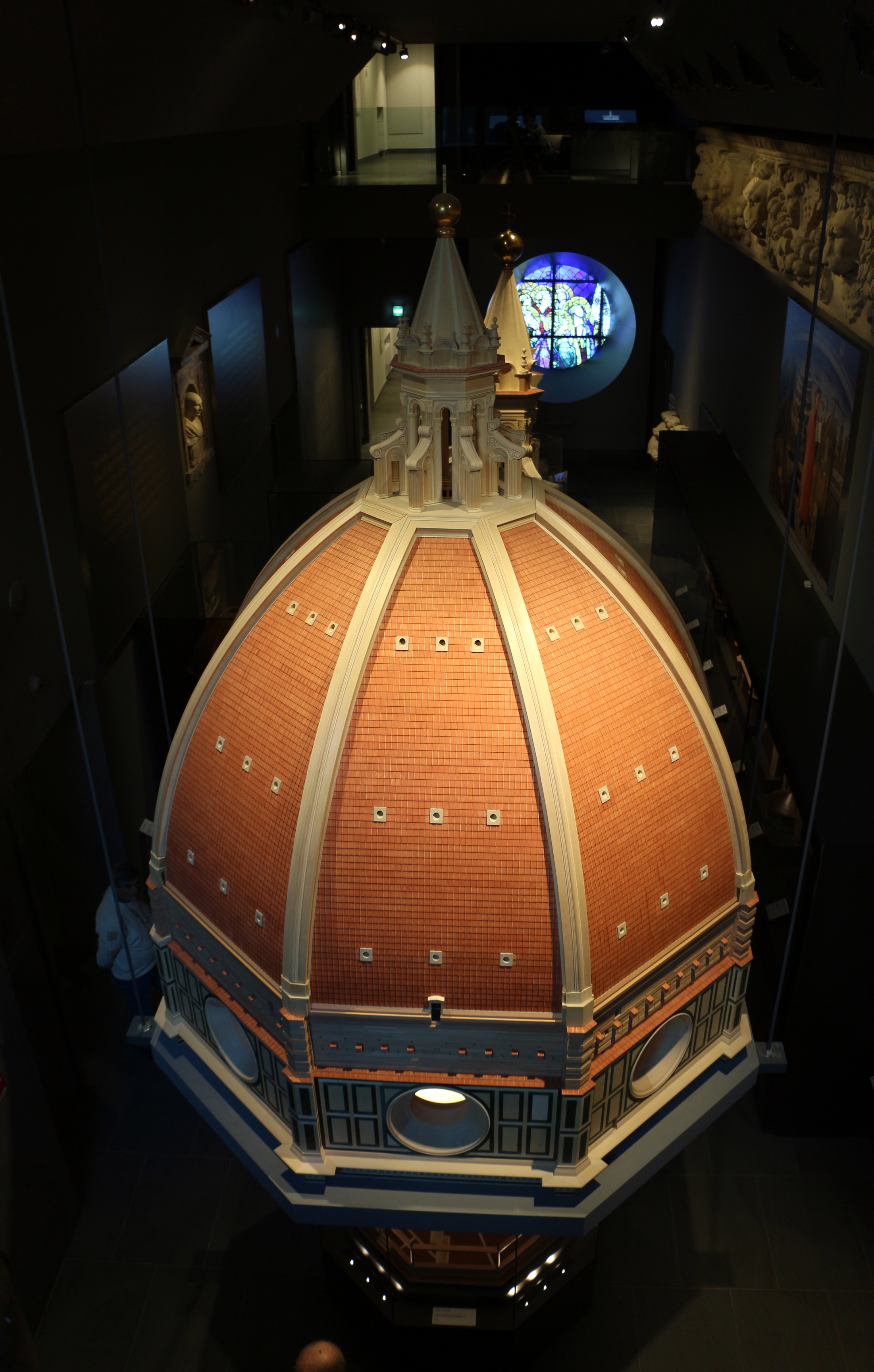
A cúpula de Brunelleschi é gerada pela intersecção de 45º de duas abóbadas nervuradas. Assim, são geradas as oito faces planas que formam a cúpula. Maqueta do Museo dell'Opera del Duomo, sala cúpula.

As dificuldades decorrentes da cimeira foram sobretudo duas:
Em primeiro lugar, os responsáveis pelo Duomo, como foram chamados, mostraram-se preocupados porque o projeto incluía uma cúpula octogonal com faces planas, uma figura muito diferente de um sólido de revolução. A cúpula da Catedral de Florença, em vez de uma "cúpula" propriamente dita, é uma abóbada de claustro octogonal,  descrita como a intersecção de 45º de duas abóbadas nervuradas, muito semelhantes às das naves da própria catedral. Ao contrário de uma cúpula de revolução, uma abóbada não é auto-sustentável, pelo que, neste caso, a utilização de andaimes falsos ou de madeira teria sido essencial para suportar as paredes em construção até que a argamassa endurecesse. Por se tratar de uma estrutura de base octogonal, apresenta uma descontinuidade nos vértices do referido octógono, onde se concentram as tensões.
Por outro lado, em Itália não era possível obter as grandes vigas disponíveis no norte da Europa e mesmo que fosse possível, as enormes vigas utilizadas nas catedrais de França e Inglaterra não teriam sido suficientes para suportar uma abóbada como a que se pretendia construir. As restrições eram as seguintes:
- Dificuldade em obter a quantidade necessária de vigas. Tanto em quantidade como no tempo necessário para o fornecimento. O processo de cortar um pinheiro e transformá-lo numa viga pode demorar mais de dois anos.[91]
- Os métodos de união das peças de madeira (pino, junta de jugo, prego,...) não ofereciam garantias suficientes.[92]
- A madeira, sujeita a fortes pressões durante um longo período, encolhe, fazendo com que a estrutura da cofragem tenha uma vida útil limitada e obrigando à conclusão da obra antes do vencimento da cofragem.

Segundo algumas hipóteses, esta dificuldade teria sido resolvida através de anéis horizontais contínuos de alvenaria, contidos no perímetro da estrutura, o que a faria comportar-se de forma semelhante a uma verdadeira cúpula, apesar de ser uma abóbada e, por isso, seria autoportante.

#### A estrutura da cúpula

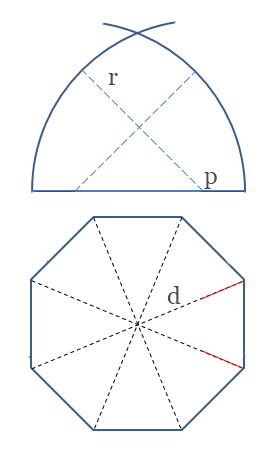
Desenho da estrutura da cúpula

A cúpula é formada por duas cúpulas, uma inserida no interior da outra, separadas por um espaço por onde sobe uma escada de 463 degraus. O octógono que define a forma da cúpula, a base da cúpula, tem quatro diagonais, que unem os oito cantos da figura. A intersecção de cada par de diagonais adjacentes criava um único centro, que definia um eixo vertical. Os eixos verticais definidos por cada um dos quatro centros serviram de referência para os seus pares de faces correspondentes.
O documento de 1420 especificava que a curvatura interna vertical em cada um dos oito arcos de canto da cúpula e das suas faces correspondentes deveria ter a proporção de "quinto acuto", ou "quinto punto". O raio de cada arco tem um comprimento de quatro quintos das diagonais d que unem a base dos arcos, formando um arco ogival rebaixado. Como a diagonal tinha aproximadamente 45 metros, o raio r era de 36. Este método exigia que o ponto p, a partir do qual o raio começava, fosse estável e facilmente acessível aos operadores que realizavam as medições.
A utilização de um arco ogival apresentava duas vantagens. A primeira é que, para a mesma largura, um arco ogival é mais alto que um semicircular; este facto era importante se alguém quisesse atingir uma altura superior à das catedrais de Pisa e Siena. E em segundo lugar, as suas forças horizontais são 50% mais baixas na base do que as produzidas por um arco semicircular; a menor espessura das paredes da cúpula aconselhava a não sobrecarregá-las.
Considerou-se que para iluminar o interior da basílica bastariam os oito óculo da cúpula, bem como o da lanterna que seria construída na parte superior da cúpula.
Foram realizadas nove aberturas em cada uma das oito faces exteriores para reduzir a resistência da estrutura ao vento, bem como para iluminar a passagem interior entre as duas tampas que compõem a cúpula.

### O andaime

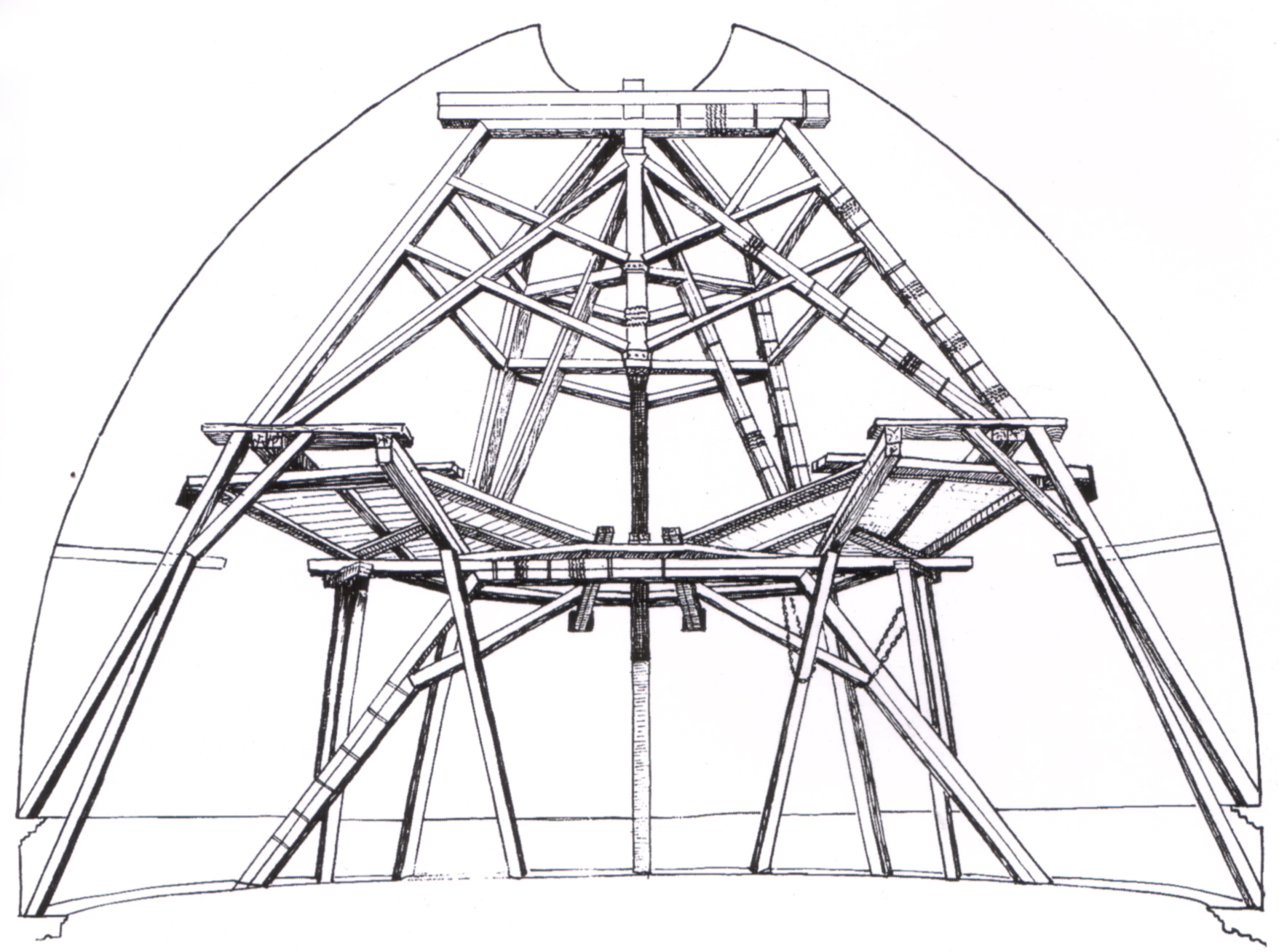
Reconstrução do andaime interno da cúpula de Brunelleschi. Giovani Battista Nelli, segunda metade do séc. XVII.

Um dos principais desafios iniciais na construção da cúpula foi a impossibilidade de utilizar técnicas construtivas tradicionais. Um sistema de entablamento apoiado de um lado do tambor para o outro não seria viável, devido à grande distância que teria de ligar e às enormes cargas a que estaria sujeito. A grande altura em que os trabalhos foram realizados também não permitiu uma estrutura suportada pelo solo. Embora a decisão de não utilizar um fibrado fixo não tenha sido tomada desde o início, no programa de construção de 30 de Julho de 1420 o arquitecto já tinha previsto uma construção sem recurso a estruturas ou pórticos, excepto andaimes de serviço. Para isso, idealizou um andaime aéreo disposto sobre uma plataforma circular de madeira montada à altura do interior do tambor, apoiada em grandes travessas. Uma trave ou barra transversal é um pedaço de madeira que atravessa de uma parte para a outra; ou um pedaço de madeira que cruza outros.</ref> inserido nos furos, ainda visíveis ao nível do piso da varanda; e dito andaime foi gradualmente levantado. Sobre este andaime foram colocadas oito formas de madeira que foram ancoradas à parede com ganchos e que se moveram para cima à medida que a construção progredia. Este arranjo teve que ser mantido até atingir uma altura de 30 braços, deixando aberta a possibilidade de usar outras soluções construtivas posteriormente. Este projeto de construção da cúpula sem o uso de cofragens, como geralmente era feito, foi uma ideia inovadora que chamou a atenção da Opera del Duomo.
No início das obras, quando a parede da cúpula estava quase na vertical, o andaime era suportado por vigas inseridas na parede; no entanto, na última secção, quando a cúpula se curvou para convergir para o centro, Brunelleschi desenhou outro andaime suspenso no furo central, talvez apoiado com longas vigas numa plataforma apoiada num nível inferior, onde os materiais e a maquinaria de construção também seriam depositados.

## Organização dos trabalhos

### Fornecimento de materiais

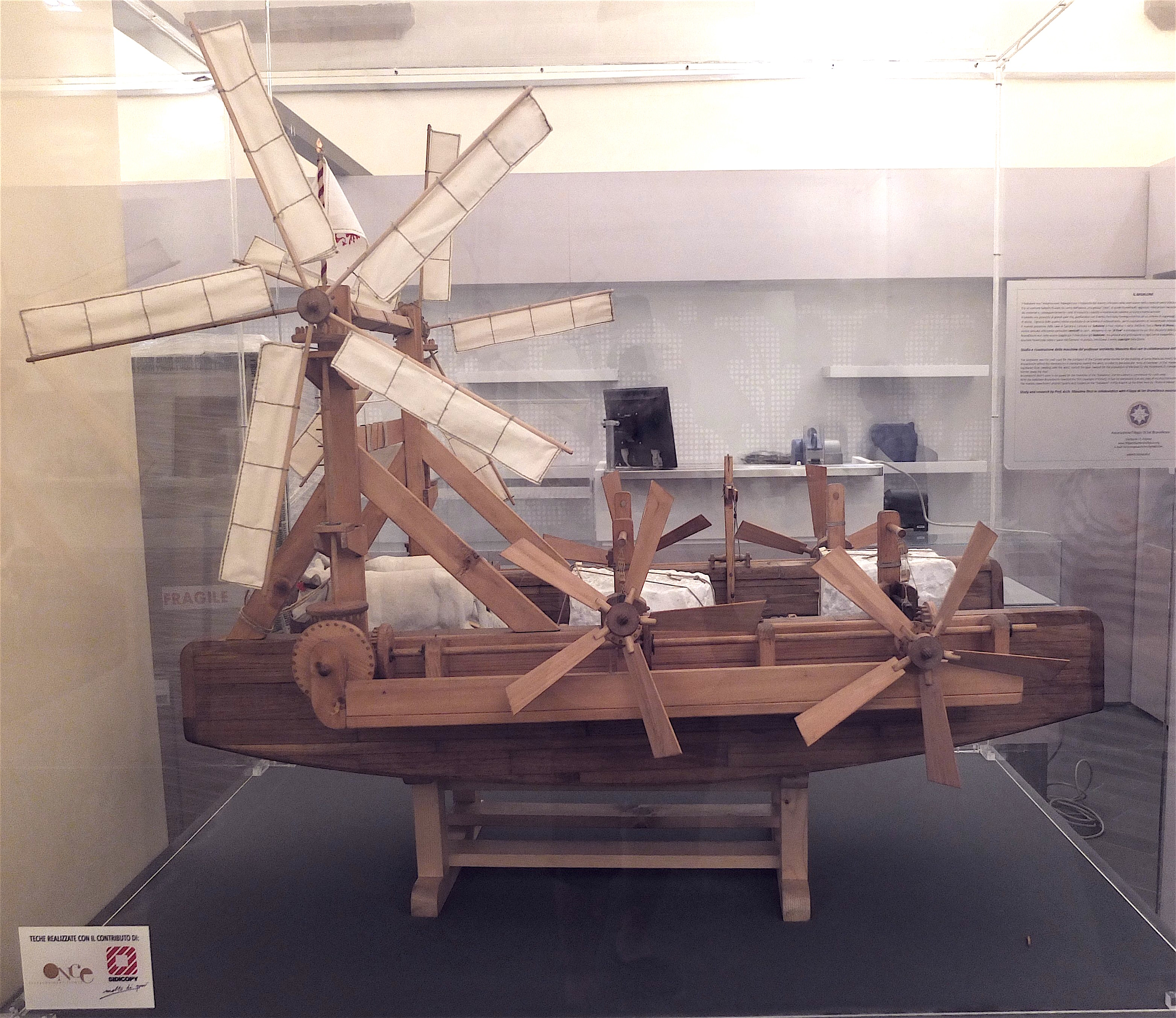
Modelo de um barco (Il Badalone) construído por Brunelleschi em 1427 para transportar mármore para Florença. O navio afundou na sua viagem inaugural

Nos meses que antecederam o início dos trabalhos, foram acumuladas cem toros de abeto com 6,4 metros de comprimento para a construção dos andaimes e das plataformas. Chegaram também as primeiras carroças cheias de tijolos, que foram descarregados e empilhados de forma ordenada, à espera de serem içados. O trabalho exigiu vários tipos de tijolos: retangulares, triangulares, rabo de andorinha, tijolos com flanges ou tijolos de um determinado formato para encaixar nos cantos do octógono. Foram também necessárias vigas de pietra serena com um peso entre 771 e 2.000 quilogramas cada.
O fornecimento das 560 toneladas de mármore branco necessárias para cobrir os oito arcos principais da cúpula apresentou diversas dificuldades. Florença costumava comprar mármore de Carrara, quer para construção, quer para monumentos funerários. A rota habitual do mármore de Carrara era o mar, outrora extraído das pedreiras e aí cortado de acordo com as especificações de Brunelleschi. Uma vez concluído, o mármore era transportado em carroças até à cidade de Carrara, onde eram pagos os direitos de exportação e a sua viagem prosseguia até ao carregamento no antigo porto romano de Luni. Após uma viagem de 25 milhas por mar, subiram a foz do Rio Arno até chegarem às margens de Signa, uma cidade situada a dezasseis quilómetros de Florença e daí, foram transportados em carroças até à cidade.  Descarregar o navio, carregar os carros e transportá-lo para Florença tornou o fornecimento muito dispendioso.
Para reduzir o custo, Brunelleschi idealizou um navio anfíbio que eliminava a transferência da carga; O design foi protegido pela primeira patente registada, por um período de quatro anos. A sua invenção era conhecida como Il Badalone (o monstro), mas na sua viagem inaugural colapsou, perdendo cerca de 100 toneladas de mármore branco.

### Homens
Cerca de 300 trabalhadores participaram na obra. A meio do trabalho, alguns entraram em greve com o objetivo de obter um aumento de salário. Brunelleschi despediu-os e contratou novos trabalhadores da Lombardia. Sem trabalho, os grevistas pediram a reintegração, o que veio a acontecer, mas com um salário mais baixo e após várias semanas de espera.
A maioria dos trabalhadores trabalhava nos andaimes, enquanto os que operavam as máquinas e os funcionários que controlavam a receção dos materiais o faziam no chão. À medida que o trabalho avançava em altura, tornou-se obrigatório adotar maiores medidas de segurança. Foram colocados parapeitos nos andaimes, o consumo de vinho puro foi proibido durante o dia e os trabalhadores foram autorizados a aceitar ou rejeitar as atividades mais arriscadas (com uma diferença salarial evidente). Para que não houvesse tempo de inatividade durante o dia de trabalho, os trabalhadores desciam dos andaimes apenas uma vez por dia, abastecendo-se diretamente de materiais de trabalho e alimentos.  A organização do trabalho foi possível graças a uma força de trabalho especializada e fiável, a um sistema de distribuição eficaz para as diferentes tarefas e a um fornecimento eficiente de materiais. A força de trabalho era renovada a cada ano, embora os colaboradores mais experientes tivessem a garantia da sua continuidade. Os trabalhadores tinham de se comprometer a seguir regras de comportamento precisas, e a remuneração era atribuída com base na qualidade do trabalho realizado.

### As máquinas de Brunelleschi

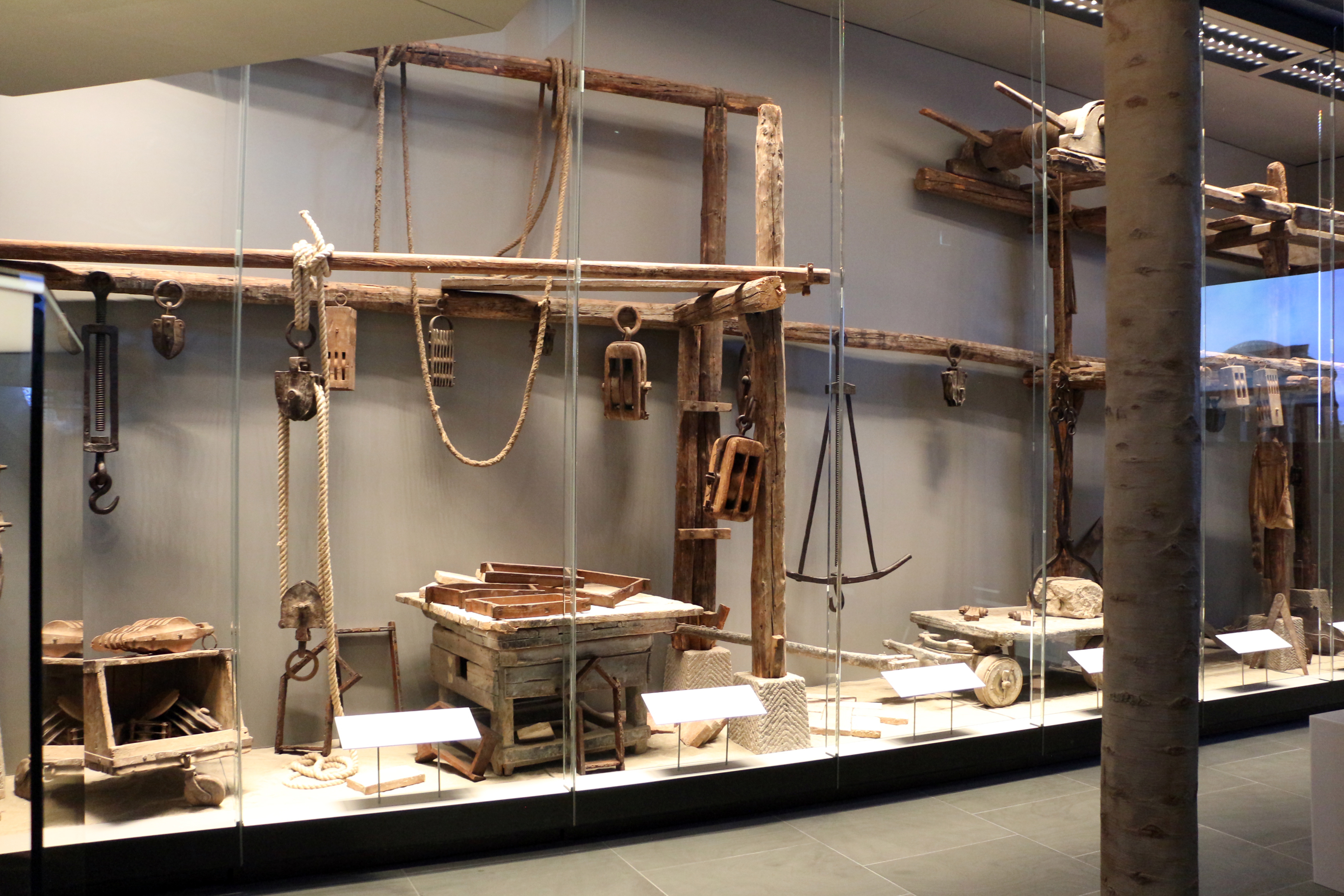
Guinchos e máquinas para a construção da cúpula no Museo dell'Opera del Duomo, Florença.

Não era possível levantar grandes quantidades de material através da escada em espiral, utilizada pelos pedreiros para aceder à base do andaime. Por isso, Brunelleschi teve de conceber e construir novas máquinas e ferramentas, que mais tarde inspirariam outros engenheiros do Renascimento, como Leonardo da Vinci. A principal máquina de elevação era o cabrestante reversível do solo, localizado ao nível do solo, que permitia levantar e baixar grandes cargas sem necessidade de inverter o sentido de rotação, poupando tempo. Além disso, era capaz de levantar uma grande variedade de pesos, desde os mais leves aos mais pesados, com a mesma força de tracção, pelo que não eram necessários mais animais nem múltiplas operações de elevação. O cabrestante reversível era uma máquina enorme: só a corda feita pelos cordeiros de Pisa pesava 453 quilos e tinha 182,8 metros de comprimento; no entanto, funcionou durante dez anos sem modificações ou reparações. substancial.
Para além do cabrestante reversível, foram utilizadas gruas e máquinas na construção para elevar com precisão cargas pesadas, localizadas nos andaimes interiores ou nas paredes da cúpula. Foi utilizado um guindaste de 20 metros de altura para fechar a chave e levantar os materiais da lanterna. Outro deles, provavelmente o projectado por Bonaccorso Ghiberti, foi montado no óculo para a construção da chave. Muitos outros mecanismos e dispositivos utilizados, como guinchos ligeiros ou talhas de cabo rotativas, são também atribuídos a Brunelleschi, até aos dias de hoje. 

Estes mecanismos utilizados para elevar materiais durante a construção representam, por si só, um marco importante na tecnologia da construção. A maioria dos especialistas, desde Giorgio Vasari a Ross King, considera-os o resultado de uma aplicação das técnicas concebidas pelo próprio Brunelleschi para os seus famosos relógios, dos quais apenas a torre do Palazzo dei Vicari em Scarperia. Nenhuma das máquinas de Brunelleschi sobreviveu até hoje, embora existam inúmeras cópias em diferentes desenhos feitos por Mariano di Jacopo, Francesco di Giorgio, Bonaccorso Ghiberti e Leonardo da Vinci.

Imagens de gruas e mecanismos idealizados por Brunelleschi para a construção da cúpula
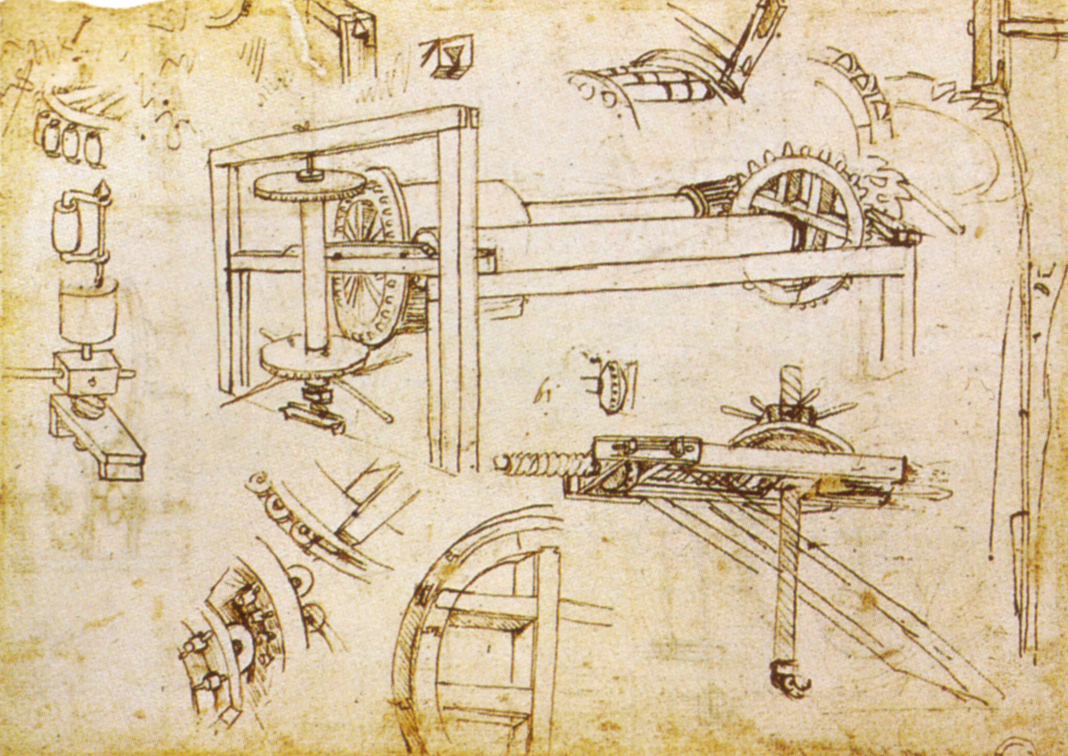
Desenho do grande cabrestante reversível de três velocidades de Brunelleschi. Feito por Leonardo da Vinci, cerca de 1480. Biblioteca Ambrosiana, Codex Atlantico, c. 1083 versos
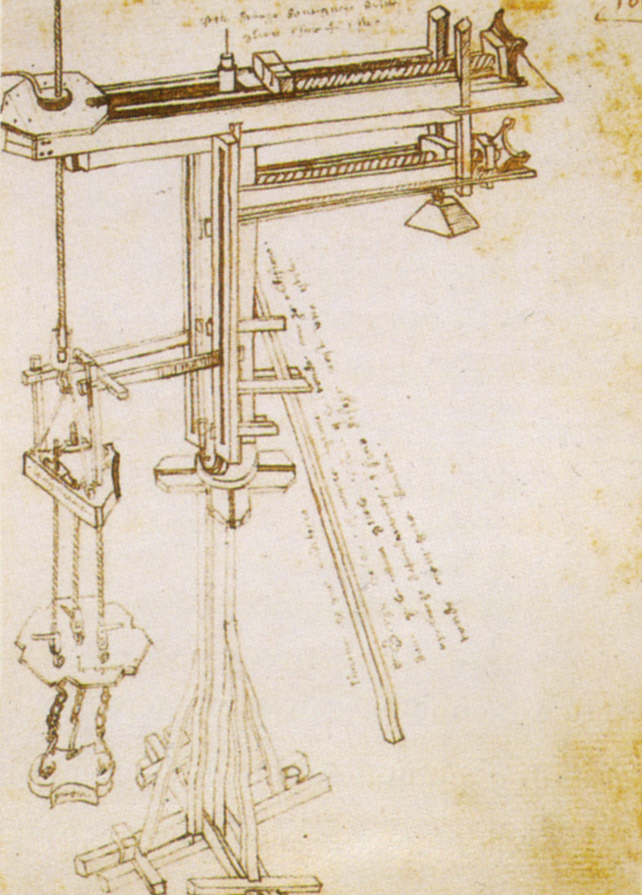
Vista do guindaste móvel de Brunelleschi com dispositivo para colocação de cargas. Desenho de Bonaccorso Ghiberti, 1366-1368, Biblioteca Nacional de França, B.R. 228, c. 106r.
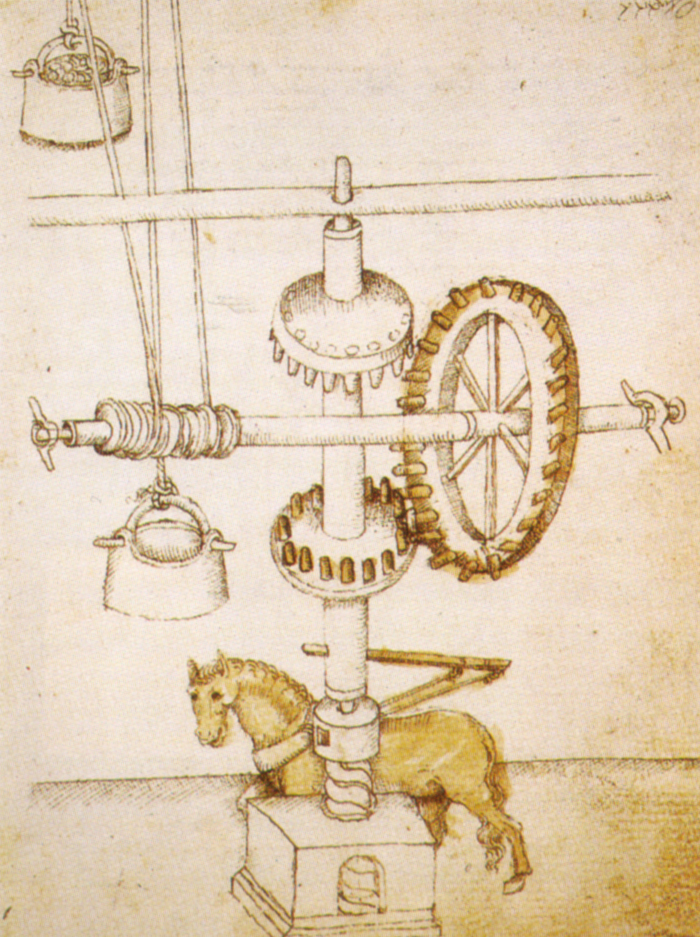
Vista geral do guindaste de Brunelleschi. Desenho realizado por Mariano di Jacopo, denominado il Taccola, primeira metade do século XV. Biblioteca Nacional de França, Mrs. Palatine 776, c. 10r
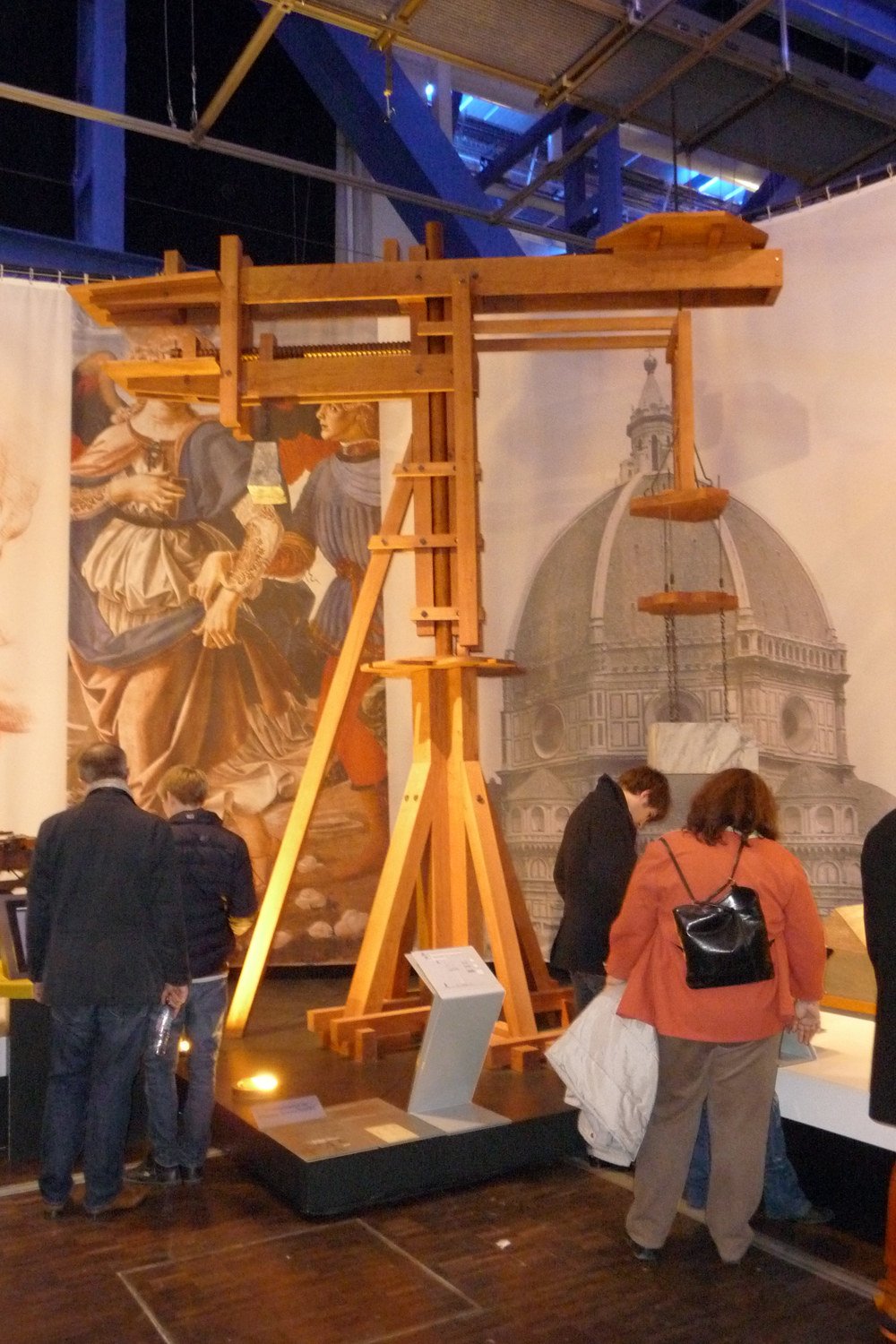
Modelo do guindaste giratório de Brunelleschi baseado num desenho de Leonardo da Vinci. Museo dell'Opera del Duomo, Florença.
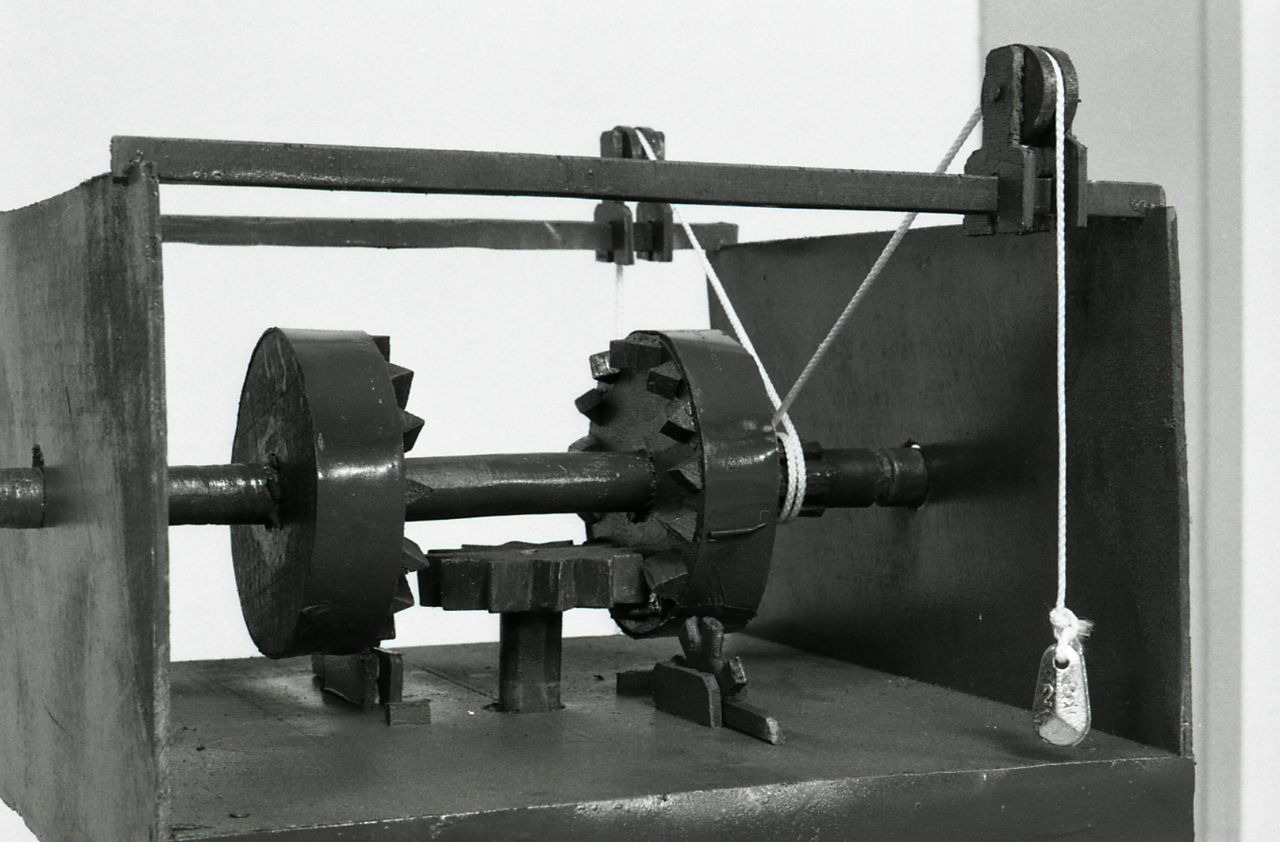
Modelo do cabrestante reversível. Imagem tirada por Paolo Monti. Serviço Fotográfico (Florença, 1975).

### Organização do trabalho

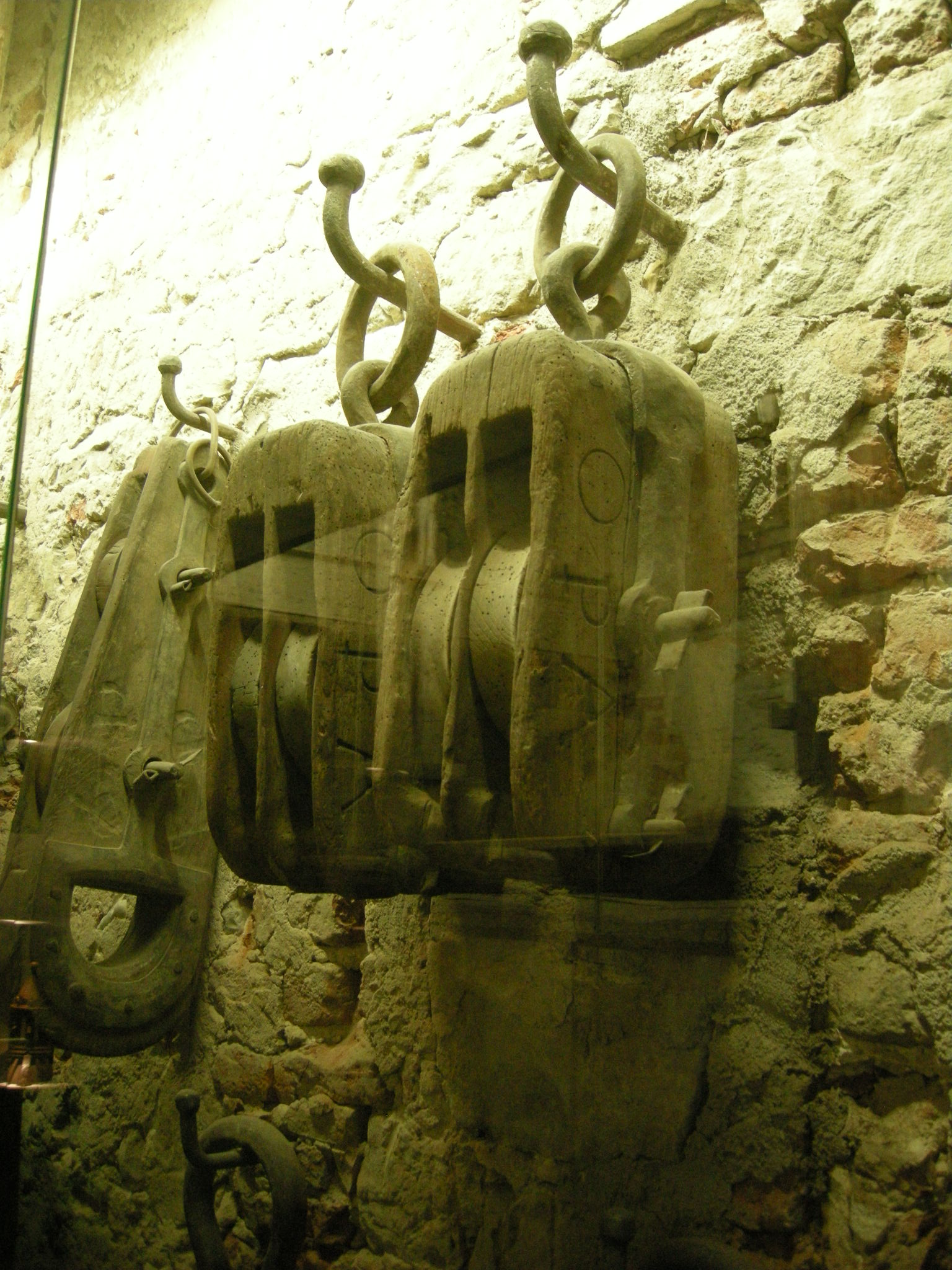
Tornos e roldanas para a construção da cúpula, no Museo dell'Opera del Duomo em Florença.

O trabalho foi organizado principalmente na área do presbitério, onde foram recolhidos materiais, máquinas e ferramentas, bem como nas quatro áreas onde se encontram as absides. Na altura do início da cúpula, foi construído o grande andaime anular interior onde foram organizadas as obras. Noutras partes da catedral, armazenava-se madeira e mármore, ferramentas de trabalho, uma forja, um barracão de tijolos e um espaço reservado aos artistas, onde Brunelleschi construiu uma maqueta da cúpula. 
A obra foi organizada em oito setores paralelos que trabalhavam em simultâneo, um para cada painel, o que permitiu que estes fossem levantados uniformemente, pois eram autoportantes consoante a argamassa endurecia. O aparelho disposto utilizando o sistema de corda fluida e espinha de peixe permitiu a continuidade das superfícies e o correcto encaixe dos tijolos, mesmo quando a argamassa estava fresca. Assim, estas duas técnicas foram essenciais para a construção da cúpula sem cofragens fixas. Brunelleschi calculou com grande precisão cada pormenor, desde a inclinação das paredes à disposição dos tijolos em "espinha de peixe", para que a cúpula se conseguisse sustentar à medida que ia subindo progressivamente, sem necessidade de depender dos tradicionais e enormes andaimes de madeira erguidos do solo.

## O processo de construção
Na manhã de 7 de agosto, 1420, os trabalhos começaram com uma refeição de melão e vinho, paga pela Opera del Duomo, no topo da cúpula, na qual participaram os pedreiros, operários e outros trabalhadores que trabalharam no projeto.  A construção deveria seguir as especificações contidas no documento de 1420, embora Brunelleschi a tenha completado com outros documentos que incluíam as modificações introduzidas. Foram formadas oito equipas de trabalho, uma para cada lado do octógono da cúpula, com o objetivo de garantir que as faces da cúpula eram construídas de forma sincronizada.

### A plataforma de trabalho
A cúpula começou com a construção de um anel de pedra composto por dois anéis concêntricos, feitos de vigas de pedra com 2,28 metros de comprimento unidas a cada 91 centímetros por travessas. Em cada canto do octógono, as vigas foram fixadas num ângulo de 45 graus graças a grampos de ferro revestidos com chumbo para evitar a oxidação que, apesar deste procedimento, acabava por se espalhar e produzir fissuras.  A separação das tampas sous da cúpula começa neste anel. Em cada um dos oito lados do anel foram feitos seis furos quadrados de 0,585 metros de lado e 2,3 metros de profundidade para inserir as grossas vigas de castanho que suportavam uma grande plataforma de trabalho no ângulo interno da cúpula.
A plataforma de trabalho tinha cerca de 10 metros de largura, estava solidamente construída e cumpria duas funções: era a superfície sobre a qual estavam instaladas as máquinas de elevação e os blocos de pedra, tijolos e argamassa, mas constituía também a plataforma de trabalho dos trabalhadores. Da mesma forma, foi o plano fixo de referência onde foram feitas as medições para construir a cúpula.  Os oito centros em que começavam os raios dos arcos da cúpula estavam na plataforma.

### Medidores de controlo de curvatura
À medida que a cúpula era erguida, era essencial ter um sistema prático para definir e controlar a curvatura vertical interna de cada arco. Cada um deles tinha de ter a mesma curvatura para garantir que convergiam no topo. Para isso, Brunelleschi criou oito bitolas de quatro metros de altura para atuarem como cofragens parciais. Agiam como uma cofragem porque quando cada bitola era mantida em posição, a sua forma definia a curvatura interna do arco; e era parcial, porque apenas cobria uma pequena parte da curvatura. Os medidores foram libertados, levantados verticalmente e recolocados para que a construção pudesse continuar. Era necessário ter o cuidado de garantir que estavam sempre alinhados com o plano radial vertical da diagonal correspondente.
Para garantir que os medidores tinham a curvatura correta, Brunelleschi construiu um perfil perimetral de um arco completo, plano e à escala, em campo aberto. Isto permitiu-lhe validar que a curvatura servia todo o percurso do arco. No início de 1426, chegou o momento crítico em que foi necessário decidir se a cofragem deveria ser utilizada. Brunelleschi reafirmou o seu método construtivo, e as obras continuaram sem andaime central.

### As nervuras da cúpula

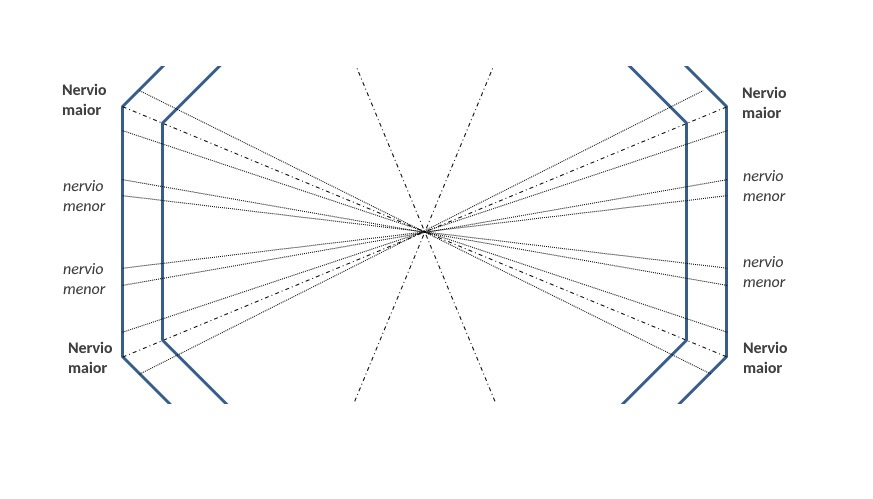
Esquema dos nervos de Santa Maria del Fiore

As duas tampas que compõem a cúpula são unidas e rígidas através de 24 nervuras: 8 maiores (uma por cada canto da base octogonal) e 16 mais pequenas (duas que nascem do interior de cada segmento do octógono). As 24 costelas convergiram para o centro da cúpula à medida que subiam.

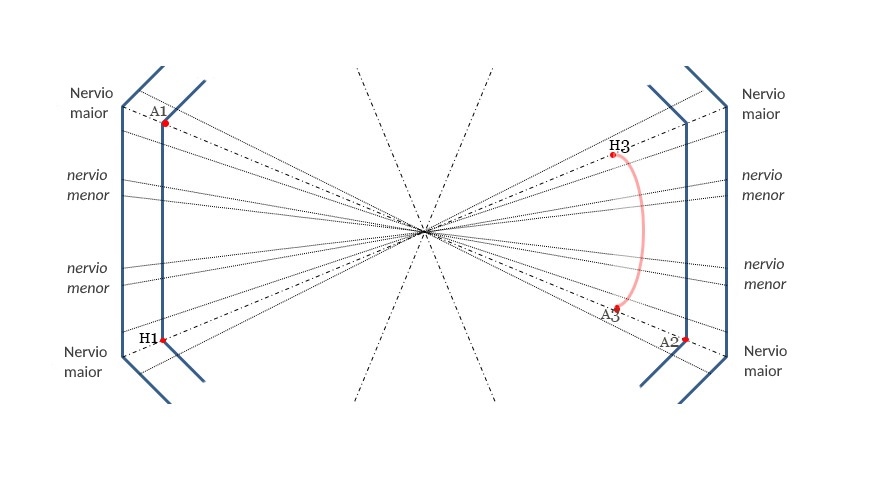
Esquema dos nervos e inclinação das paredes da cúpula de Santa Maria del Fiore

As tampas e as nervuras formam uma única estrutura, utilizando os mesmos princípios e processos de construção. As nervuras principais projetam-se das faces externas da cúpula e são cobertas com mármore branco. Foi especificado que cada lado da cúpula teria duas nervuras mais pequenas e metade de uma nervura maior em cada extremidade, e foram utilizados seis ganchos em cada lado para marcar o ponto onde cada nervura começaria a ser construída.
Para determinar o raio de cada nervura, foi utilizado o mesmo método utilizado para a localização dos quatro eixos verticais da cúpula, utilizando a simetria partilhada por cada par de lados opostos do octógono. À medida que a cúpula avançava, cada lado subia e cada nervo curvava-se para dentro. Um peso era periodicamente suspenso no ponto mais alto de cada costela para garantir que se mantinha alinhado com a sua diagonal.

### A inclinação da cúpula
Brunelleschi teve de garantir que, à medida que as faces da cúpula subiam, todas seguiam a curvatura da "quinta aguda" em direção ao seu eixo central. Cada um dos cantos do octógono encontra-se a 36 metros do centro do arco, assim como os pontos A3 e H3 dos pontos A1 e H1. Entre dois centros adjacentes (A3 e H3, por exemplo) pode-se traçar no terreno uma curva, definida por todos os pontos que se encontram a 36 metros do seu ponto oposto, situado na parede oposta da cúpula. A curva assemelha-se ao arco de um círculo, mas é uma concoide.

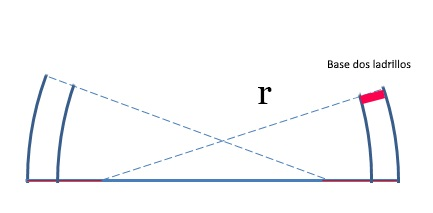
Controlo da inclinação da cúpula de Santa María del Fiore para a colocação dos tijolos

Todos os pontos do arco passam pelo centro definido pelas diagonais e determinam a curvatura da face oposta da cúpula e a inclinação da fiada de tijolos da parede na face oposta da cúpula. Brunelleschi deixou provavelmente duas cordas fixas, as que marcavam as extremidades, e uma outra corda de 36 metros que mudava de posição: permanecendo fixa no centro do arco, passou-a pelo eixo vertical e marcou a disposição dos tijolos correspondentes na cúpula. Feito isto, a corda foi fixada num novo centro definido no conchoide e reiniciada.
O modelo radial utilizado por Brunelleschi exigia que cada tijolo fosse colocado de acordo com os critérios descritos. Para conseguir esta precisão no posicionamento dos tijolos, estes foram dispostos a intervalos regulares num padrão com a forma de uma espiga de trigo, disposta na diagonal; no espaço entre os tijolos dispostos numa espiga de trigo foram colocados tijolos na horizontal, mas com a inclinação marcada pela corda móvel.
À medida que as faces da cúpula subiam, esta curvava-se em direção ao seu eixo vertical. Por cada cabeça de tijolo colocada, o ponto de maior elevação era nas extremidades, e esta era cada vez mais alta que a secção central. Este facto foi crucial para a estabilidade da cúpula durante a sua construção, pois garantiu que os tijolos estivessem sempre em compressão.

### Os enganos de Brunelleschi
Brunelleschi queria ter a certeza de que ninguém, olhando para o seu trabalho, conseguia deduzir como tinha sido construído. Para isso, elaborou uma série de artifícios para confundir o observador, como fiadas de tijolos dispostos em forma de espiga de trigo que surgem de repente e terminam abruptamente, ou a sua ausência em locais onde seria razoável que ali estivessem, uma base com tijolos curvados para cima e não para baixo, o uso de camadas muito finas de argamassa, arranjos ilógicos dos tijolos e outras maldades. A precisão com que Brunelleschi realizou o trabalho sugere que todos estes delitos foram cometidos sob o seu comando, com a intenção de confundir um possível imitador.

## Hipóteses sobre a construção da cúpula

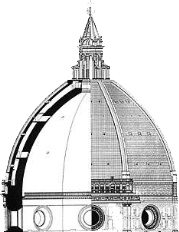
Secção da cúpula de Santa Maria del Fiore em Florença, mostrando a cúpula dupla projetada por Brunelleschi em 1420.

Filippo Brunelleschi era famoso em Florença, para além de ser um artista versátil, por possuir um carácter algo irascível e um sentido de humor bastante mordaz. Diz-se que Brunelleschi pregou uma partida a um marceneiro chamado Manetto, que o apelidou de "O Gordo", o que se tornou popular na sociedade florentina da época. Através de uma série de testemunhos bem direcionados, o arquiteto fez o ingénuo carpinteiro acreditar que se tinha tornado noutra pessoa, um canalha chamado Matteo, que vivia a meter-se em sarilhos. A piada tornou-se tão conhecida que O Gordo acabou por fugir da cidade, e a história da piada maldosa, sob o nome de História do Carpinteiro Gordo, tornou-se um verdadeiro sucesso editorial, chegando até aos nossos dias em inúmeras versões.</ref> Era também um mestre na arte da manipulação; como o pai da perspectiva, que é uma representação imaginária de uma realidade tridimensional através de um sistema bidimensional.
No que diz respeito à construção da cúpula, parece que Brunelleschi também jogou na confusão, uma vez que após anos de debate sobre qual deveria ser o "truque de magia" que permitiria a sua construção, não se chegou a nenhuma conclusão definitiva. A cúpula octogonal de lados planos, construída sem cofragens e com argamassa de presa lenta, era teoricamente impossível de suportar. O arquiteto era muito cuidadoso com a forma como construía e tentava revelar o mínimo possível sobre a sua técnica de construção.  A disposição dos tijolos com um padrão de espinha de peixe, visível no corredor oco entre as duas cúpulas, era geralmente indicada. como parte do "segredo", embora a função real não fosse compreendida. No entanto, segundo alguns especialistas, estas superfícies de alvenaria não corresponderiam a uma função estrutural real e seriam apenas um engano deliberado, talvez para evitar críticas que estragariam o seu projecto ou o roubo da sua ideia.

Os detalhes da estrutura da cúpula, bem como o processo de construção utilizado por Brunelleschi, permanecem ocultos no seu interior. As especificações do documento de 1420 estão de acordo com o resultado final, mas fornecem pouca informação sobre a metodologia de construção utilizada. Têm sido propostas várias teorias sobre o sistema de construção e o seu funcionamento estrutural, sem que nenhuma delas seja conclusiva.

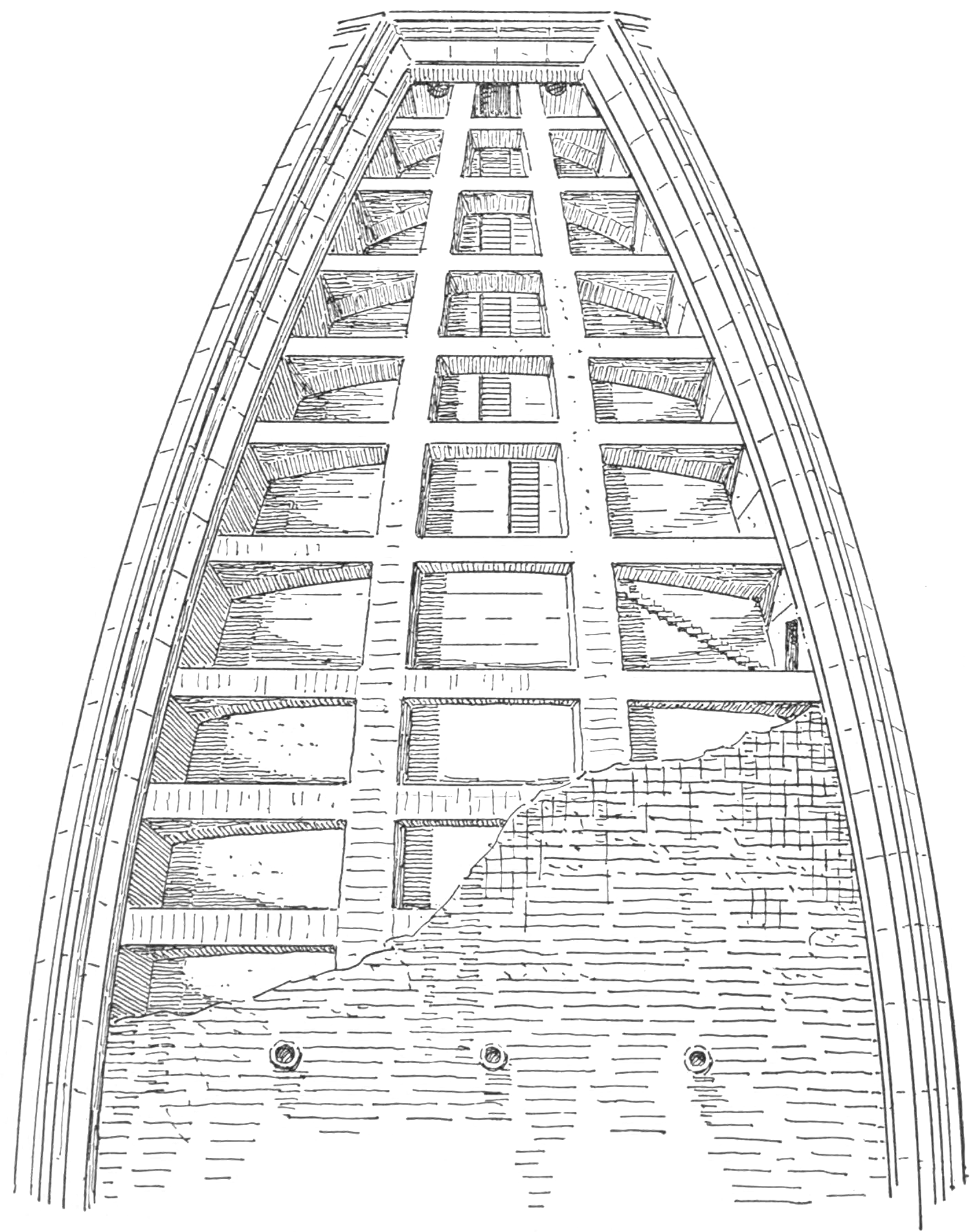
Esquema de uma das oito faces que compõem a cúpula, onde se podem observar as nervuras de ligação horizontais de perfil variável.

### Uma cúpula de revolução contida no interior da cúpula octogonal
Uma das teorias mais conhecidas é a que foi referida separadamente pelos professores Rowland J. Mainstone e Salvatore Di Pasquale, e que já tinha sido apontada na Antiguidade por Alberti. Em 1977, durante o processo de remoção dos azulejos num dos sectores para o seu restauro, verificou-se que as linhas de assentamento dos tijolos não eram horizontais, mas seguiam uma curva aberta ascendente, denominada corda fluida. Este facto, que nunca antes tinha sido notado, levou a um exame mais detalhado da disposição dos ladrilhos.  Neste novo exame, observou-se também que as faces dos tijolos não eram horizontais, mas sim inclinadas em fiadas que convergiam num ponto situado no centro do octógono da base da cúpula. Era como se a cúpula de lados planos tivesse sido feita a partir de partes de paredes construídas como uma cúpula clássica. A conclusão a que chegaram os investigadores foi que os tijolos estavam dispostos como se fossem construir uma cúpula revolucionária. Desta forma, e para garantir que a estrutura era autoportante, bastaria que uma cúpula de revolução com uma determinada espessura fosse inscrita na espessura das paredes para garantir a sua estabilidade.
No entanto, incapaz de construir uma cúpula com espessura suficiente para conter uma revolução no seu interior, Brunelleschi terá criado uma cúpula com uma tampa dupla e nervuras intermédias de ligação horizontais. Não são de secção constante, mas são mais espessas na junção com as oito nervuras principais, enquanto a sua espessura é reduzida no centro do tecido. O perfil destes arcos, juntamente com o perfil do intradorso da tampa externa da cúpula, geram uma forma quase circular,  de modo que entre ambas as tampas seria possível inscrever um anel circular completo de menor espessura, que seria tangente aos ângulos do octógono interno e aos pontos médios do externo. Assim, a cúpula octogonal real seria assimilada a uma cúpula de revolução virtual equivalente.

### Método dos cones de revolução

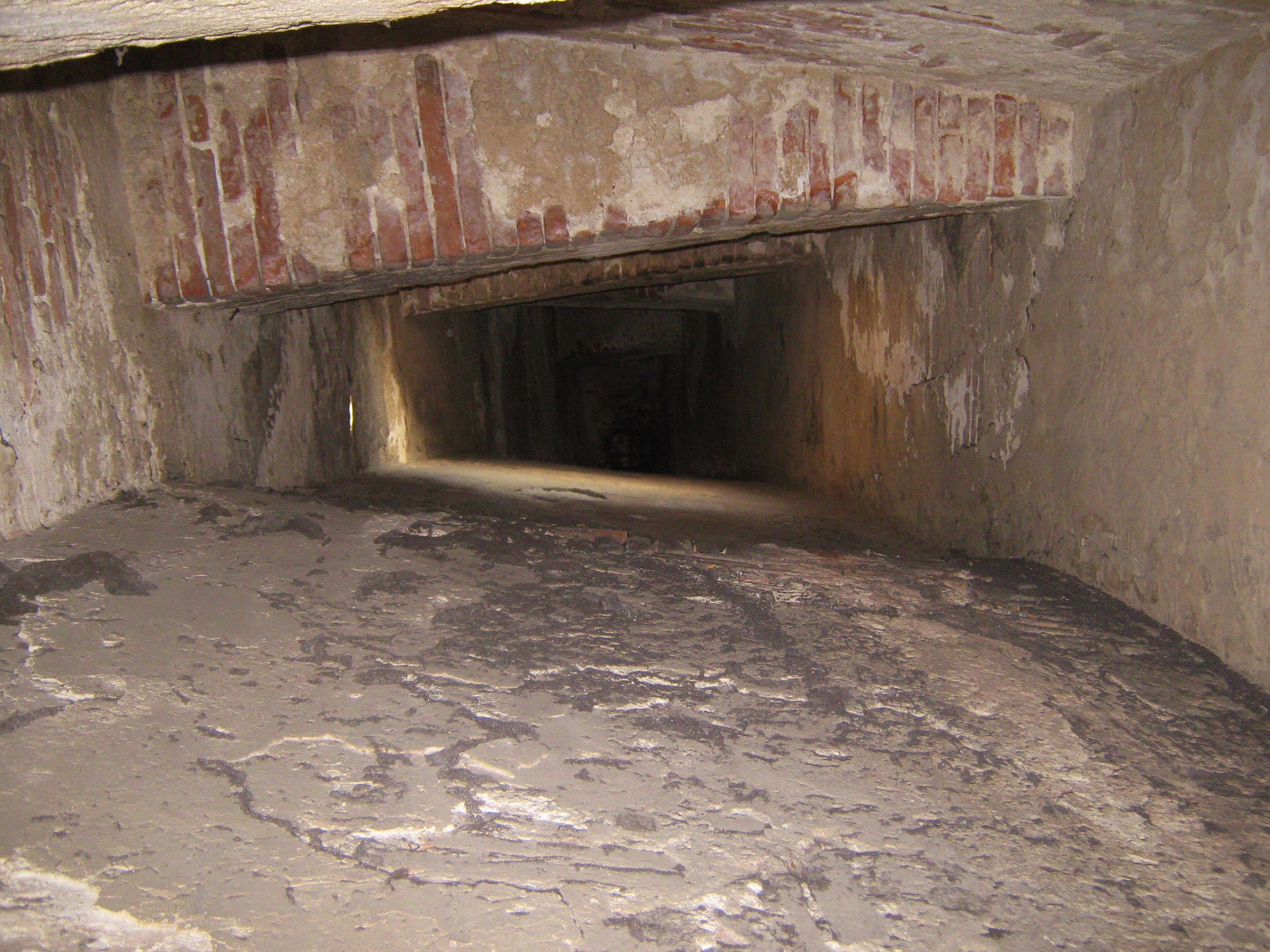
Interior da cúpula de Brunelleschi: vista da cavidade que se estende entre as cúpulas exterior e interior, com nervuras verticais e horizontais

Este sistema requer que as fileiras de argamassa descrevam a forma de um cone de revolução inscrito dentro de uma cúpula circular, com um eixo vertical comum coincidindo com o eixo vertical da cúpula e o seu vértice apontando para baixo. No ponto onde o cone virtual intercepta a forma octogonal da cúpula, é produzida uma linha cónica chamada corda fluida. Na sua essência, esta teoria propõe que a cúpula seria composta por uma série de secções cónicas horizontais, cuja inclinação aumentaria à medida que a altura aumentasse e as fiadas de argamassa também aumentariam em curvatura com a altura.
Quanto à função dos tijolos dispostos num padrão espinha de peixe, segundo Paolo Rossi seria a de suportar a estrutura até que esta fosse fechada com a chave, evitando assim a utilização de grandes treliças. Desta forma, Brunelleschi teria conseguido construir a cúpula octogonal de alvenaria sem a ajuda de cimbres e de forma algo intuitiva.
No entanto, esta teoria foi posta em causa por alguns especialistas na década de 80, uma vez que uma fina cúpula virtual de revolução, de pouca espessura, contida no interior de uma outra enorme cúpula octogonal, de maior espessura e peso, teria produzido uma grande quantidade de "peso morto" sem grandes benefícios aparentes. Além disso, esta hipótese não dava importância ou função estrutural aos oito nervos principais e, no fundo, não considerava a cúpula como uma estrutura integrada em todas as suas partes.

### Uma cúpula radial traçada com cordas guia
Outra das hipóteses mais famosas foi a formulada e publicada pelo Professor Massimo Ricci num trabalho de 1983  que foi posteriormente expandida noutros estudos.  Segundo esta hipótese, a técnica de construção da cúpula não corresponderia em nada a uma cúpula de revolução, nem mesmo na sua estrutura interna. Acredita que o método utilizado para a sua construção teria sido através de um sistema de cordas radiais que se cruzariam num eixo central e que estariam presas a um referencial fixo. Este procedimento teria determinado a posição e a inclinação dos tijolos durante o processo de construção de tal forma que os tijolos não fossem ajustados seguindo um arranjo circular, mas côncavos em relação ao lado oposto do octógono.

### Método de esboço em forma de flor

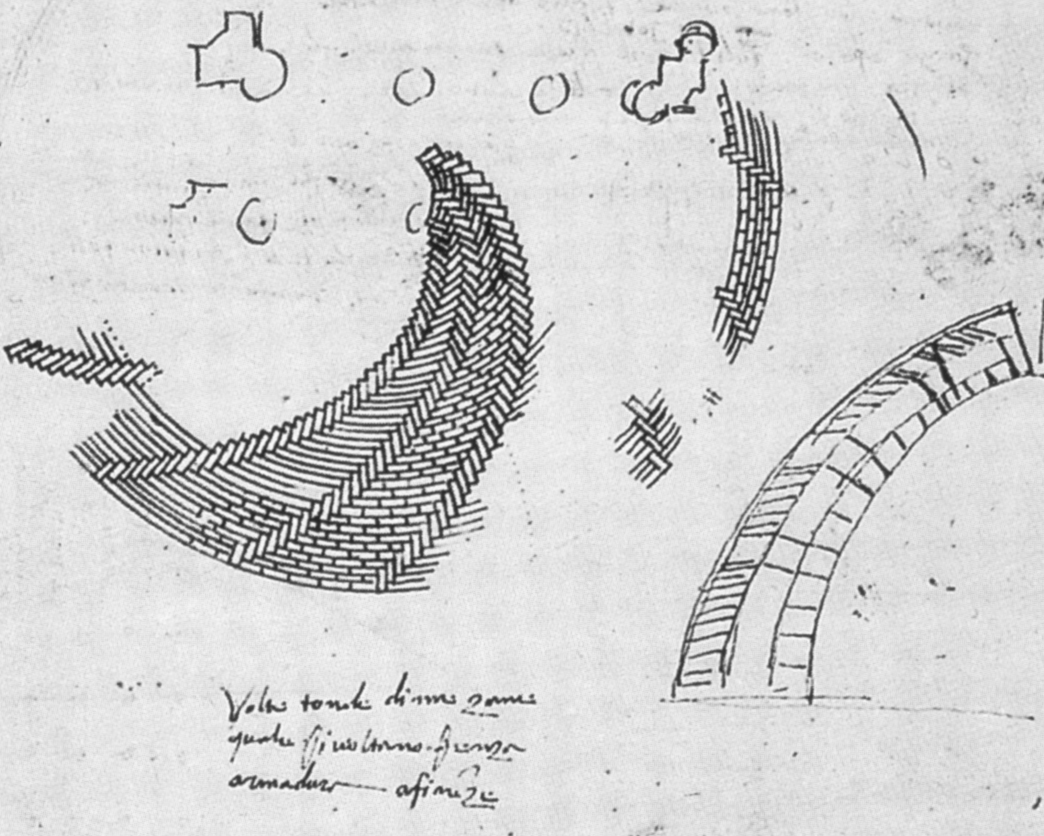
Antonio da Sangallo, o Velho, projeto para uma cúpula em forma de espinha de peixe.

Após a realização de várias verificações no interior das faces da cúpula, deduziu-se que a estrutura da cúpula poderia ter-se desenvolvido numa direção radial vertical e não horizontalmente, como sugere a hipótese da cúpula de revolução. De acordo com esta nova suposição, a estrutura da cúpula teria sido gerada como uma sucessão de fileiras radiais inclinadas. Brunelleschi terá utilizado, para tal, uma curva "pseudocircular", desenhada a partir do andaime circular situado na base das impostas, e com centro na vertical do edifício. Esta forma curva ter-se-á materializado através de um sistema de cordas cruzadas entre si e medidas com prumo nas diagonais da base, fixadas nos ângulos internos do octógono.

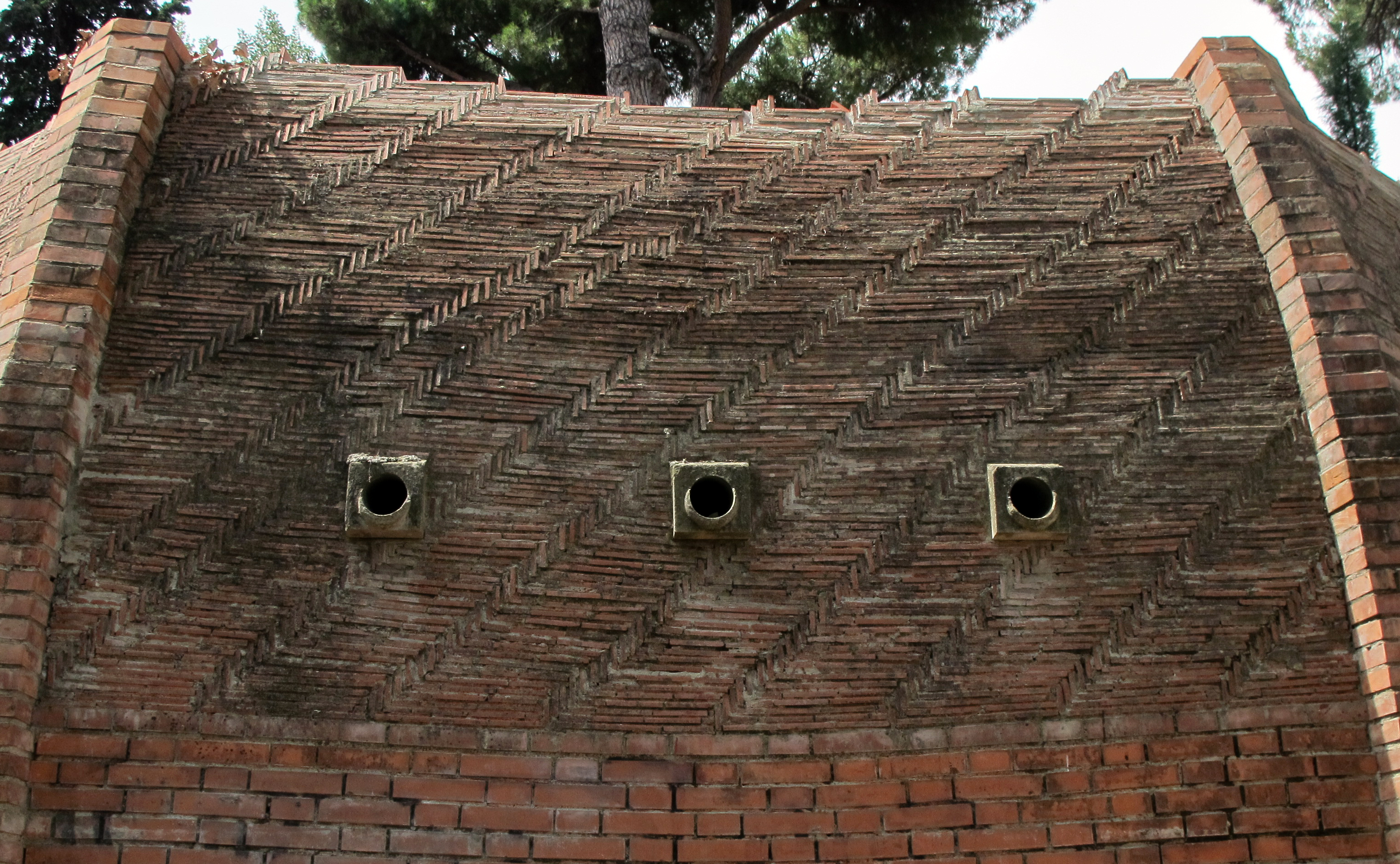
Reconstrução à escala 1:5 da cúpula de Brunelleschi no parque Anconella em Florença. Na parte superior, pode observar-se a estrutura em "espinha de peixe", bem como a disposição das fiadas de tijolos, que não é reta, mas inclinada e segue uma curva aberta ascendente, denominada "corda fluida".

Desta forma, seria possível definir os ângulos da cúpula utilizando pequenas formas móveis. A curva "pseudocircular" traçaria o contorno de cada painel utilizando uma corda móvel fixa de um lado à própria curva e que passaria também pelo centro na vertical. Este cordão descreveria uma curva em cada painel, seguindo este esquema em forma de flor lobada que se deslocaria para cima à medida que a construção progredisse em altura. Através deste sistema, os pedreiros teriam uma referência em cada ponto da construção para dispor as fiadas de tijolos. Estes seriam colocados em filas inclinadas para o centro da cúpula, com a estrutura em espinha de peixe a ascender num arranjo espiral. Esta seria, segundo Ricci, a verdadeira função do arranjo em espinha de peixe: fixar a posição radial de cada tijolo (seguindo a direcção marcada pela corda) durante a sua colocação para que cumprisse a sua função específica. Além disso, esta técnica permitiria que os oito painéis fossem construídos de forma independente e sem interrupção, o que evitaria a dificuldade de ter que construir todas as oito faces de uma só vez. De acordo com esta hipótese, o arranjo em corda fluida não teria função estrutural, mas seria uma consequência do método de construção utilizado através do esboço em forma de flor.
Esta teoria foi posta em prática num modelo parcial de tijolos à escala 1:5, construído sob a direção de Ricci no Parque Anconella em Florença entre 1989 e 2007, onde foram utilizadas as técnicas e métodos de construção acima mencionados. A experiência permitiu-nos também esclarecer outros aspetos mais complexos da tecnologia da cúpula, como a disposição estrutural dos arcos angulares, o papel da alvenaria num padrão espinha de peixe e a capacidade de Brunelleschi para controlar o progresso da construção à medida que se desenvolvia em altura. De acordo com os defensores desta hipótese, embora não se possa provar que este método tenha sido utilizado para a construção da cúpula, é muito possível que um sistema muito semelhante tenha sido utilizado.

## A lanterna

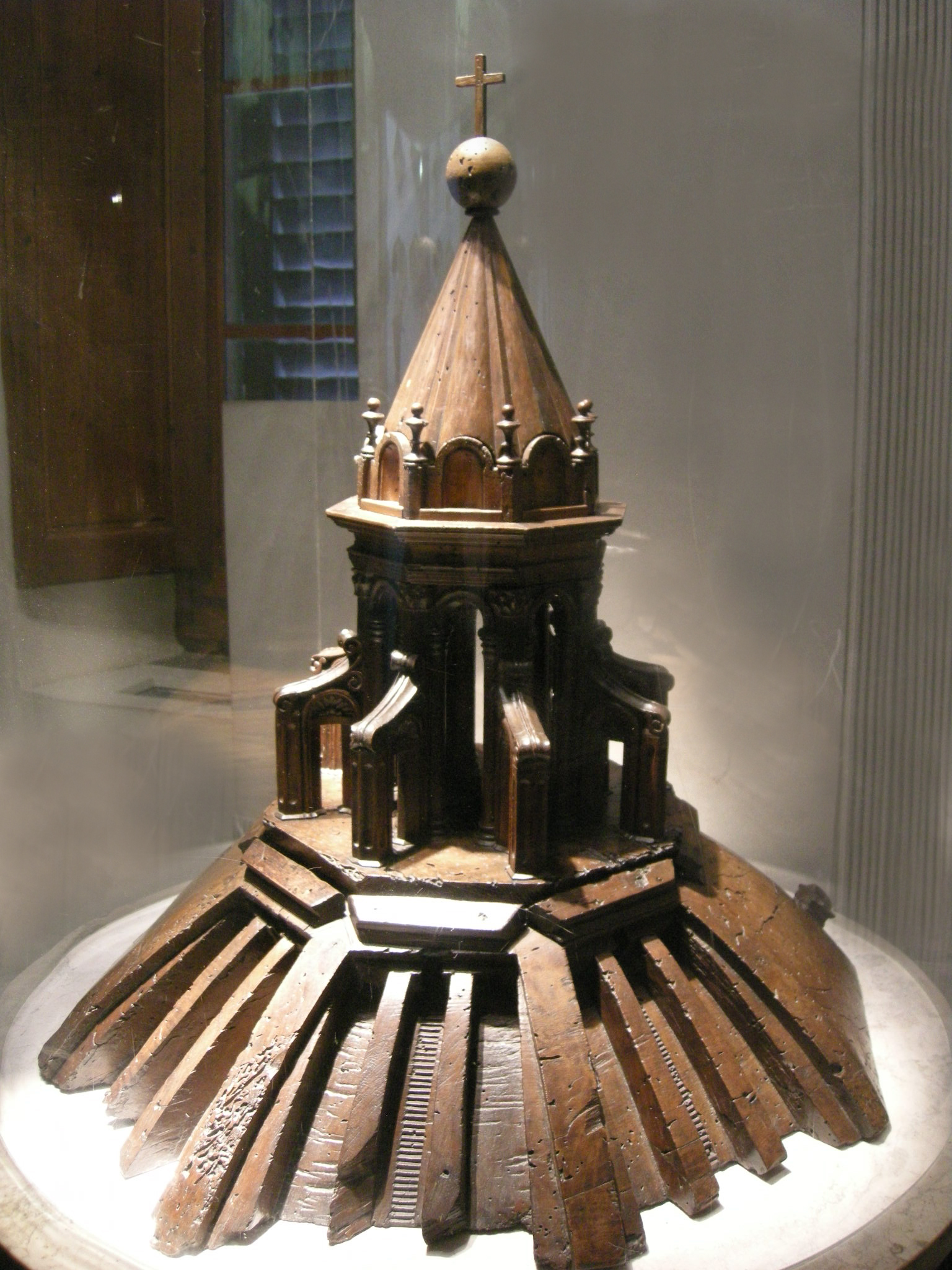
Modelo de madeira da lanterna, reprodução do original oferecido por Brunelleschi a 31 de Dezembro de 1436. Museo dell'Opera del Duomo, Florença.

A lanterna é uma obra em si mesma, tanto pelas suas dimensões como pela influência que exerceu sobre obras semelhantes. A sua construção durou de 1436 a 1472, e diferentes artistas participaram no seu projeto.

### O concurso das lanternas
Tanto num projeto de Neri de Fioravante como no do próprio Filippo Brunelleschi, a partir de 1418 foi planeada uma lanterna para coroar a cúpula, mas com ambos os modelos destruídos, não existia nenhum modelo definitivo. No projeto 1426, a referência à lanterna foi feita pela primeira vez, quando a cúpula estava quase concluída e fechada com o anel de compressão superior que unia as duas tampas.
Em 1436, a Ópera do Duomo anunciou um concurso para selecionar o arquiteto que ficaria responsável pelo projeto da obra. Brunelleschi começou a trabalhar numa proposta, assim como artistas de renome como Lorenzo Ghiberti, Bruno di Ser Lapo Mazzei, Domenico Stagnaio e alguns outros aspirantes, incluindo uma mulher. O júri reuniu-se em 27 de junho de 1436; após consultar vários cidadãos proeminentes, entre os quais Cosme de Medici, pediram a Brunelleschi que apresentasse modelos em planos circulares e octogonais. Finalmente, em 31 de Dezembro de 1436, seleccionaram o desenho octogonal de Brunelleschi como vencedor, porque foi considerado o mais bem proporcionado, o mais resistente, o mais leve, o mais brilhante e o mais bem impermeabilizado.

### Um colaborador desleal
Brunelleschi começou a construir o modelo da lanterna com a ajuda de Antonio de Ciaccheri Manetti, um carpinteiro de 31 anos com quem tinha trabalhado anteriormente. Brunelleschi enviou os esboços para a oficina de Ciaccheri, perto da catedral, para serem executados. Em breve o carpinteiro começou a construir o seu próprio modelo, que incorporava muitas das características do modelo de Brunelleschi. Ciaccheri também apresentou o seu modelo à competição, mas, desiludido por não ter sido escolhido, pediu ao júri que apresentasse outro modelo ainda mais parecido com o de Brunelleschi. Rejeitado novamente, Brunelleschi disse: "Deixa-o fazer outro e ele fará o meu".

### O desenho

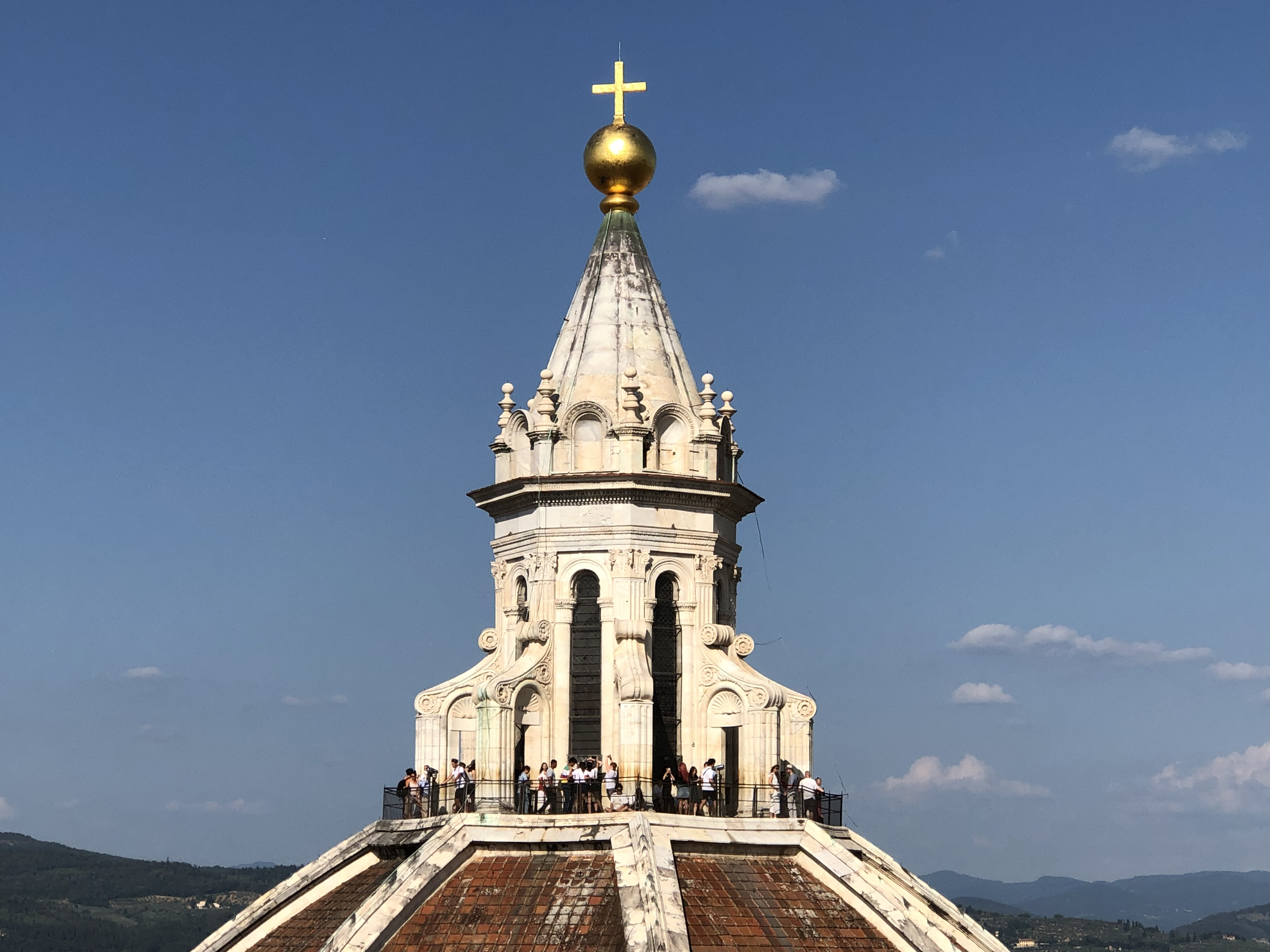
Pormenor da lanterna, vista do campanário

A lanterna foi construída em mármore de Carrara. O seu desenho amplia a forma poligonal da cúpula e é formado por um prisma octogonal de seis metros de diâmetro e dezasseis metros de altura que assenta sobre uma plataforma de mármore que fecha a cúpula no seu topo. Os seus arcos são rodeados por oito contrafortes (ocos no interior, para reduzir o peso) encimados por uma voluta que se elevam dando continuidade às oito nervuras da cúpula, para suportar as pilastras de 9 metros de altura e coroadas com capitéis coríntios. O espaço entre cada pilastra é ocupado por uma janela de nove metros de altura,  encimada por um arco semicircular que traz luz natural para o interior da cúpula. O conjunto é coberto por uma peça cónica canelada em forma de pináculo de 7 metros, adornada com Arco de volta perfeita nas suas faces. A figura estilizada da lanterna e a correcção das proporções levaram muitos, incluindo a cúpula da Basílica de São Pedro em Roma, a ser baseado no seu estilo.
Formalmente, a lanterna representa o eixo visual da catedral e serve como vértice das linhas ascendentes dos oito grandes nervos verticais. Acredita-se que Brunelleschi pode ter-se inspirado para o seu projeto em ourives religiosos, como incensários ou custódias, embora alargado para uma escala monumental. A lanterna finalmente construída poderá ter sofrido modificações em relação ao projeto original, com uma ornamentação mais elegante e requintada, de acordo com o gosto de meados do século XV, fortemente influenciada pela figura de Leon Battista Alberti.
A lanterna tem uma função muito importante tanto na estrutura como na estática geral, pois estabiliza o anel de compressão da cúpula. As oito nervuras verticais convergem para a sua base e continuam nos contrafortes, de modo que o peso da lanterna é descarregado sobre elas e transmitido pelas nervuras. Por outro lado, as forças que actuam sobre a estrutura são tão grandes que as próprias nervuras tendem a curvar para dentro devido ao efeito das cargas e do seu próprio peso. O enorme peso da lanterna, cerca de 750 toneladas,

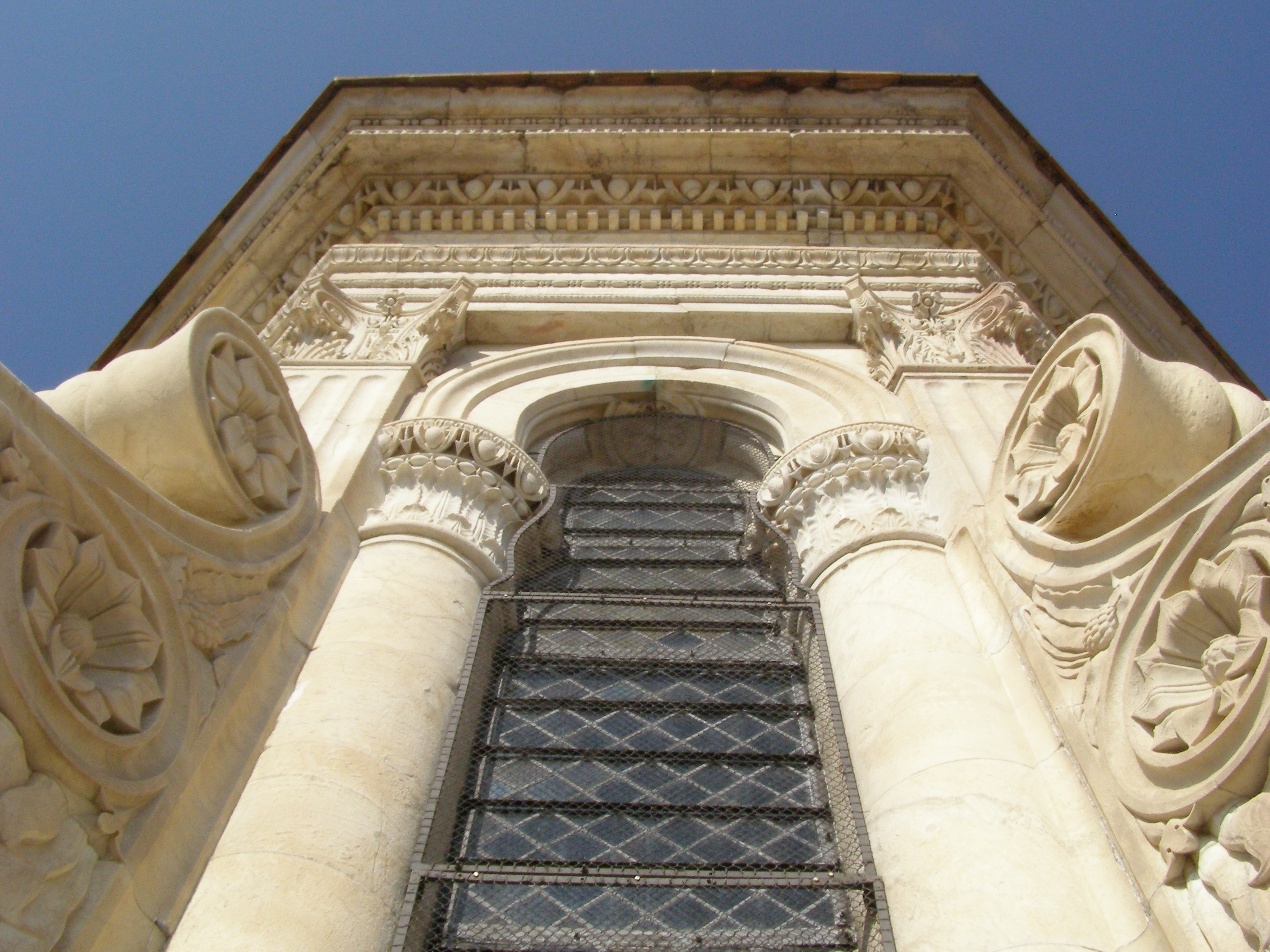
Pormenor das pilastras e das janelas das lanternas

### A construção
Para a construção da lanterna foram necessárias cerca de 750 toneladas de pedra, que neutralizaram o seu peso provocando forças para o interior na base da cúpula  e que tiveram de ser levantadas até ao topo da cúpula. O facto de a catedral já estar em uso impediu a utilização de um montacargas localizado ao nível do solo, pelo que o trabalho teve de ser feito a partir do topo da cúpula, tendo de ser capaz de levantar blocos de mármore até duas toneladas. Dias após a consagração da cúpula, a Ópera do Duomo anunciou um concurso para construir um dispositivo capaz de elevar cargas até à cúpula, concurso que, novamente, Brunelleschi venceu. A construção da máquina começou no verão de 1442 e foi concluída no ano seguinte. Incorporava vários carris, contrapesos e um sistema de travagem que permitia que a carga fosse levantada numa longa série de sequências curtas, possibilitando a um pequeno grupo de trabalhadores localizado no topo da cúpula levantar grandes cargas.
Os blocos de mármore necessários para a construção começaram a chegar no verão de 1443. Depois de os blocos terem sido içados até ao topo da cúpula, Brunelleschi teve de conceber um guindaste giratório para os mover para o lugar, o que iniciou a construção no topo da cúpula em 1445. A primeira pedra da lanterna foi consagrada pelo arcebispo de Florença em Março de 1446.

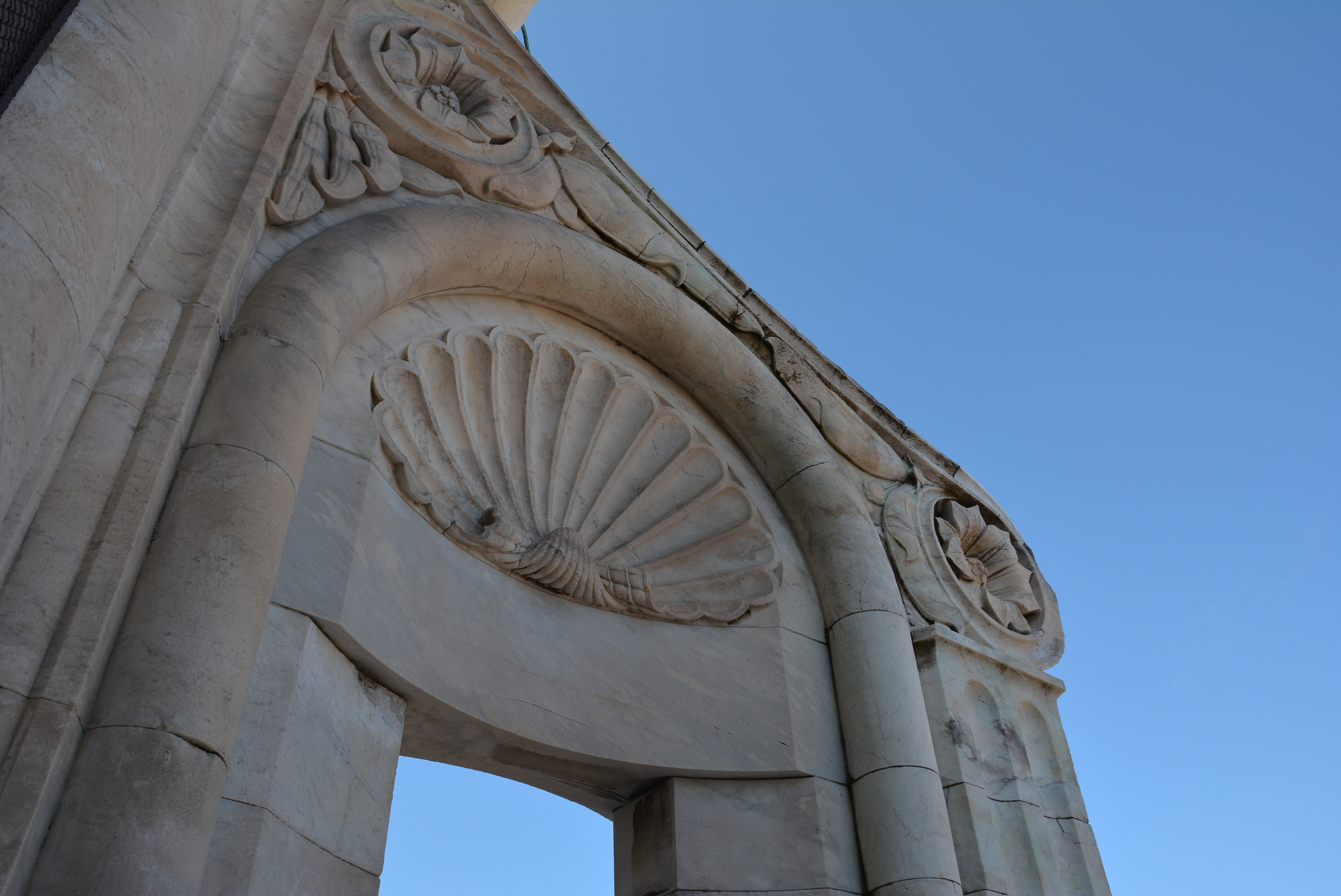
Pormenor do contraforte da lanterna

### Morte de Brunelleschi
Entretanto, a 15 de Abril, 1446, pouco depois do lançamento da primeira pedra, Brunelleschi morreu. Tinha sessenta e nove anos e trabalhava nas obras de Santa Maria del Fiore há mais de um quarto de século. A 15 de Maio, o seu corpo foi sepultado na catedral, num túmulo modesto cuja localização se perdeu ao longo do tempo e que foi redescoberto em 1972.
Após a sua morte, a responsabilidade de mestre de obras foi atribuída a 11 de agosto de 1446 a Michelozzo, seu discípulo e amigo, que ocupou o cargo até à sua morte, no final de 1451. Mais tarde, o cargo foi dado a Antonio de Ciaccheri Manetti (o Carpinteiro Desleal) em 1452, a Bernardo del Borra (Bernardo Rossellino) em 1462 e, finalmente, a Tommaso Secchielli que o concluiu em 23 de abril de 1461, embora este último se tenha mantido como chefe de obras até 1464. Foram utilizadas várias máquinas e invenções concebidas pelo próprio Brunelleschi para a sua construção, incluindo o guindaste giratório e uma estrutura de madeira. As variações que estes homens conseguiram introduzir na lanterna foram marginais, limitando-se a pormenores decorativos.

### Fim da lanterna
Uma vez concluído o trabalho na lanterna, foi nela instalada uma esfera com acabamento em bronze em 30 de Maio, 1471, desenhada por Andrea Verrocchio e coroada com uma cruz. A esfera é feita de folhas de cobre soldadas, moldadas e douradas e, para a torre, foram também necessárias as máquinas, andaimes e gruas de madeira de Brunelleschi, que ainda não tinham sido desmontadas e cuja operação era realizada por assistentes da oficina de Verrocchio, entre os quais um jovem Leonardo da Vinci. A este último, que tinha apenas 19 anos, ficou impressionado com as máquinas de Brunelleschi e fez uma série de esboços pelos quais mais tarde lhe foi -erradamente- atribuída a autoria da sua criação.

### Observatório Astronómico
A lanterna passou por inúmeras vicissitudes ao longo da história. Assim, em 1475, o matemático Paolo dal Pozzo Toscanelli, amigo de Brunelleschi, instalou na base da lanterna uma placa de bronze com um orifício central denominado gnómon, por onde penetra um raio de sol bem definido. Este gnómon tem um diâmetro grande, aproximadamente 1/1000 da sua altura em relação ao solo, o que permite uma projecção clara no solo do disco solar. O gnómon tem 90 metros de altura, na janela sul da lanterna, e os raios de sol penetram nele desde o final de Maio até ao início de Julho, tocando o chão da Capela da Cruz, à esquerda do altar-mor, onde existe uma linha meridiana graduada e duas marcas, transformando a basílica num grande relógio de sol. Atualmente (2020) este acontecimento ainda pode ser observado publicamente, normalmente no mês de junho.
As vastas dimensões do espaço permitiram que a órbita da Terra em torno do Sol fosse calculada com grande precisão, tornando os calendários mais precisos e identificando com precisão a data astronómica do solstício de verão. Os cálculos permitiram também a correcção de erros nas tabela Afonsina, tabelas astronómicas que os navegadores utilizavam para se orientarem no oceano e que eram essenciais nas expedições ao Atlântico.

### Descarga de raios
A esfera de cobre de 1981 quilogramas atrai raios, o que fez com que a lanterna sofresse vários episódios de raios ao longo da história. Na noite de 5 de abril de 1492 um raio atingiu-a, destruindo quase metade dela, embora sem causar danos significativos embora Lourenço, o Magnífico, senhor de Florença, tivesse morrido três dias depois, no seu tempo, o raio foi interpretado como um presságio da sua morte. Outro episódio ocorreu durante a noite de 26 para 27 de janeiro de 1601, por volta das 5 da manhã, em que a esfera caiu devido a outro raio e a cúpula foi afetada em diferentes pontos. Atrás da praça sob a cúpula, mesmo atrás da abside da catedral, um disco de mármore ainda marca o ponto exato onde caiu contra o chão. Finalmente, a bola teve de ser substituída em 1602.
No entanto, a repetição do fenómeno suscitava provavelmente medos sobrenaturais nas pessoas, que o podiam ver como um sinal divino ou um presságio fatal; o Grão-Duque Fernando II de Médici decidiu colocar vários Agnus Dei e relíquias dentro da nova esfera, como um "escudo celeste" para proteger a catedral. Finalmente, em 1859 foi instalado um pára-raios para proteger a lanterna e a esfera.

## O revestimento do tambor
Uma vez concluída a construção da cúpula, restava apenas decorar o exterior do tambor octogonal. Uma primeira aproximação, em termos de dimensões, já tinha sido esboçada por Brunelleschi no modelo de madeira atribuído ao próprio arquitecto e preservado no Museo dell'Opera del Duomo. Este modelo foi seguido por um outro realizado por Antonio Ciaccheri entre 1452 e 1460, que provavelmente incluiu algumas indicações do próprio Brunelleschi. Entre estes projetos do início do século XV encontrava-se também um modelo atribuído a Giuliano da Maiano.

### O concurso
O problema permaneceu por resolver até ao início do século XVI, quando se realizou uma competição para terminar o tambor. Participaram vários arquitetos, cada um com uma maqueta em madeira. Entre eles, Andrea Sansovino idealizou uma coroação com uma balaustrada rodeada de colunas jónicas; entretanto, Giuliano e Antonio da Sangallo, o Velho propuseram um outro modelo mas sem balaustrada e houve também um outro projecto apresentado por Simone del Pollaiolo, juntamente com Giuliano da Sangallo e Baccio d'Agnolo.
No Verão de 1507, a Ópera de Santa Maria del Fiore encomendou a Michelangelo a criação, antes do final de Agosto, de um desenho ou modelo para o concurso de tambor. Segundo o autor Giuseppe Marchini, o artista terá enviado alguns esboços a um carpinteiro em Florença para a construção da maqueta.  O projeto propunha, em termos gerais, manter uma certa continuidade com a estrutura preexistente, através da inserção de uma série de peças retangulares. em mármore verde de Prato alinhado com os capitéis das pilastras dos cantos. Foi concebido um outro entablamento, fechado por uma cornija, semelhante ao do Palácio Strozzi. O projeto seria completado com uma série de oito estátuas colocadas no topo, correspondentes às oito nervuras da cúpula. Apesar de tudo, este projecto não foi escolhido pelo júri.

### Construção e paragem da balaustrada
Em 1512, foi tomada a decisão de iniciar os trabalhos de conclusão do tambor de acordo com o projeto elaborado por Baccio d'Agnolo juntamente com Pollaiolo e Giuliano da Sangallo, que foram os vencedores do concurso. O regulamento impôs que trabalhassem em equipa e respeitassem a proposta parcialmente construída até então, para evitar derrapagens de custos desnecessários.  O próprio D'Agnolo, responsável pela obra de Santa Maria del Fiore naquela época, foi o responsável pela continuação da obra após a morte de Pollaiolo e o abandono de Sangallo.  O seu projeto incluía um friso de inspiração clássica e duas pilastras nas laterais dos óculos. Previa ainda a incorporação de uma varanda sólida contínua no topo do tambor, suportada por colunas de mármore branco, com nove arcadas de cada lado divididas por lesenas. A varanda era formada por três partes: um corredor central e duas balaustradas, uma inferior e outra superior. A parte central era acedida através das portas que Brunelleschi abrira no tambor.  Esta solução através de uma varanda contínua já tinha sido prevista pelo arquitecto no documento de 1420. 
Foram feitas algumas modificações durante a fase de construção. As balaustradas foram substituídas por outras mais robustas, foram acrescentados dois arcos de cada lado e foram feitas pequenas fissuras nas pilastras.  No entanto, as obras foram interrompidas em 1515, tendo apenas sido terminada a balaustrada do lado da cúpula virado para a Via del Proconsolo. Os motivos da paragem podem ter sido a falta de sucesso entre os florentinos ou as críticas expressas pelos cidadãos e especialmente por Miguel Ângelo. De facto, uma anedota relata que d’Agnolo decidiu interromper as obras e pedir a opinião dos habitantes de Florença e, como Miguel Ângelo se encontrava na cidade, foi pedida a sua opinião. Aparentemente, depois de observar o trabalho durante algum tempo, exclamou: "Parece-me uma gaiola de grilos!". Posteriormente, Baccio d'Agnolo, considerado um artista de grande sensibilidade, ficou ofendido e deixou o tambor incompleto, tal como o vemos hoje, com apenas um lado, o virado para a Via del Proconsolo, terminado.

### Proposta fracassada
Por volta de 1516, Miguel Ângelo fez alguns desenhos para o acabamento do tambor, que se conservam na Casa Buonarroti. Provavelmente mandou construir um novo modelo de madeira, onde a balaustrada volta a desaparecer em favor de uma maior presença dos elementos de suporte. Especificamente, num dos desenhos aparecem acrescentadas algumas colunas emparelhadas, localizadas nos cantos do octógono e coroadas por várias cornijas salientes. Acredita-se que este esquema possa ter sido utilizado posteriormente para a cúpula da Basílica de São Pedro no Vaticano. No entanto, as ideias de Miguel Ângelo mantiveram-se apenas em forma de rascunho e o tambor acabou por ficar incompleto em sete dos seus oito lados.
Em 1694, os arquitetos Gherardo e Pier Francesco Silvani aconselharam o reforço da varanda contínua, uma vez que esta tinha sofrido vários movimentos, apesar de ter sido fixada em ocasiões anteriores.
No Museo dell'Opera del Duomo, conservam-se oito modelos de madeira submetidos a concurso nos quais está representado um único lado do tambor. Os números 136 e 137 pertencem ao século XV, enquanto os catalogados com os números 139 a 144 são do século XVI. O mais antigo de todos, o número 136, é atribuído a Ciaccheri, enquanto os outros sete têm dúvidas sobre a sua autoria. 

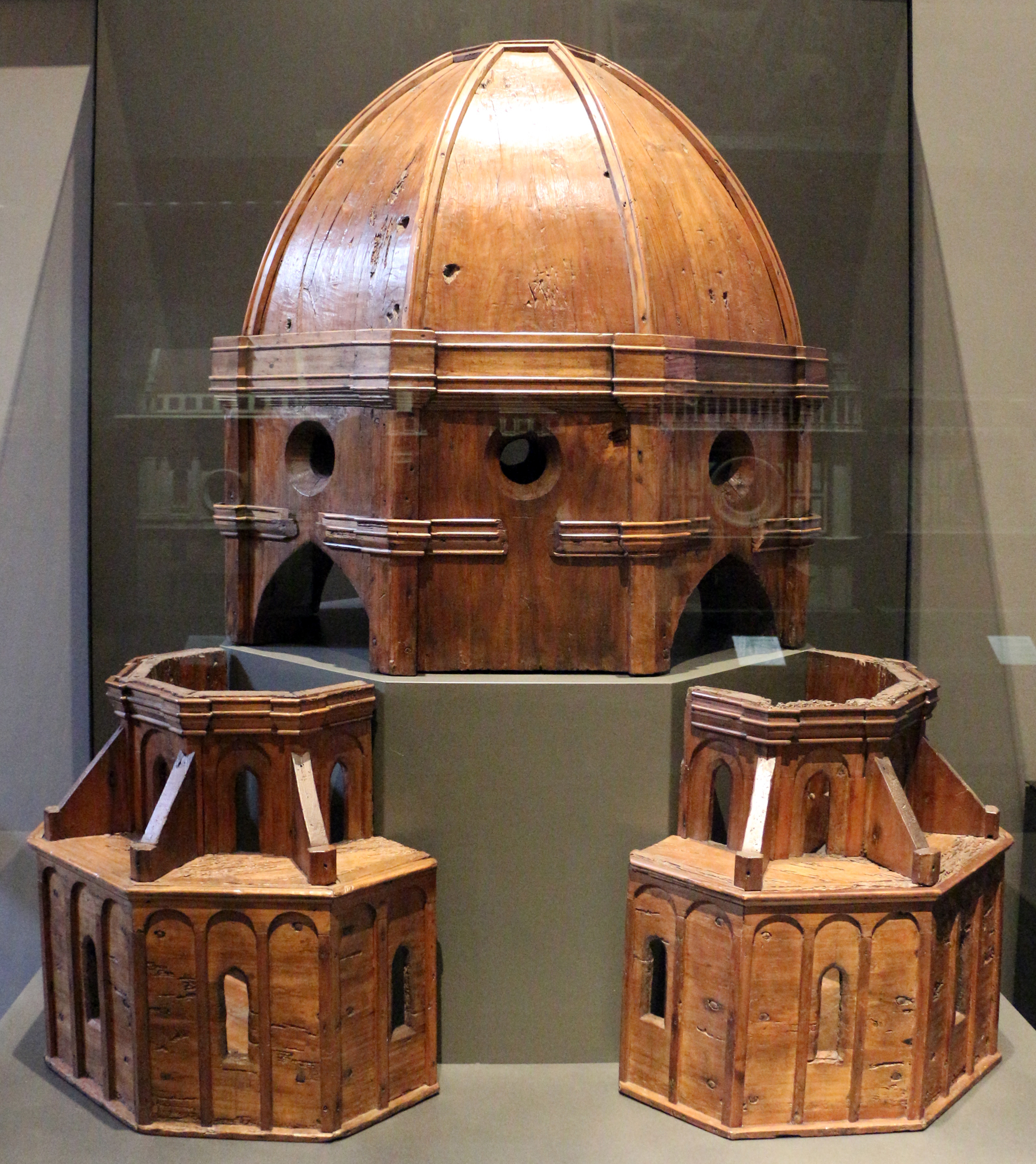
Maqueta de madeira atribuída a Brunelleschi com a cúpula e duas das três tribunas da catedral (Museo dell'Opera del Duomo).
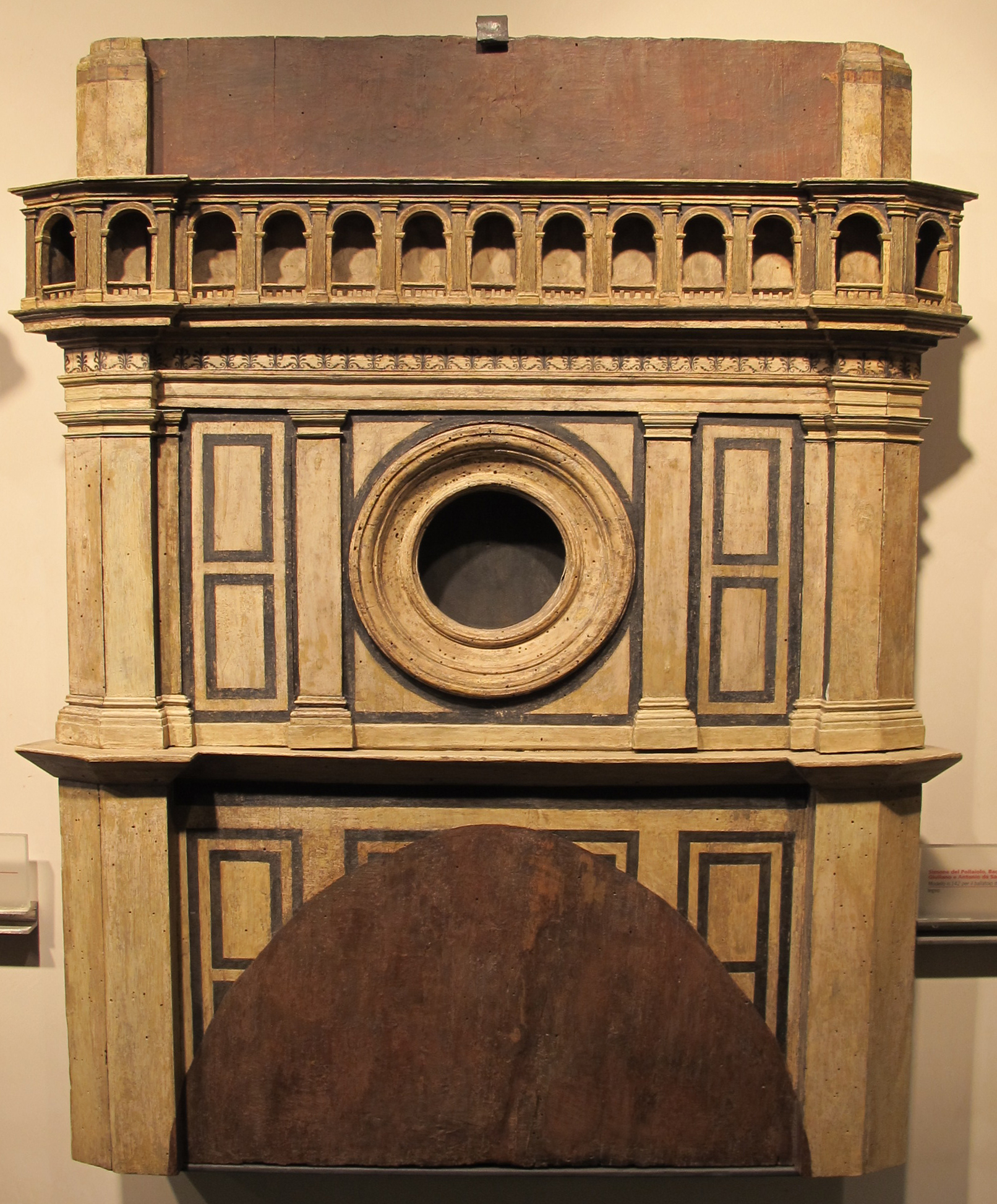
Modelo em madeira nº 142, representando o projecto de Il cronaca, Baccio d'Agnolo, Giuliano e Antonio da Sangallo 1507 (Museo dell'Opera del Duomo)
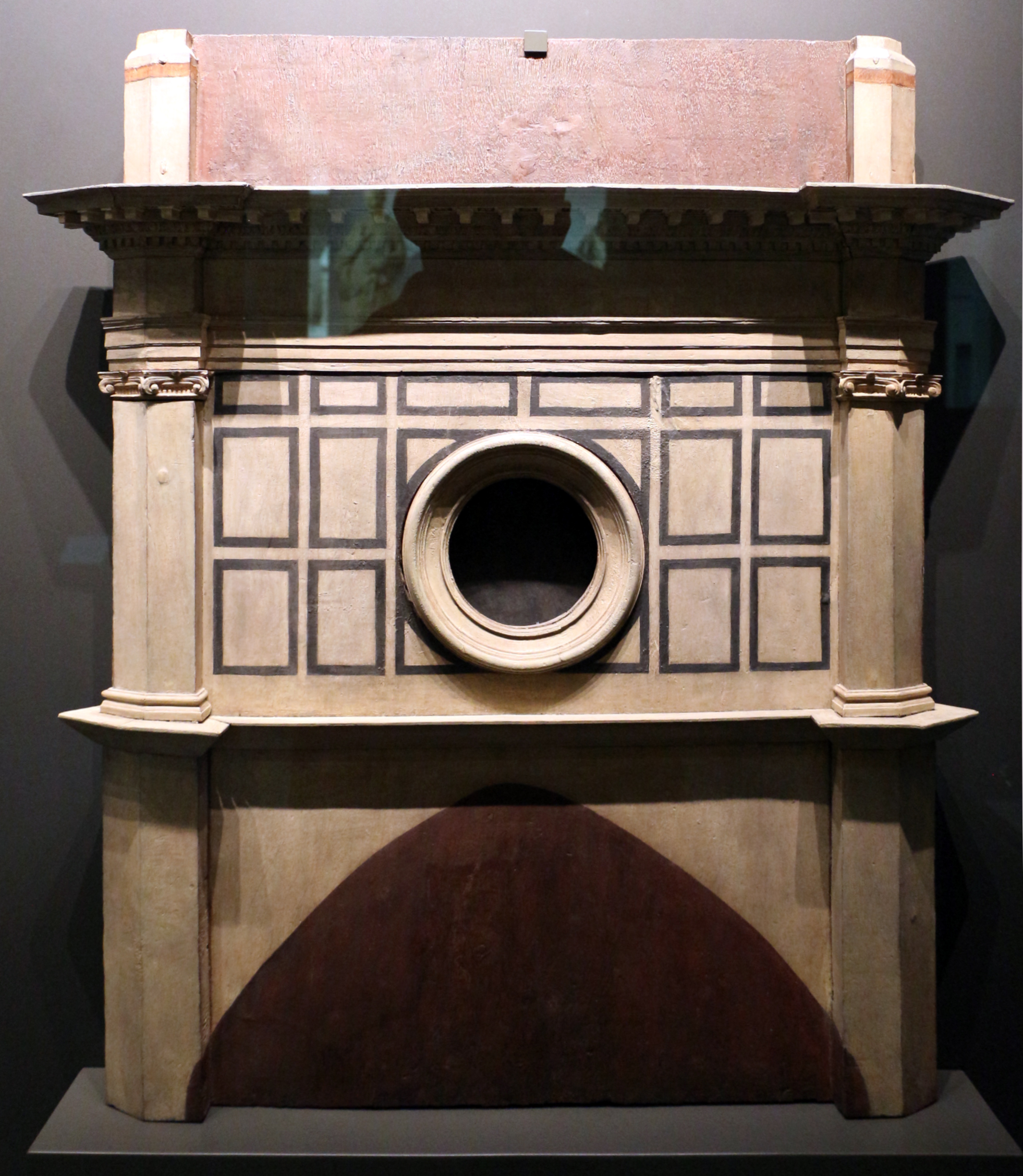
Modelo de madeira número 143, atribuído a Miguel Ângelo, 1507 (Museo dell'Opera del Duomo)

## Influencias

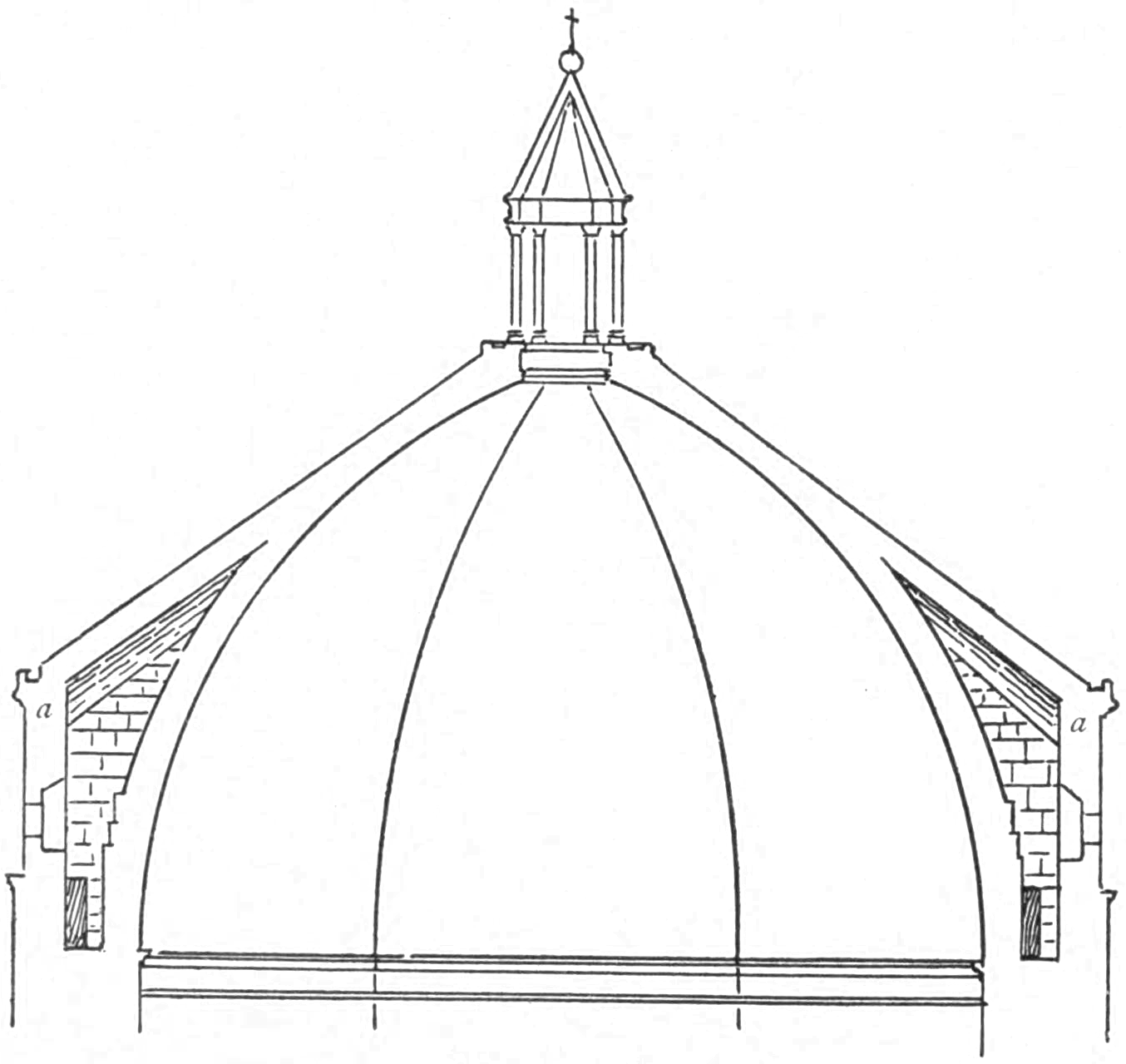
Secção do Batistério de São João da Catedral de Florença

### Possíveis antecedentes
Brunelleschi carecia de referências tecnológicas na hora de resolver o problema da construção de uma cúpula lobulada; nomeadamente, uma abóbada de canhão pontiaguda com planta octogonal, pelo que teve de inventar literalmente o procedimento de construção utilizado em todo o seu processo. Todas as cúpulas que foram propostas como modelos para a de Florença eram de revolução (autoportantes) ou feitas com cofragens e reforços, enquanto a de Santa Maria del Fiore não se baseava nestes sistemas. Apesar da novidade da técnica finalmente utilizada, foram formuladas várias hipóteses sobre as possíveis fontes que poderiam ter inspirado o arquitecto: por um lado, precedentes florentinos; por outro, as estruturas abobadadas da época romana e, finalmente, a tradição construtiva da Pérsia.

#### Tradição florentina
Vários autores concordam que Brunelleschi tinha em mente a geometria e a técnica de construção do teto do Batistério de São João, feito por meio de uma cúpula com perfil pontiagudo e planta octogonal. Esta cúpula começa a um nível mais baixo do que a linha de coroamento das paredes exteriores e é coberta por um teto piramidal octogonal de pedra. Entre as paredes internas e perimetrais existe um vão com 1,25 metros de largura. No entanto, a técnica espinha de peixe não foi utilizada para a sua construção.

#### Tradição romana
Quanto à segunda fonte de inspiração, o biógrafo Antonio di Tuccio Manetti relata que Brunelleschi passou vários anos a estudar em Roma,  talvez atraído pela descoberta de objectos e esculturas típicas desses anos. No início do século XV, a Cidade Eterna era um imenso sítio arqueológico. Durante a sua estadia, ter-se-á inspirado na arquitetura clássica e terá aprendido sobre as teorias de Vitrúvio, segundo as quais toda a arquitetura se baseava num módulo e numa grelha geométrica. Da mesma forma, também poderia ter aprendido sobre o layout em espinha de peixe após observá-lo em várias construções romanas.

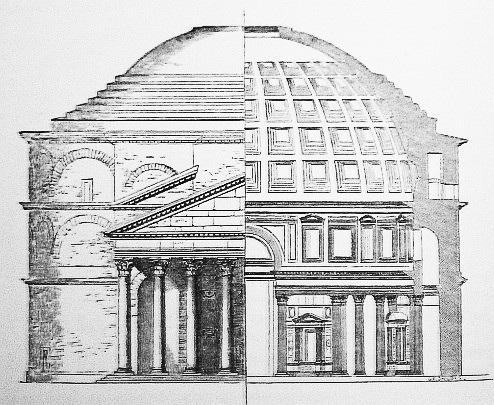
Elevação do Panteão de Roma.

A cúpula romana mais famosa, o Panteão de Agripa, é uma cúpula hemisférica de revolução de dimensões semelhantes à de Santa Maria del Fiore. Os seus 43 metros de diâmetro e o seu óculo superior de 8 metros podem ter inspirado Brunelleschi no seu projeto. No entanto, o de Roma tem uma única tampa e é feito de betão com tetos artesoados, uma técnica de construção que não era reproduzível e deve ter sido completamente incompreensível na Itália do início do Renascimento, que havia perdido a tradição da arquitetura romana. concreto. Do estudo do exterior do Panteão, Brunelleschi. no máximo, teria sido capaz de perceber que a forma escalonada surgia de uma forma circular e que, por isso, as cúpulas romanas em geral continham sempre um anel circular completo em cada nível da sua espessura. Brunelleschi pode ter conhecido a cúpula da Domus Aurea, erguida num pavilhão octogonal e construída com betão fresco, o que exigiu cofragem durante o processo de cura do betão. Durante a sua construção, a sua forma poligonal inicial transformou-se gradualmente numa circular à medida que subia e estreitava, uma técnica também utilizada em vários edifícios romanos.
A hipótese da viagem romana de Brunelleschi é geralmente aceite por todos os críticos, embora tenha sido recentemente salientado que, se descartarmos que a origem da cúpula do Duomo tenha sido o Panteão, nada na obra do grande arquitecto deveria estar necessariamente relacionado com elementos arquitectónicos que só eram visíveis em Roma. A viagem a Roma foi, portanto, possível, mas não essencial para a formação dos cânones arquitectónicos "brunelleschianos".

#### Tradição Persa
Quanto à inspiração na Pérsia, foi também sugerido que o arquitecto estava familiarizado com as técnicas de construção dos mausoléus orientais devido às importantes trocas comerciais com o Médio Oriente, embora esta influência não seja tão clara. Existem exemplos que podem ser comparados às formas estruturais e à técnica da cúpula de Brunelleschi, como a cúpula dupla, também erguida sem fundações, do mausoléu de Soltaniyeh, no Irão, construído entre 1302 e 1312, ou a construção das paredes espinha de peixe dos antigos edifícios do Seljúcidas do século X, ou as posteriores mesquitas de Isfahan e Ardistan. No entanto, estes exemplos diferem substancialmente nos materiais utilizados, no aparelho de parede e nas dimensões.

### Influências posteriores
Por outro lado, a cúpula de Santa Maria del Fiore serviu também de inspiração para construções posteriores. Giuliano da Sangallo tomou-o como modelo para a cúpula do Santuário da Santa Casa em Loreto no ano 1500, embora com uma única tampa. A lanterna assemelha-se também à de Brunelleschi e foi construída por Giuseppe Sacconi em 1889. Antonio da Sangallo, o Jovem também estudou a cúpula para a utilizar como modelo para o seu projeto de lanterna na Basílica de São Pedro em Roma.
Em 1546, Michelangelo analisou a estrutura da cúpula e reinterpretou-a no seu projecto para a cúpula de São Pedro. em direcção à parte superior onde ambas as tampas se juntavam e seguravam a lanterna. Giorgio Vasari tomou-o como exemplo para a basílica da Virgem da Humildade em Pistoia e o templo de Santo Estevo da Vittoria em Foiano della Chiana. No seu livro Le Vite dedicou grande parte dos seus escritos à biografia de Brunelleschi e à narração do processo construtivo da cúpula. Em Barberino Val d'Elsa, na localidade de Semifonte, encontra-se a capela de São Miguel Arcanjo, cópia à escala 1:8 da cúpula de Brunelleschi, construída por Santi di Tito em 1597.

## Frescos do interior da cúpula

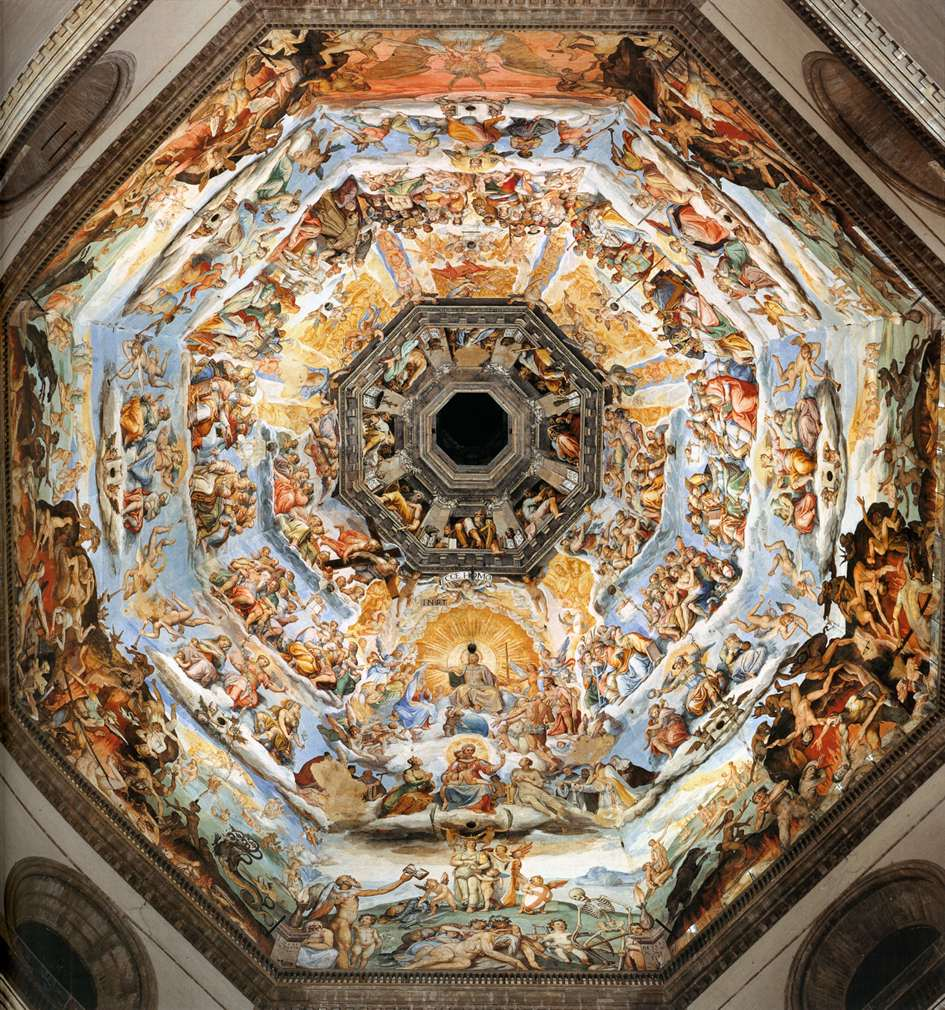
Interior da cúpula pintado com a técnica de fresco representando cenas do Juízo Final'. As pinturas foram iniciadas por Giorgio Vasari e concluídas, na sua maioria, por Federico Zuccari e seus colaboradores.

Embora tenha sido construída com técnicas inovadoras, a cúpula foi sempre diretamente inspirada no Batistério de São João, de onde tomou o seu desenvolvimento e forma octogonal. Da mesma forma, também tirou do batistério uma decoração interna com mosaico, e Brunelleschi fez vários esboços que os operários puderam utilizar na ornamentação da imensa superfície interna da cúpula, de mais de 3.600 metros quadrados. No entanto, a técnica do mosaico era pouco utilizada naquela época e era considerada extremamente cara. Além disso, havia também a preocupação de que o ligante utilizado para fixar as tesselas pudesse aumentar o peso total. Este problema não parece muito importante na atualidade, sabendo-se o enorme peso da cúpula (cerca de 25.000 toneladas) e a sua resistência, mas naquela época foi considerado motivo suficiente para abandonar o projeto em favor da decoração com a técnica do fresco.
Segundo o historiador Alessandro Parronchi, o arquiteto tinha pensado representar o Inferno e o Paraíso com base na obra de Dante Alighieri Divina Comédia. As ilustrações do poema de Boticelli, no início da década de 1470, poderia fazer referência a este projeto.

### As primeiras pinturas de Vasari
As obras só começaram em 1572, em pleno Maneirismo, um século depois da conclusão da cantaria. O Grão Duque Cosme de Médici escolheu o tema do Juízo Final para decorar a enorme Cúpula, confiando a tarefa a Giorgio Vasari, com a colaboração de Vincenzo Borghini para a escolha do tema iconográfico. Quando Vasari morreu, apenas a primeira das faixas concêntricas planeadas, a mais pequena delas, localizada no topo, em redor do óculo octogonal coberto pela lanterna, estava concluída.

Frescos do interior da cúpula de Santa Maria del Fiore, obra de Giogio Vasari
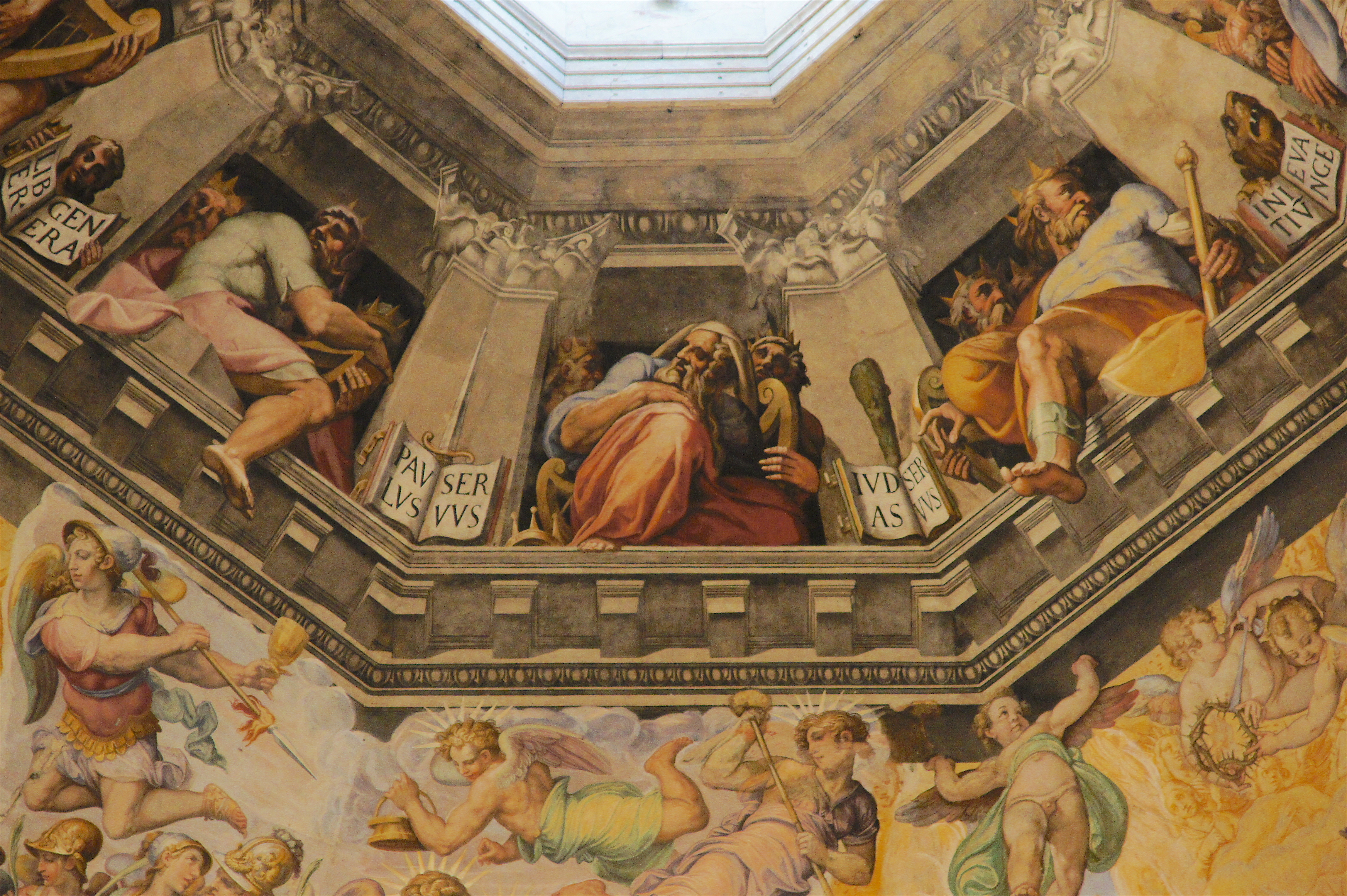
Velhos da Apocalipse.
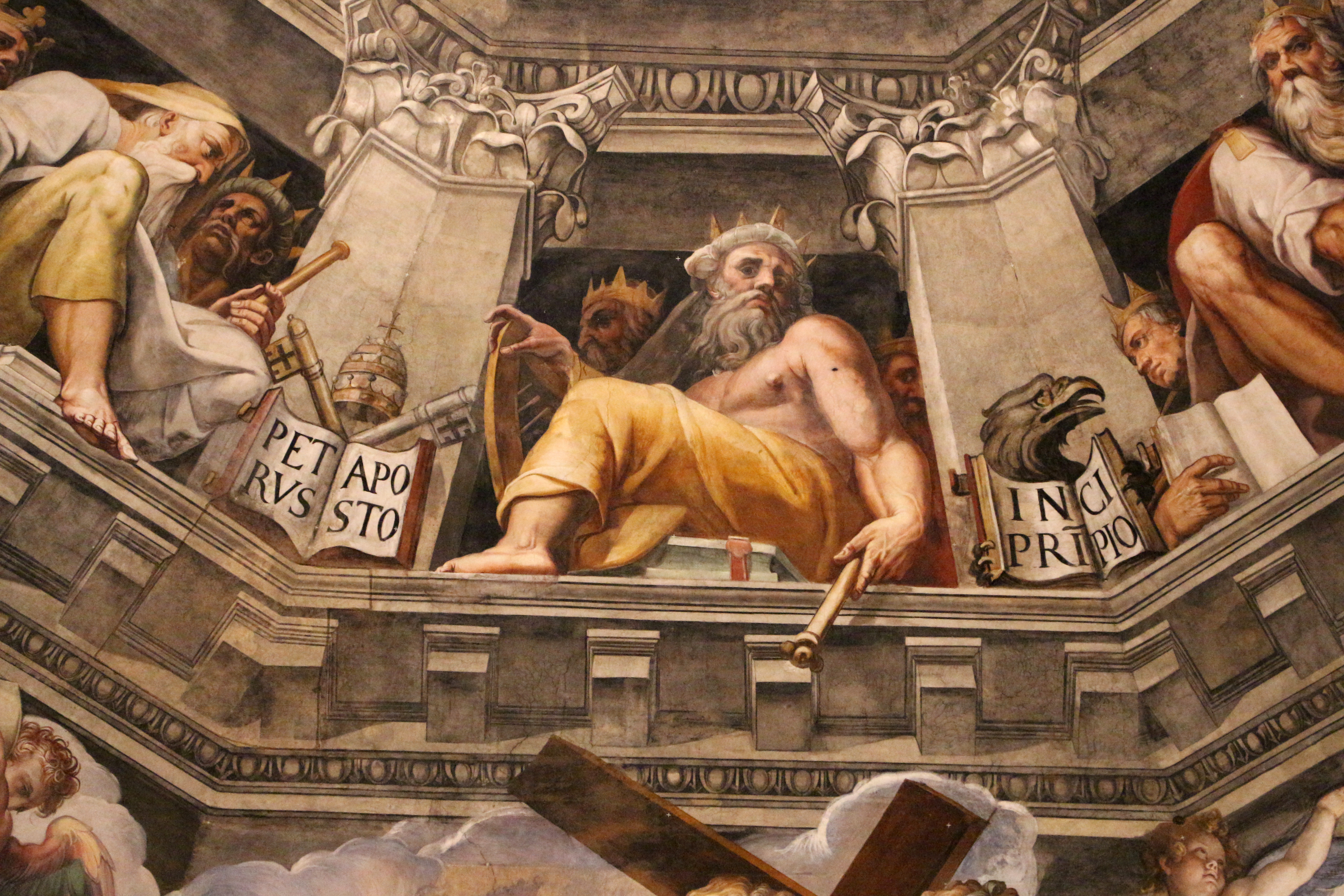
Velhos do Apocalipse.
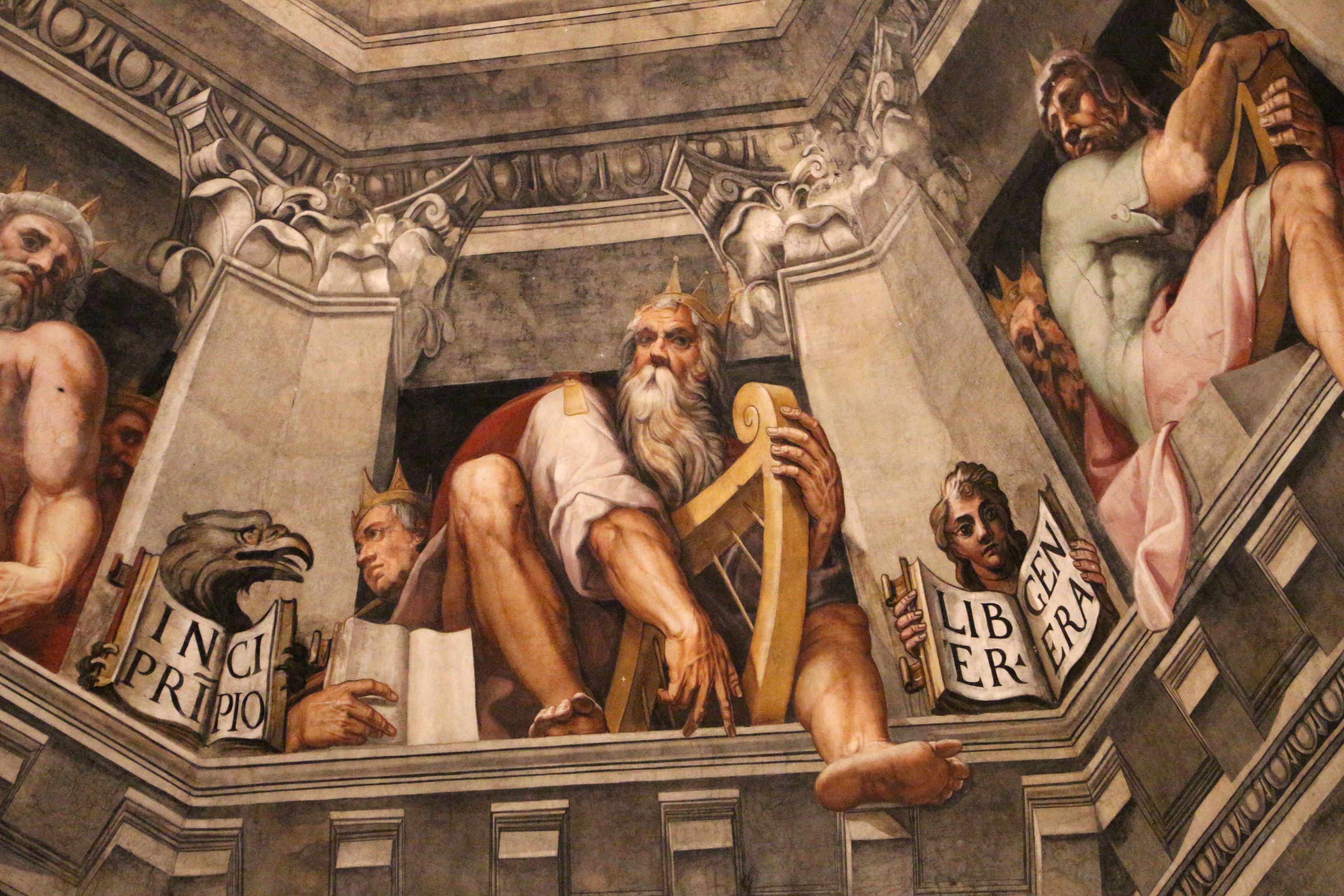
Velhos do Apocalipse.
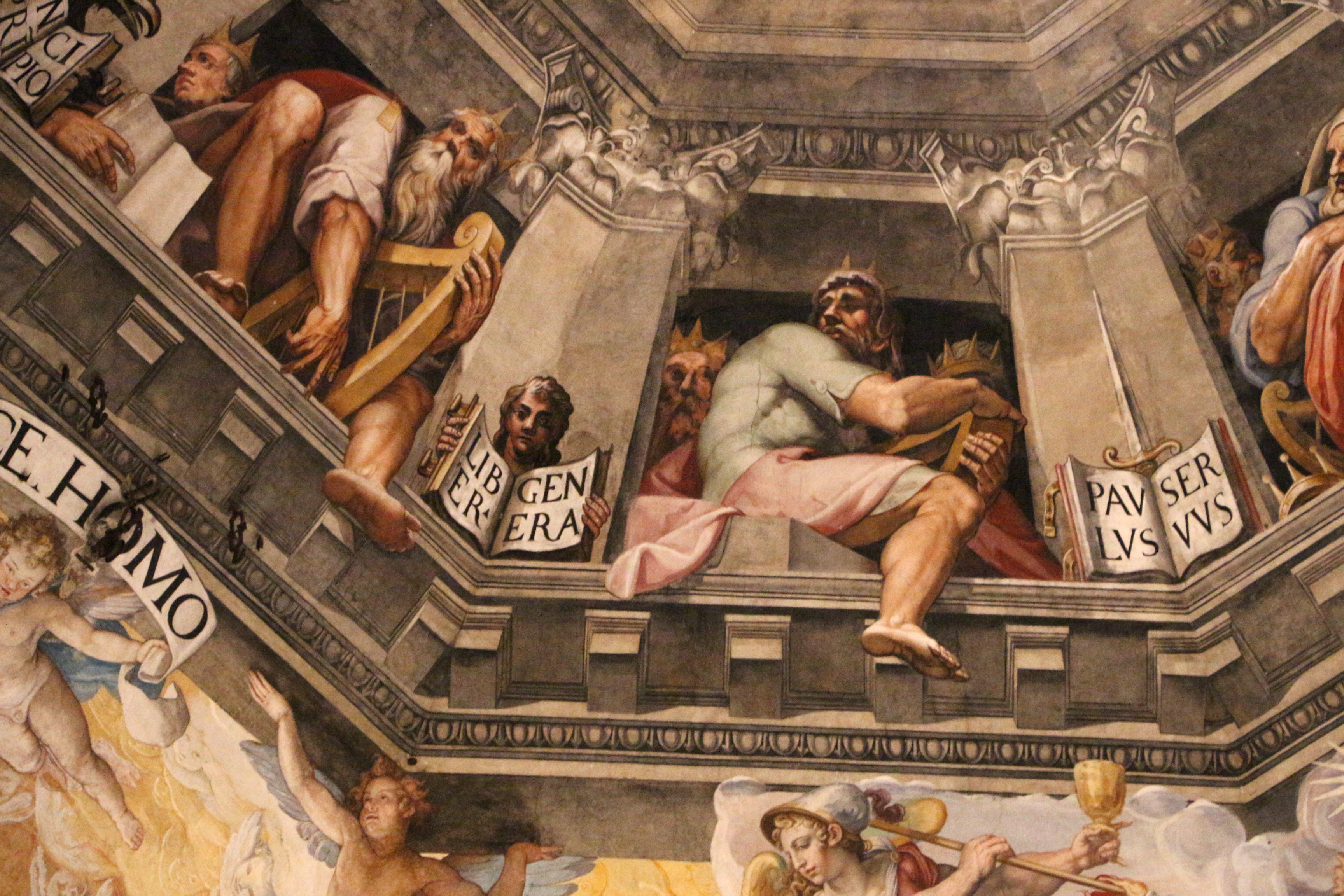
Velhos do Apocalipse.

### Continuação com Zuccari
Foi sucedido por Federico Zuccari, que em poucos anos e segundo as suas próprias palavras, quase sem ajuda, completou o imenso ciclo figurativo com a pintura em têmpera, uma das maiores do mundo em superfície, e uma das obras-primas do Maneirismo. Entre as mais de 700 figuras, estão representadas 248 anjos, 235 almas, 21 personificações, 102 personagens religiosas, 35 condenados, 13 retratos, 14 monstros, 23 crianças e 12 animais.
 O próprio pintor, no seu testamento, recordava com orgulho ter concebido e concluído a obra, da qual se destacava em particular o grande Lúcifer, com treze braços florentinos de altura (cerca de 8,5 metros). Obviamente, fez uso de muitos assistentes, entre os quais se encontrava um jovem rapaz, Domenico Cresti. As obras foram concluídas em 1579, apenas três anos após o início das obras.
O conteúdo do ciclo era o adoptado no Concílio de Trento, que tinha revisto a doutrina católica medieval, ordenando-a claramente. A cúpula estava dividida em seis anéis concêntricos e oito faixas verticais. No topo, a lanterna central é rodeada pelos 24 profetas do Apocalipse, dispostos em grupos de três personagens em cada tira. Começando pelo topo, cada faixa vertical inclui quatro cenas representadas em cada um dos anéis, que estão organizadas de cima para baixo com o seguinte esquema:
- um coro de anjos com instrumentos da Paixão (segundo toque);
- uma categoria de Santos e Eleitos (terceiro anel);
- uma tríade de caracteres representando um dom do Espírito Santo, as sete virtudes e as sete bem-aventuranças;
- uma região do Inferno dominada por um pecado mortal.[194]

Na faixa oriental, oposta à nave central, os quatro anéis transformam-se em três para dar lugar ao grande Cristo em Majestade, em contraste com a imagem de Lúcifer, situada na faixa oposta. O Cristo Juiz, representado com grande hieratismo, está colocado entre a Virgem Maria e São João Batista. Abaixo delas estão as três virtudes teológicas: Fé, Esperança e Caridade, seguidas por algumas figuras alegóricas representando o Tempo e a Igreja triunfante. Entre os escolhidos, o pintor representou uma ampla galeria de figuras contemporâneas, como o patronos da família Medici, o imperador, o rei de França, Vasari, Borghini, Giambologna e outros artistas, incluindo ele próprio e muitos dos seus familiares e amigos. Zuccari acrescentou ainda a sua assinatura e data.

Em 1980, iniciou-se um longo processo de restauro dos frescos da cúpula de Santa Maria del Fiore, que se prolongou até 1995.

Frescos do interior da cúpula de Santa María del Fiore, obra de Federico Zuccari
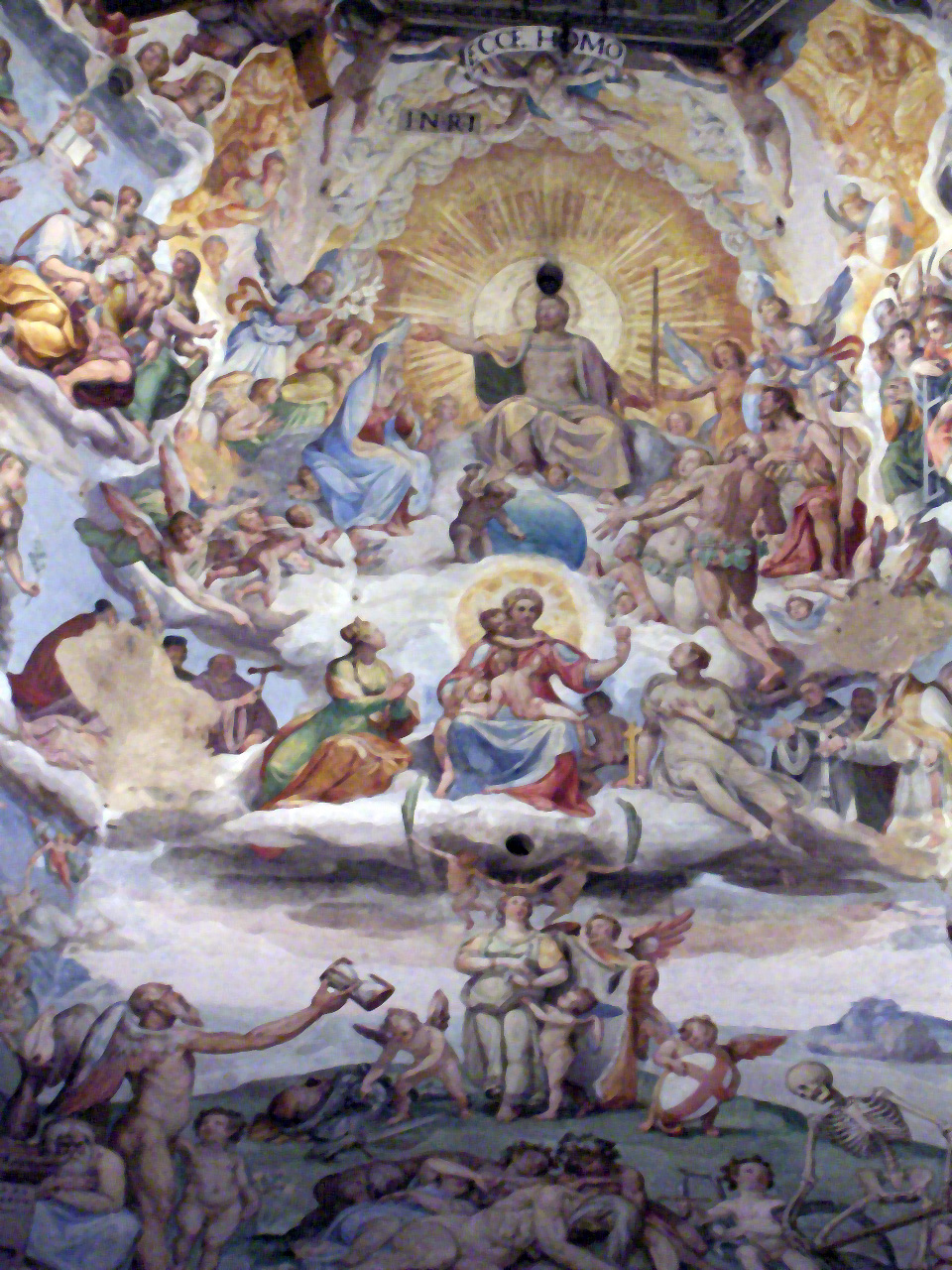
Detalhe de Cristo no Trono de Federico Zuccari.
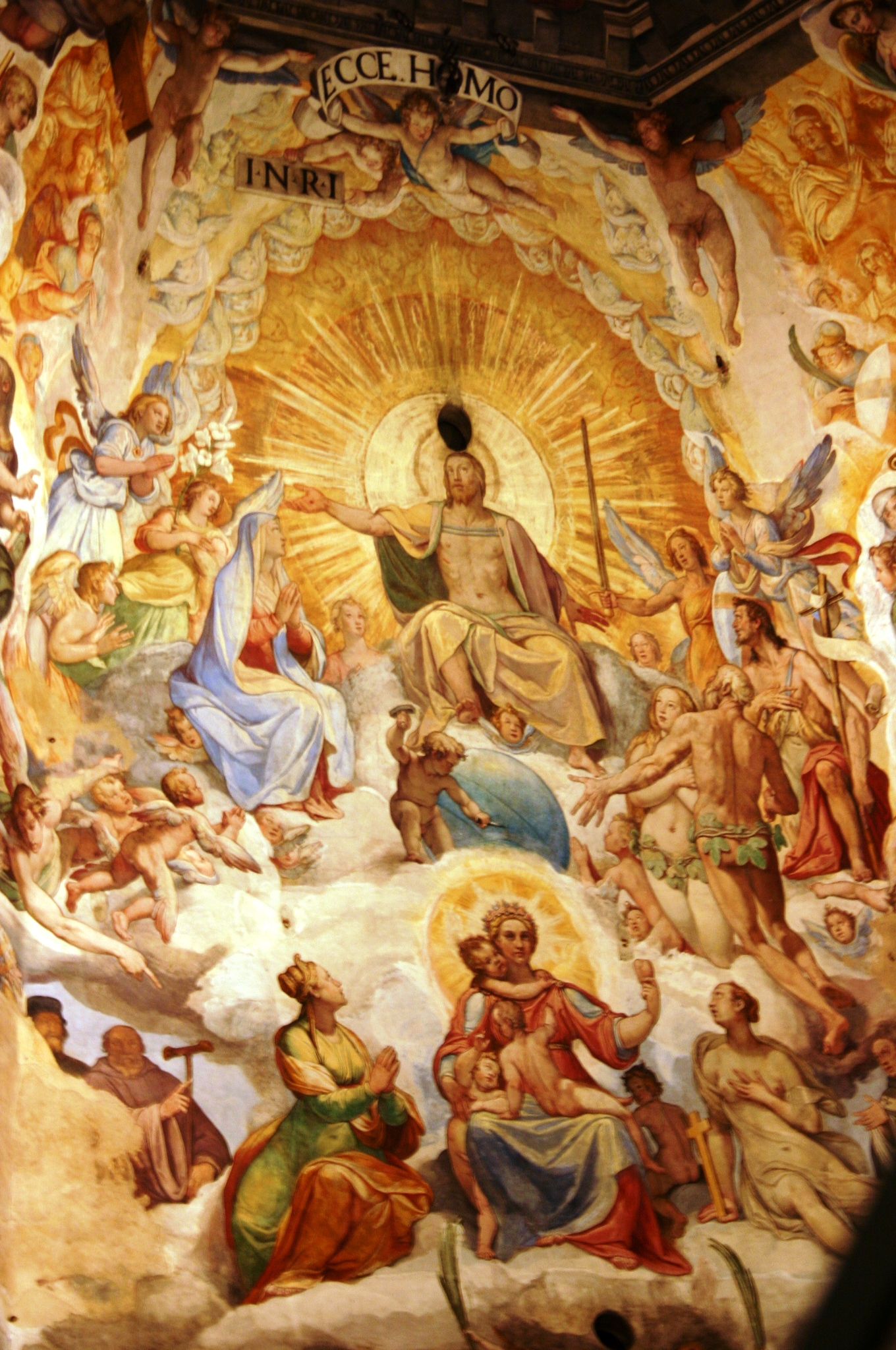
Ecce Homo
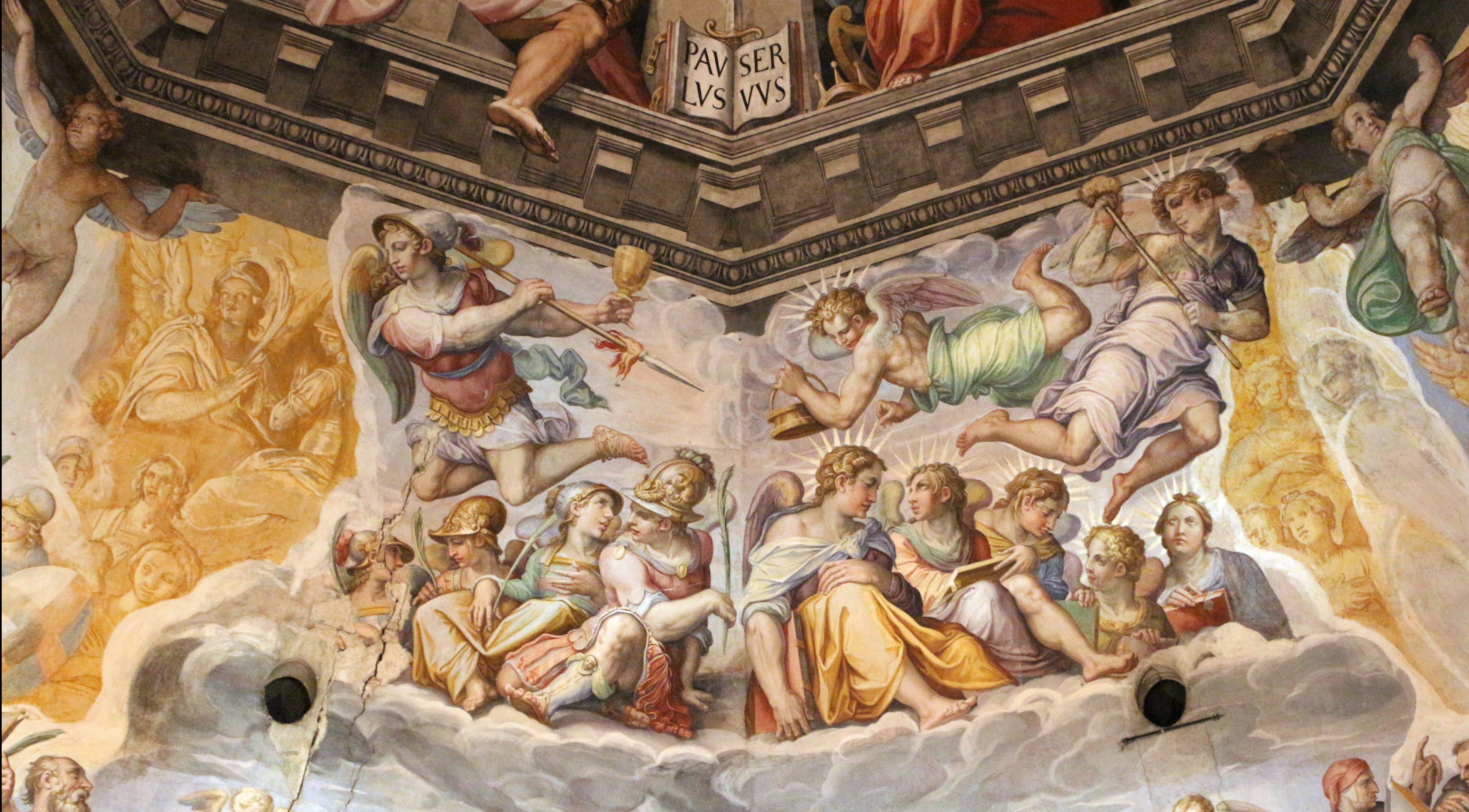
Anjos com instrumentos da paixão (Federico Zuccari)
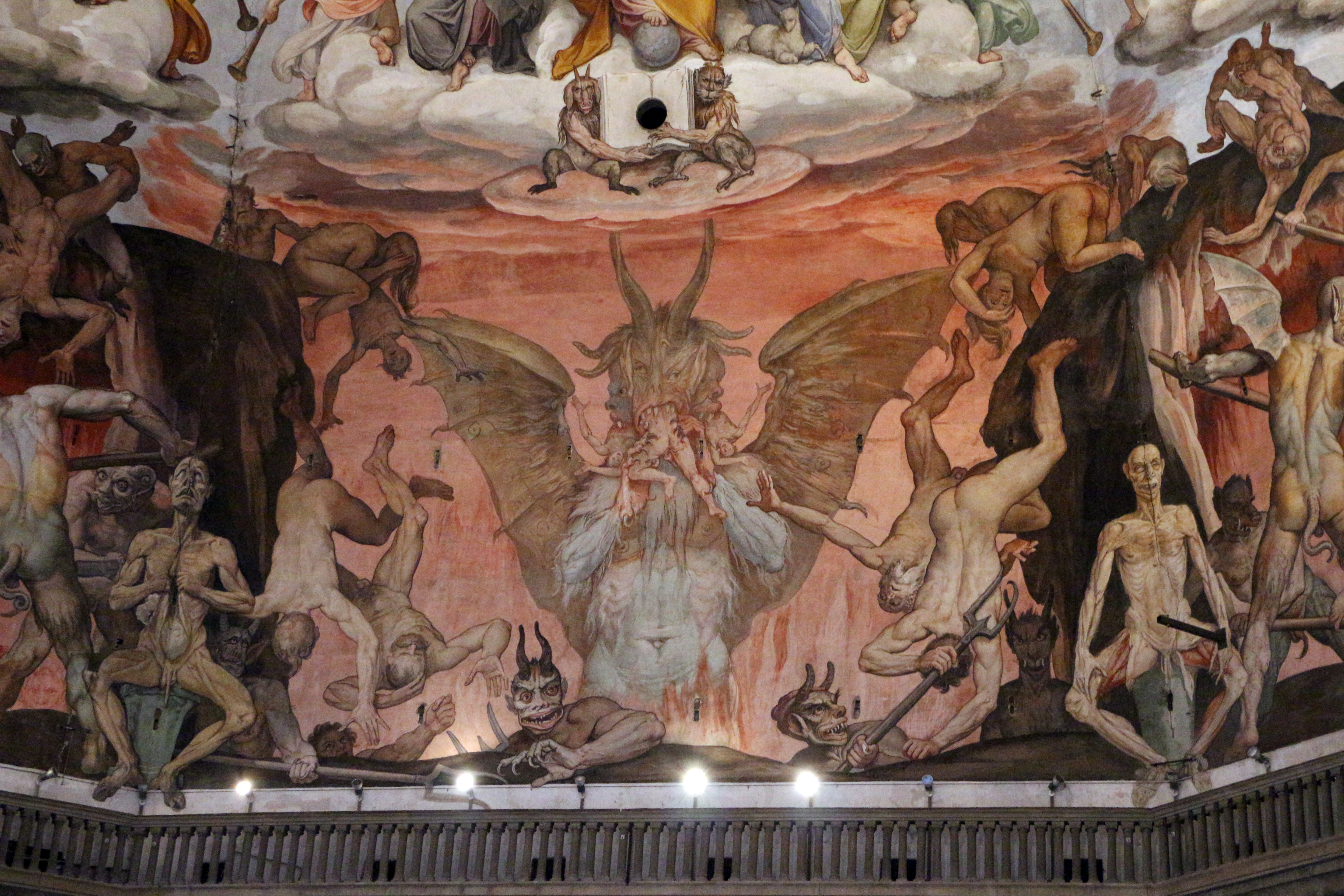
Satanás e o inferno.
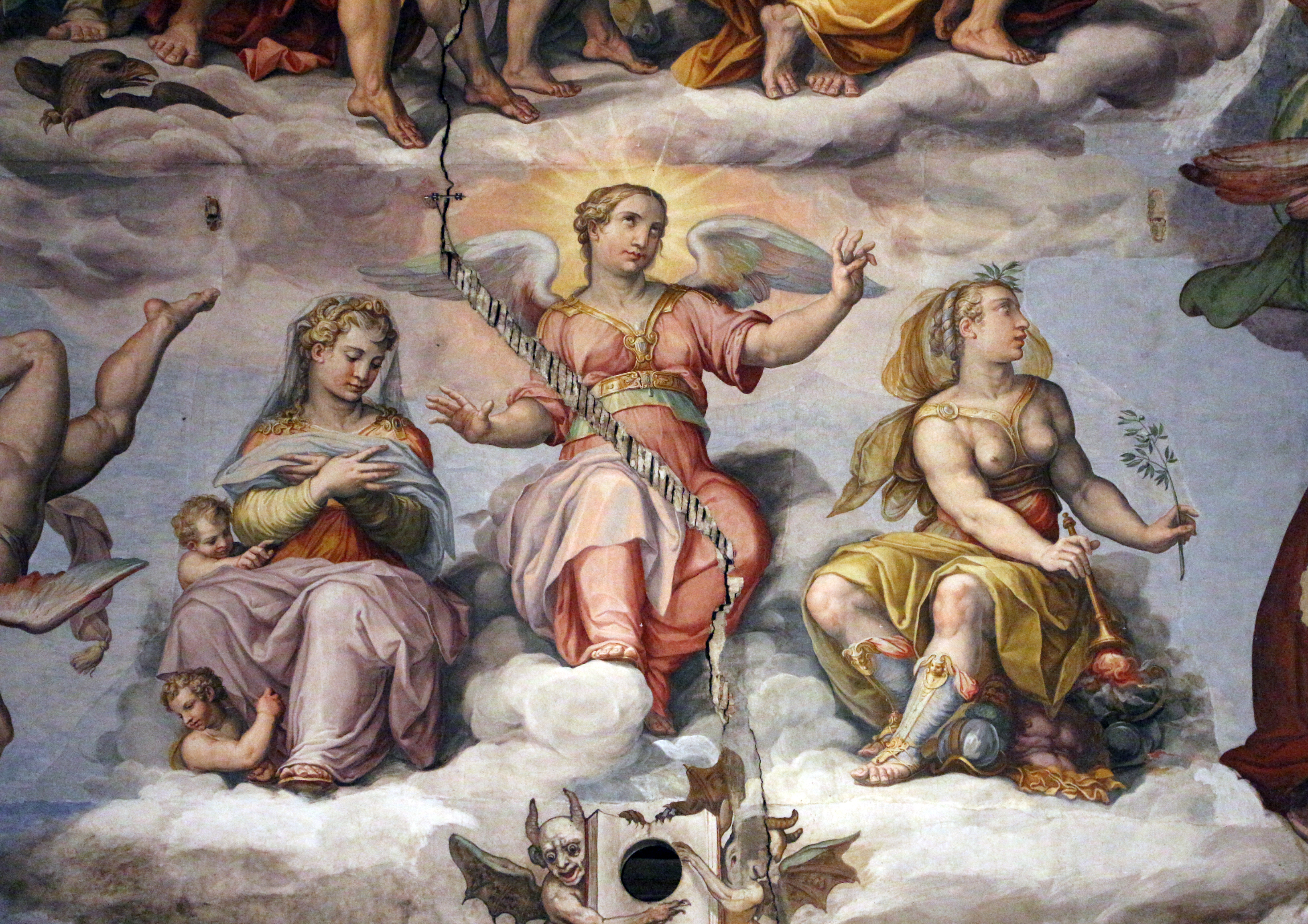
A Virtude e outras personificações.